# Funchal látnivalói
Madeirán a fő látnivaló a sziget elképesztően dús növényvilága, amivel három botanikus kertben (két további Montéban van) és több parkban is ismerkedhetünk. Több épületen a sajátos, portugál gótika, az ún. Mánuel stílus jellegzetességeit figyelhetjük meg.
A város központja a Sé székesegyház.

## Botanikus kertek
Funchal talán fő nevezetességei a botanikus kertek: a hegyoldalban magasan fekvő állami Jardim Botanico és a Camacha felé vezető út mentén, a város központjától mintegy 9 km-re kialakított Blandy's Garden. A Trópusi kert (Jardim de Monte Palace) és a Keleti kert Montéban van.

### Jardim Botanico

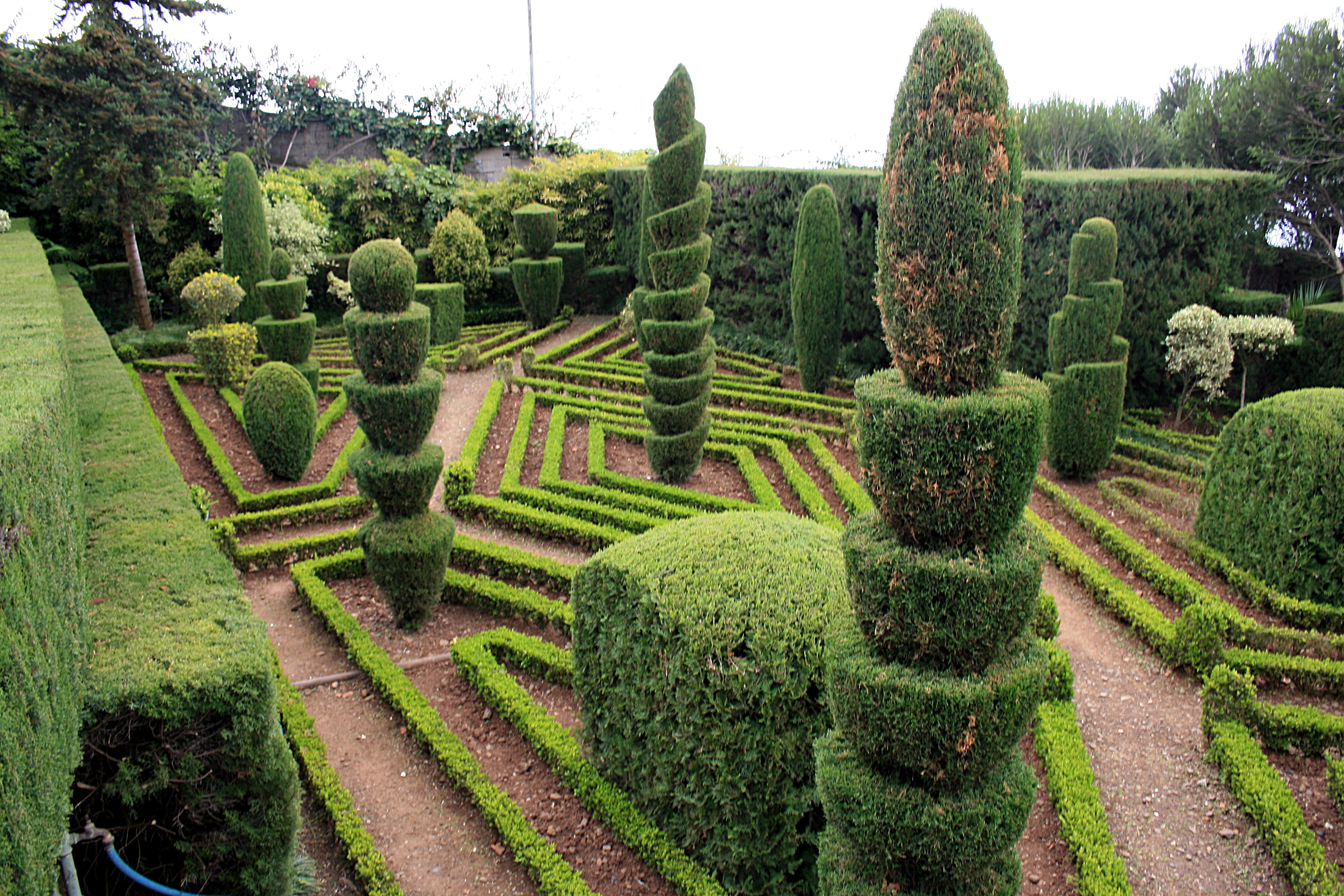
A botanikus kert

A skót Reid család egykori rezidenciájának parkjában kialakított botanikus kert mintegy 3 km-re van a belvárostól; a meredek utat célszerű busszal (29, 30, 31) megtenni. A másik lehetőség, hogy a felvonóval felmegyünk Montéba, és ott átsétálunk a másik kabinos felvonó felső állomásához: ezzel éppen a botanikus kerthez ereszkedhetünk le.
A park nyitva naponta 9-től 18 óráig. A belépő felnőtteknek 3 euró, diákoknak 2.
A kert alsó részén mindenféle tarka madarakat láthatunk (például hatalmas pávákat); közülük egyesek szabadon mászkálnak. Kicsit feljebb kaktuszokat, banánfákat és a szivárvány minden színében pompázó virágokat gyűjtöttek össze. Van piknikező hely, és fantasztikus kilátás nyílik a városra.
A park érdekességei a tematikus kertek, amelyekben egy-egy, származásuk vagy életmódjuk (pl. pozsgás növények) szerint rokonított növénycsoport változatos fajait tekinthetjük meg.

### Jardim Orquídea
A botanikus kert alatti kis orchideakertet egy osztrák házaspár alakította ki. A gyűjteményben egészen ritka fajok is szerepelnek. A látogatók nemcsak a virágokat tekinthetik meg, de bepillanthatnak a laboratóriumba is, ahol láthatják, milyen különleges ápolásra van szüksége ezeknek a növényeknek.

### Blandy's Garden
Mint neve is mutatja, ez a tíz hektáros park 1885 óta a Blandy család, a sziget leggazdagabb családja villájának kertje – a villa neve Quinta do Palheiro Ferreiro. A Funchalt Camachával összekötő országúttól kaméliákkal szegett bekötőút vezet a parkba, amelyben úgy szerkesztették egységbe a barokk franciakert és az angolkert elemeit, hogy utóbbi szinte észrevétlen fokozatossággal megy át az erdőbe. A park tematikus részei:
- Inferno: a rengeteg páfrányfa zöld barlangra emlékeztet.
- Elsüllyedt kert: szimmetrikusan elrendezett, változatos formákra nyírt bokrokkal, sövényekkel.
- Dámakert: változatos, látványos virágokkal, pulyka formájúra nyírt cserjékkel.

A kert fő nevezetességei a kaméliák.
Nyitva: H–P: 9:30–12:30; belépő: 6 euró; megközelíthető a 36-os busszal.
A szomszédos Casa Velha do Palheiro egykor a különc Esmeraldo de Vasconcelos de Antouguia Bettencourt, Carvalhal grófjának vadászkastélya volt. A területet eredetileg vadaskertnek szánta; ő építtette az Elsüllyedt kertben álló kis kápolnát is. A kastélyt 1999-ben luxusszállodává alakították.

## Múzeumok, állandó kiállítások

### Museu Municipal do Funchal
A felsővárosban található Városi Múzeum (nyitva 10-18 óráig, a belépő felnőtteknek 1,49 euró, diákoknak 1 euró) két részből áll: az egyikben fényképeket, térképeket, régi dokumentumokat, kitömött állatokat, preparált növényeket és jellegzetes kőzeteket láthatunk, a másikban pedig a környező tenger élővilágát mutatják be hatalmas akváriumokban.

### Casa Museu Federico de Freitas
Ugyancsak a felsővárosban látható a Federico de Freitas-gyűjteményt, amit a ház utolsó tulajdonosa, dr. Federico de Freitas adományozott 1978-ban a városnak. A 17. században épült házban egyebek közt:
- cukrosládabútorokat,
- metszeteket és
- rajzokat

tekinthetünk meg. A legérdekesebb az önálló kiállításként (Casa dos Azulejos) berendezett csempegyűjtemény, de a tulajdonos vallásos, valamint kínai műtárgyakat is gyűjtött.

### Museu de Arte Sacra

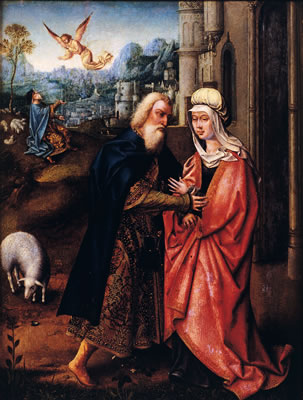
Szent Joachim és szent Anna képmása

Az Egyházművészeti Múzeumot a régi püspöki palotában rendezték be. A rendkívül gazdag németalföldi gyűjtemény festményeit a 15–16. században az itt letelepült flamand cukorkereskedők hozták a szigetre. A leggazdagabb a 16–18. század németalföldi festészetét bemutató tárlat. A templomi kincsek közül a 127 cm magas körmeneti keresztet még I. Mánuel király adományozta a funchali székesegyháznak.
A gyűjtemény egyik kiemelkedő darabja a Madalena do Marból idehozott, Szent Annát és Szent Joachimot középkori öltözetben ábrázoló táblakép – a két szent állítólag Német Henrik és feleségének arcvonásait viseli.

### Museu de Electricidade
A belváros közepén található Villamossági Múzeumot a város egykori hőerőművében rendezték be. A rendkívül szemléletes, interaktív kiállítás nemcsak bemutatja, hogyan vezették be az elektromosságot Madeirán, de a látogatók maguk is fejleszthetnek némi áramot.

### Núcleo Museológico A Cidade do Açúcar
Ugyancsak a belvárosban, João Esmeraldo egykori cukorbáró házában nyitották meg a Cukorkereskedelmi Múzeumot, amelyben – mint ezt neve is mutatja – a helybéli cukortermelés és -kereskedelem történetét, kulturális és művészeti jelentőségét szemléltetik a különféle metszetek, festmények és dokumentumok.

### Museu da IBTAM (Núcleo Museológico do I.B.T.A.M.)
Az Iparművészeti Intézet múzeumának legértékesebb darabjai a 19. századi és századfordulós hímzések, falikárpitok és gobelinek. Néhány helyiségben ezeket jellegzetes, helyi bútorok és a madeirai népviseletet bemutató bábuk egészítik ki.

### Museu Henrique e Francisco Franco

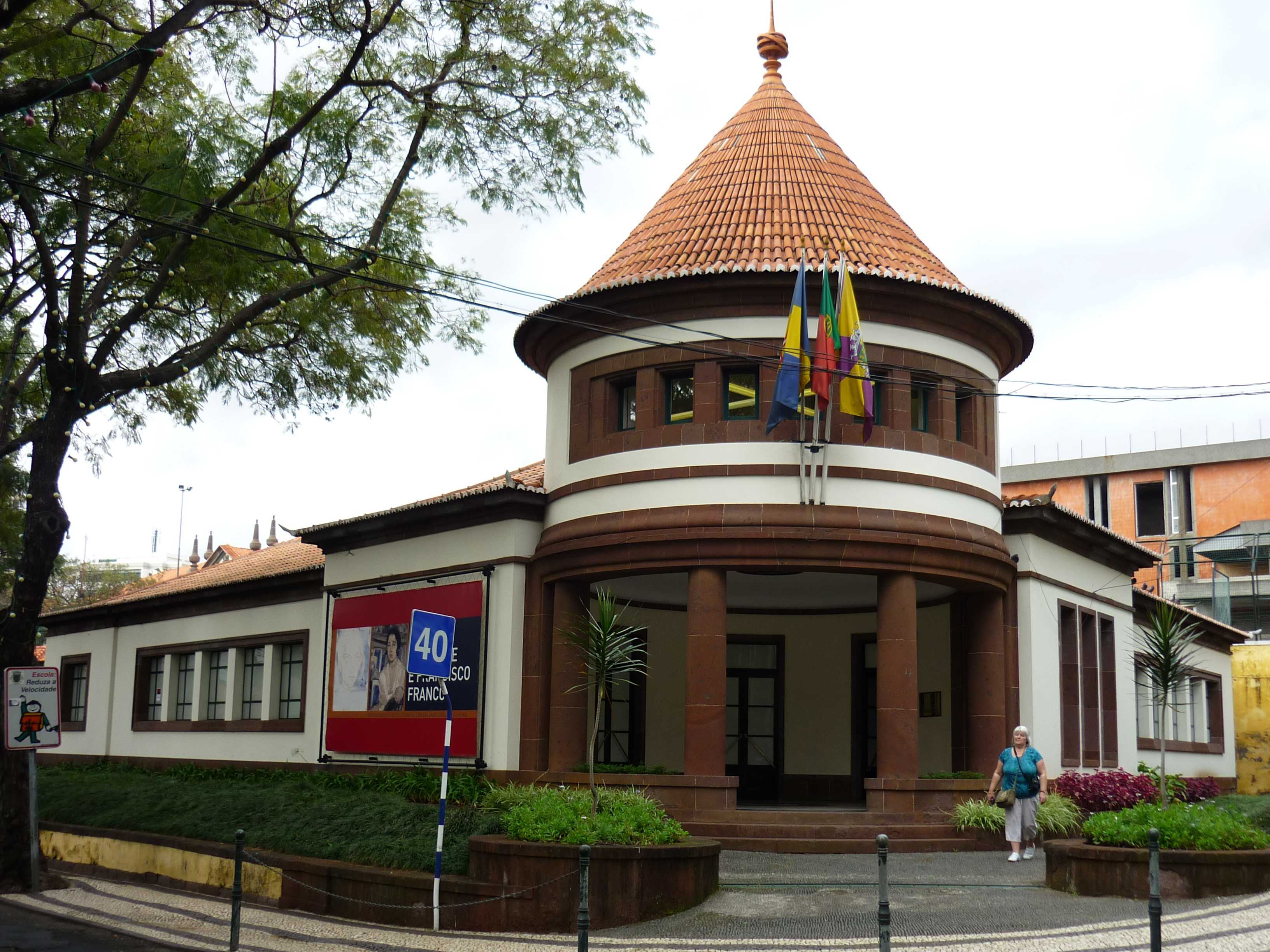
A Franco-testvérek múzeuma

A belvárostól kissé kijjebb, a Rua João de Deuson áll a Franco-testvérek múzeuma:
- Henrique Franco (1883–1961) helyi jelentőségű festőművész volt,
- Francisco Franco (1885–1955) pedig az egyik legnagyobb portugál szobrász.

A klasszicizáló, oszlopos bejáratú épület egyik termében Henrique, a másikban Francisco Franco munkásságát mutatják be. A múzeumot 1987. augusztus 21-én nyitották meg. Az épület mellett áll Henrique Vieira de Castro bankár szobra.

### Museu-Biblioteca Mário Barbeito de Vasconcelos
A kiállítás fő témája Kolumbusz Kristóf és Madeira kapcsolata, de ritka könyveket és érméket is láthatunk itt.

### Museu do Vinho
A Borászati Intézet (Instituto do Vinho, do Bordado e do Artesanato Da Madeira, I. P.) kis kiállításán a madeirai borászat hagyományos eszközei mellett az ezek használatát megörökítő fényképeket láthatunk.

### Photografia Museu Vicentes

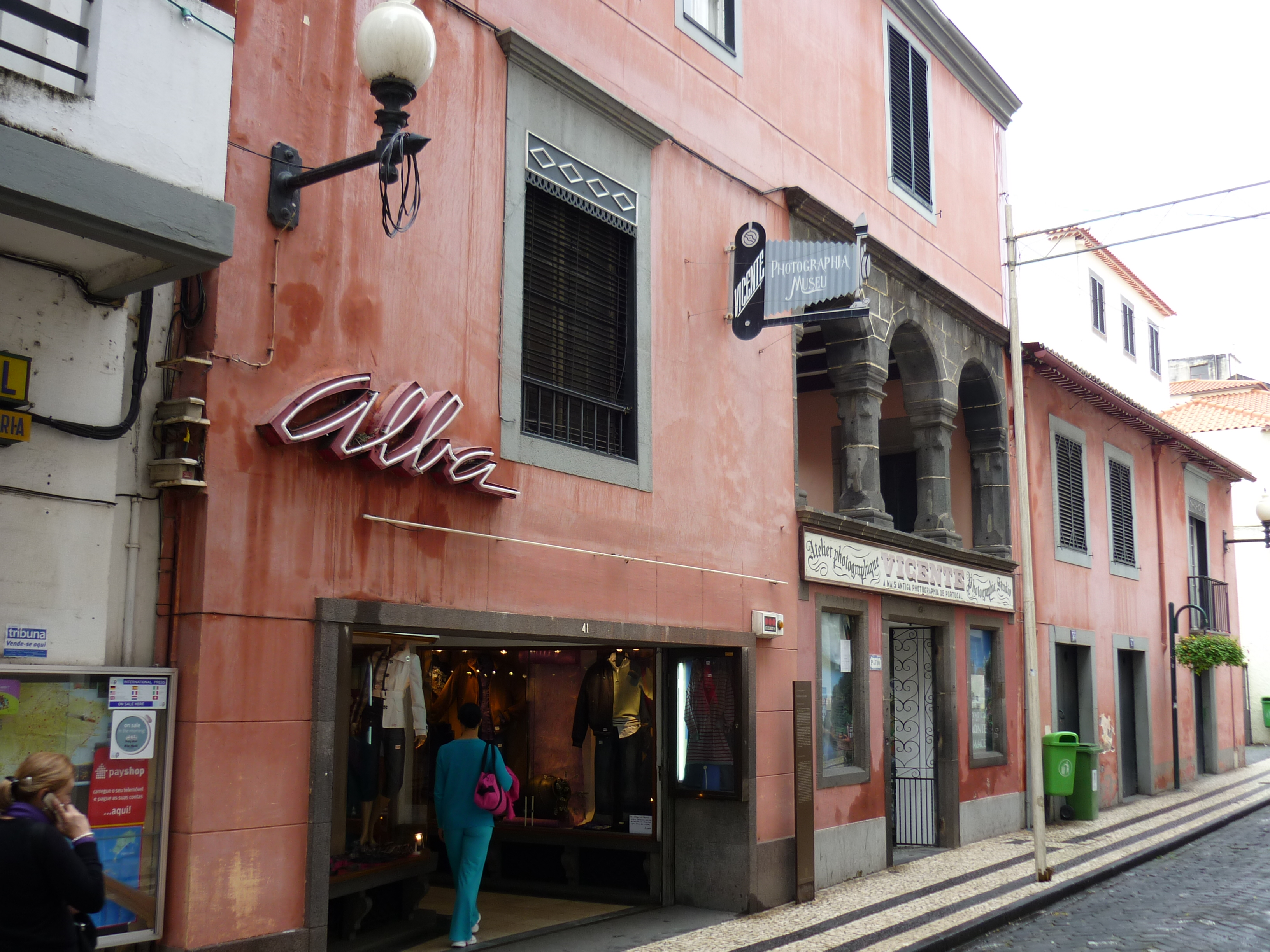
A múzeum épülete

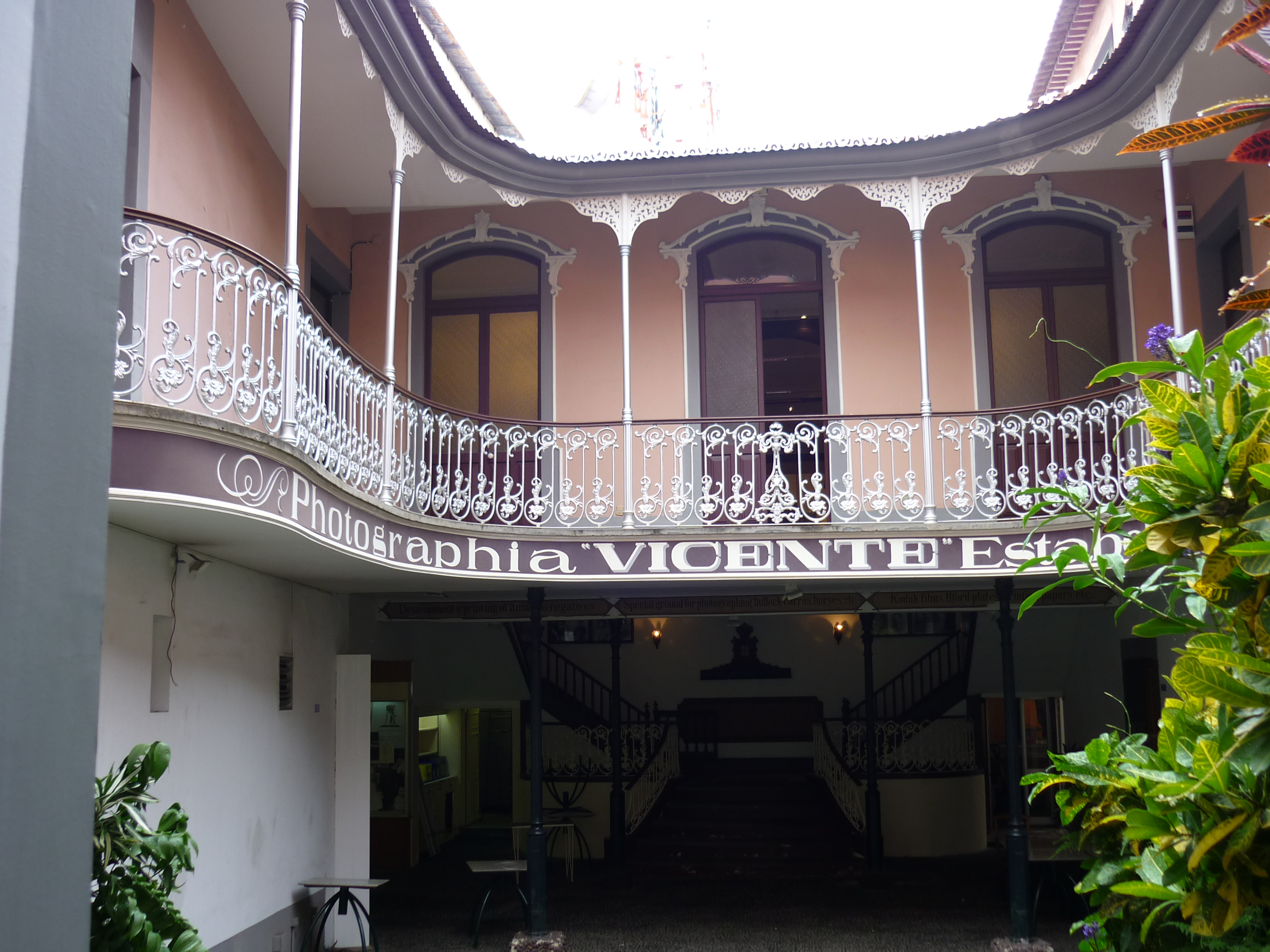
A múzeum belső udvara

Portugália első hivatalos fényképésze, Vicente Gomes da Silva restaurált műtermében (Rua da Carreira 43.) a Vicente család régi kamerákat és fényképeket gyűjtött össze, hogy ezekkel mutassa be a fényképészet kultúrtörténetét.

### Universo de Memorias João Carlos Abreu
A João Carlos Abreu emlékmúzeum Madeira egykori kulturális és idegenforgalmi miniszterének magángyűjteménye. Fő értékei a világ legkülönfélébb tárgyairól gyűjtött ékszerek és ötvösmunkák.

### Museu Quinta das Cruzes
Az 1952-ben megnyitott Quinta das Cruzes múzeumban (Calçada do Pico 1.) van a sziget leghíresebb és leggondozottabb kiállítása. A 2000-es évek vége felé felújítás miatt zárva volt; 2009. július 14-én nyitotta meg újra kapuit.
A gyűjtemény legértékesebb részei a César Gomes magángyűjteményéből származó az antik (főleg ezüst) ötvösmunkák. A másik jelentős adományozó a Madeirán letelepült cseh John Wetzler volt. A látogatók az ötvösmunkákon kívül számos finom mívű márvány- és porcelántárgyat, ritka fafajtákból készült bútorokat, mázas cserépedényeket és étkészleteket csodálhatnak meg. Bemutatják a háztartások egyéb kellékeit is, beleértve a 19. századi katolikus családokban mondhatni, kötelező kis betlehemeket is. A kiállított tárgyakból képet kaphatunk arról, hogy változtak a sziget arisztokráciájának életkörülményei és szokásai a 16.-tól a 19. századig.
A quinta kertjében berendezett lapidáriumban több, Mánuel stílusú ablakot is kiállítottak.

## Erődök

### Fortaleza do Pico
A felsővárosban, egy domb tetején álló erődöt a 16–17. század fordulóján a spanyol megszállók építették nagy bazaltkövekből. Az erődben berendezett állandó kiállítás az mutatja be, milyen szerepet játszott ez az erősség Funchal történelmének különböző szakaszaiban.

### Fortaleza de São Lourenço

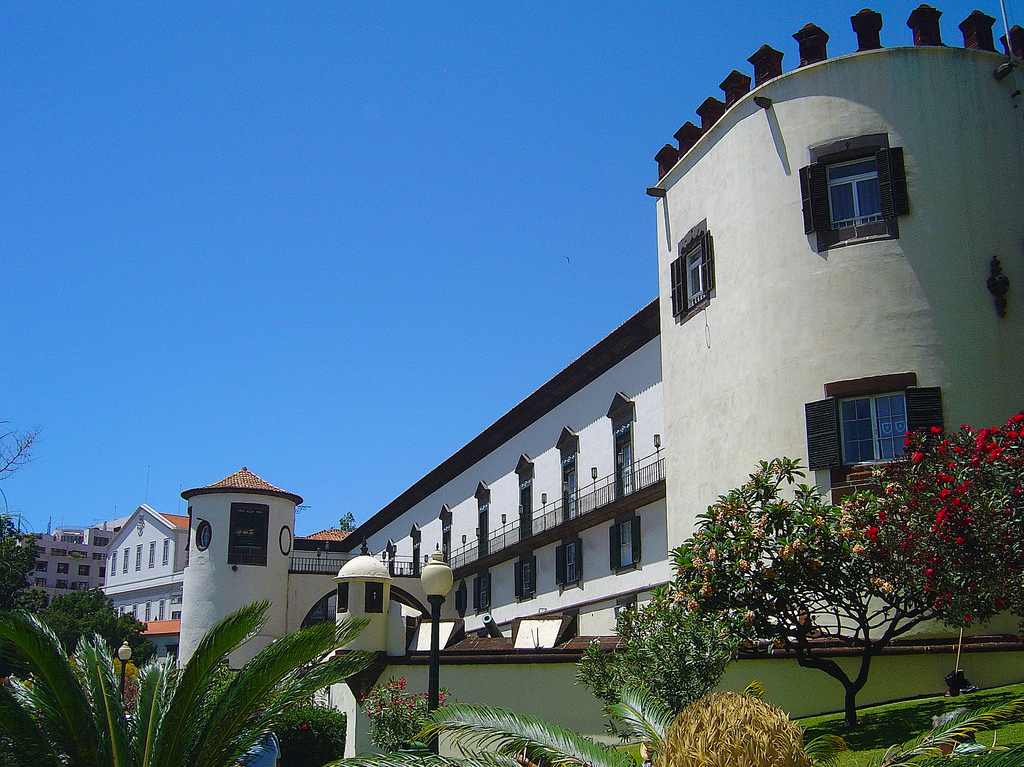
A Szent Lőrinc-erőd

A Szent Lőrinc-erőd a tengerparton, a kereskedelmi kamara épületével egy vonalban áll; a névadó Szent Lőrinc szobrát az északkeleti kapu fölött helyezték el. A délkeleti torony oldalát a királyi jelvények:
- a portugál címer,
- a korona és a
- a Krisztus Lovagrendje keresztje

(utóbbi azért, mert a rend nagymestere hagyományosan a portugál király volt);
ezektől jobbra-balra pedig egy-egy szférakör; a 15. századi portugál felfedező utak jelképe.
A Szent-Lőrinc erőd tulajdonképpen sosem játszott érdemleges katonai szerepet. Az 1540-ben emelt öregtoronynak csak a tenger felé néző oldalán helyeztek el ágyúkat, így 1566-ban a szárazföld felől támadó francia kalózok könnyedén el tudták foglalni (az ide menekült polgárokat felkoncolták). Ezután Óhajtott Sebestyén király olasz hadmérnökök tervei alapján nagyjából mai formájára bővíttette. A 18-19. században a sziget kormányzójának palotája volt; jelenleg a köztársasági megbízott hivatala működik itt, tehát nem látogatható.

### Fortaleza de São Tiago

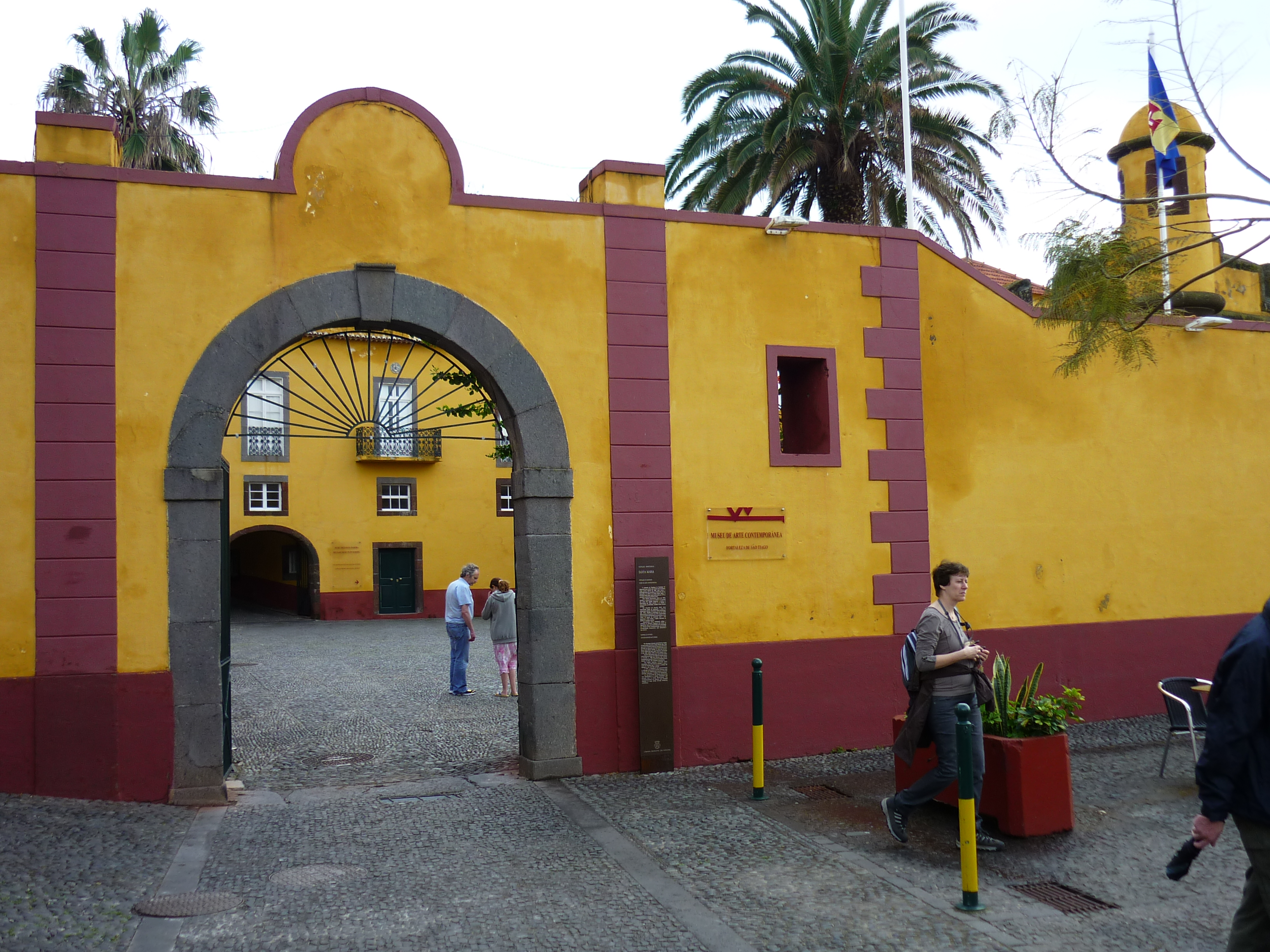
A Fortaleza de São Tiago erőd bejárata

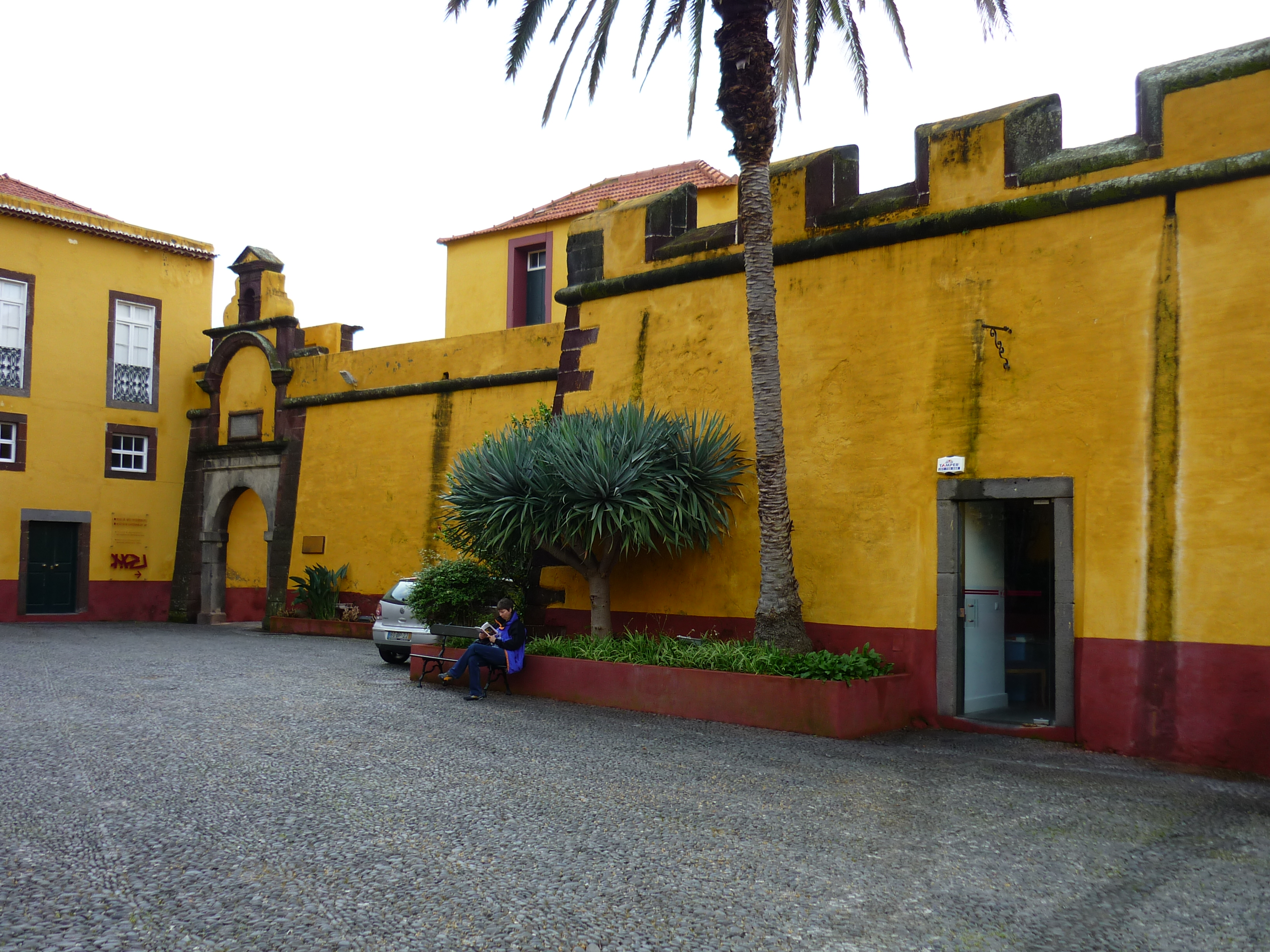
A Fortaleza de São Tiago erőd udvara

A buszpályaudvartól keletre, egy kis földnyelven áll az okkerszínű vakolatával és kupolás tornyocskájával kevéssé katonásnak tűnő São Tiago erőd, amiben egy kis fegyvergyűjteményt (Madeirai Hadtörténeti Múzeum, Núcleo Musiológico da Forte de São Tiago) állítottak ki, és itt van az időszakos tárlatoknak helyt adó Modern Művészetek Múzeuma (Museu de Arte Contemporãnea) is.
Az erődöt nem sokkal 1600 után emelték Jerónimo Jorge királyi építész tervei alapján a tengerparton a város Santa Maria Maior negyedétől idáig felhúzott fal végpontján. A kapu zárókövébe vésett évszám tanúsága szerint az építkezést 1614-ben fejezték be. 1618 körül, amikor fenyegetőbb veszéllyé vált az algériai kalózok támadása, néhány komolyabb toldalékkal egészítették ki. 1620-ban már állandó helyőrség állomásozott itt; az erőd parancsnoka Paulo Pereira da Silva kapitány volt.
Francisco Tossi Columbina olasz építész, aki a 18. század közepén azért érkezett a szigetre, hogy egy dokkot tervezzen Funchal kikötőjébe, egy feliratában javasolta, hogy bővítsék ki az erődöt.
A belső udvar kapuján elhelyezett emlékkő tanúsága szerint José Correira da Sá kormányzó 50, saját költségén Londonban vásárolt ágyúval erősítette meg a védelmet.
A 20. század elején az erődöt leszerelték, az épületeket átadták a helyi önkormányzatnak.
Az erőd alatt húzódik a város egyik ismert fürdőhelye, a Praia das Estrelas, amit nagy bazaltkavicsok borítanak.

## Templomok

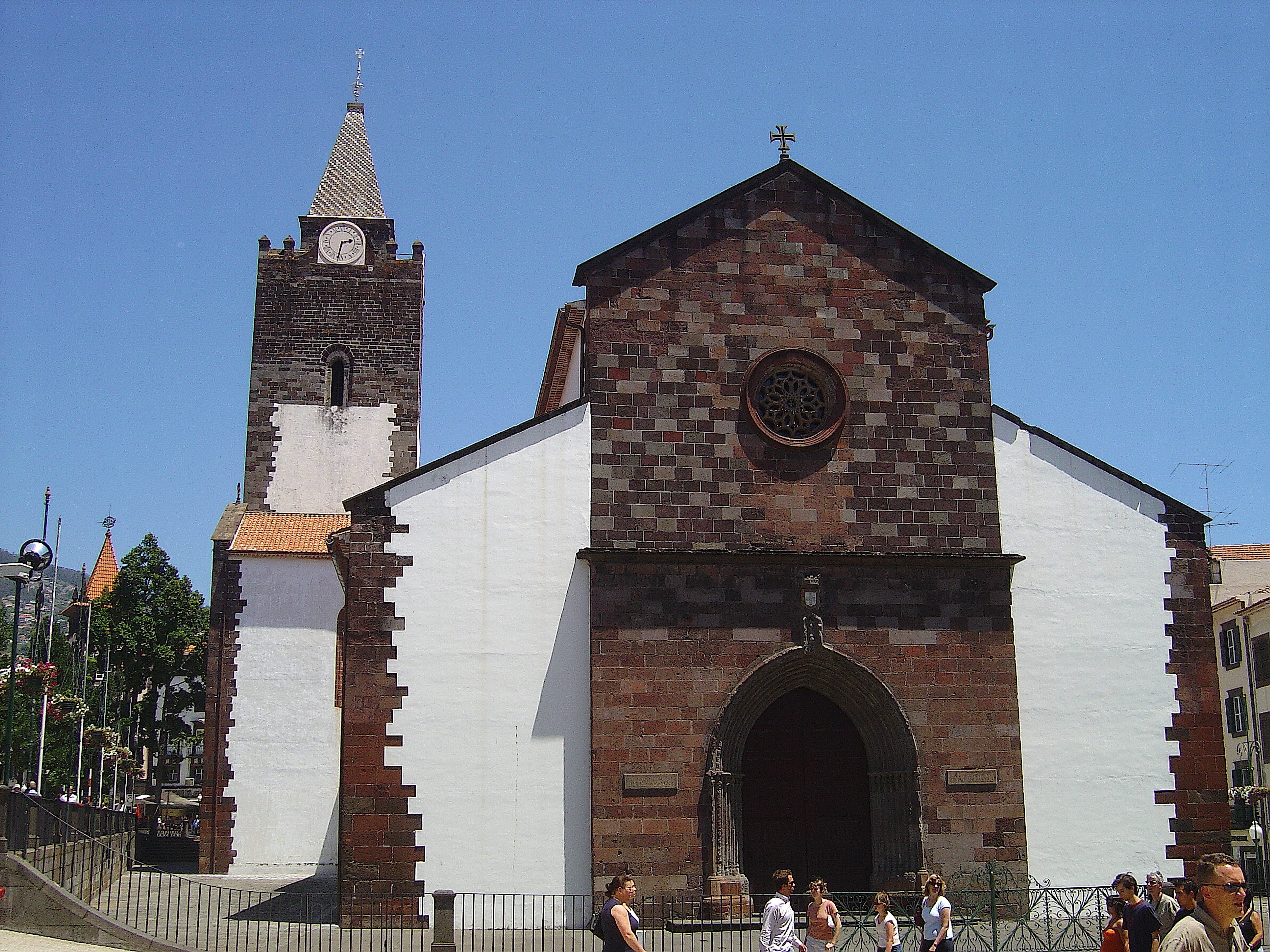
A Sé székesegyház

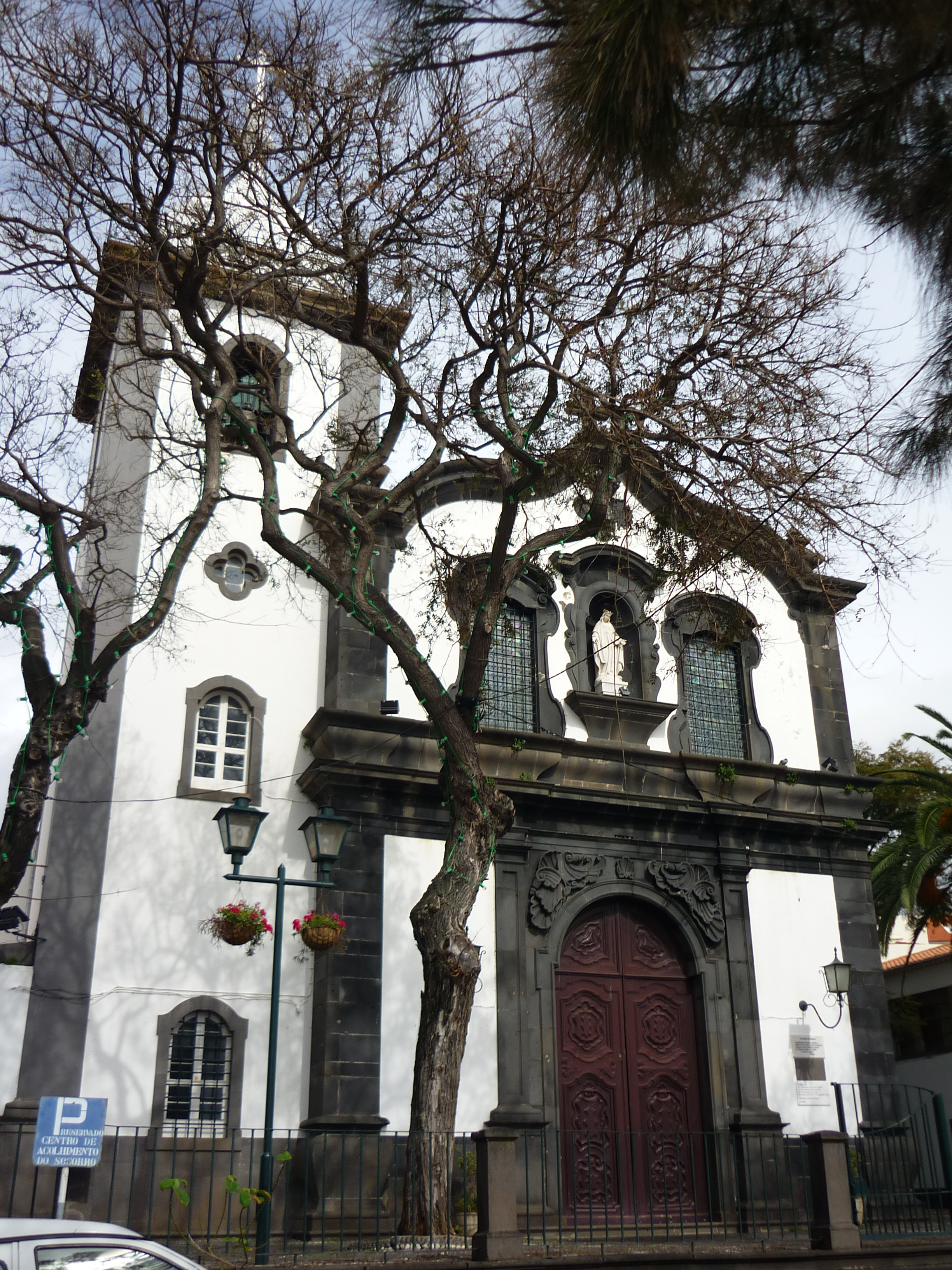
Az óváros plébániatemploma

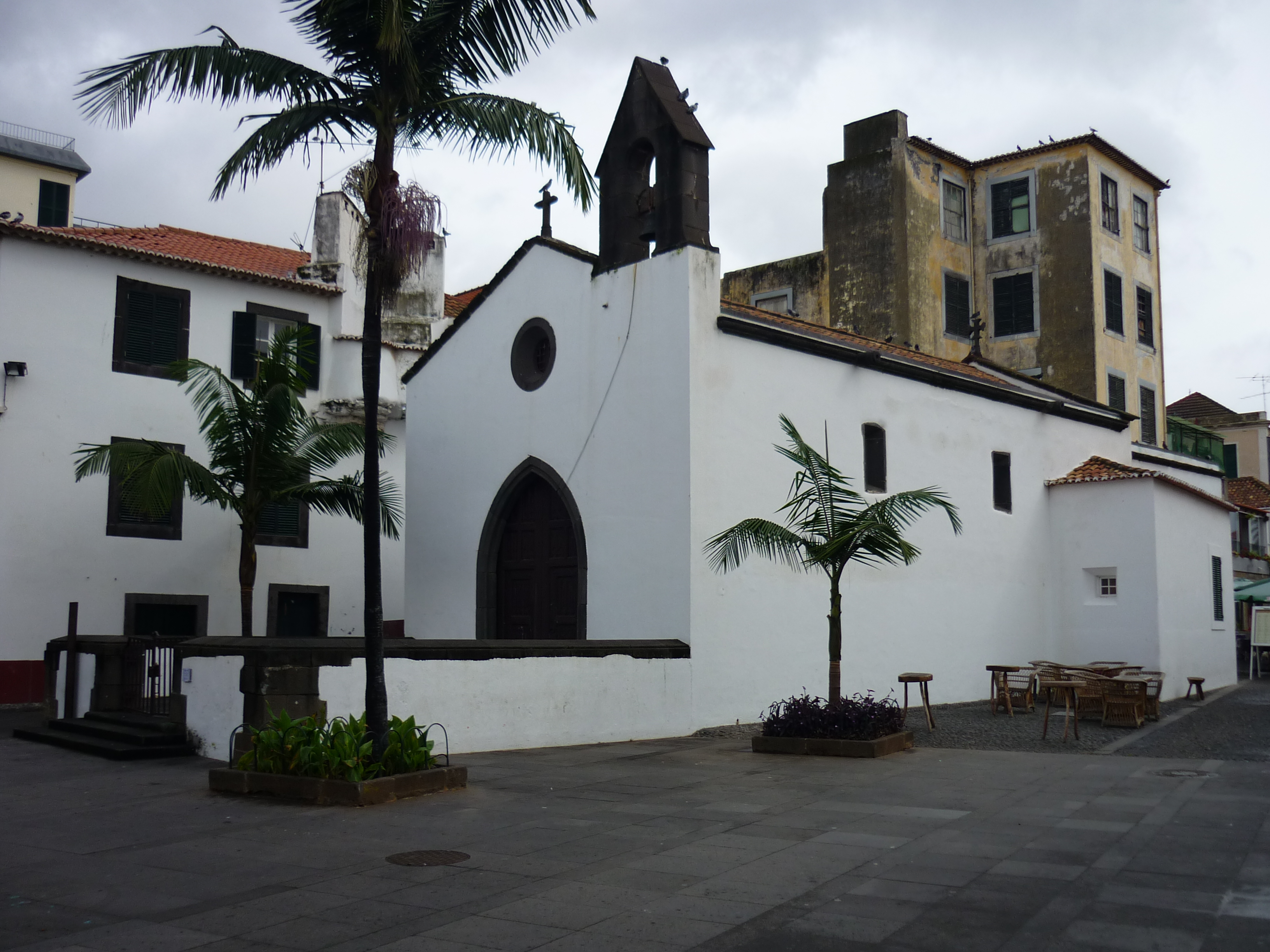
Mindenszentek kápolnája (Capela do Corpo Santo)

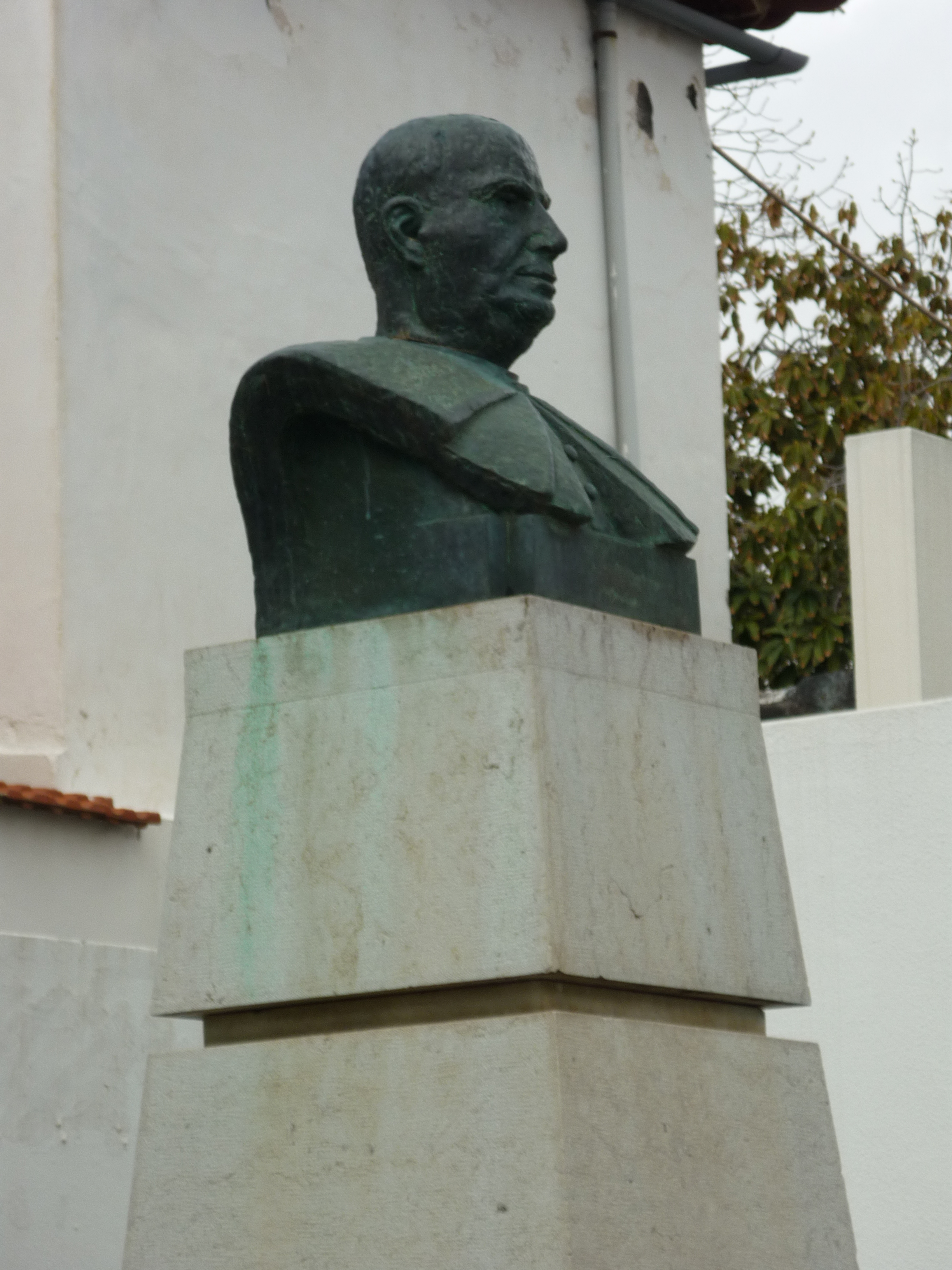
Padre Laurindo mellszobra

### Sé székesegyház
A város központjának tekintett templom a város néhány fennmaradt, Mánuel stílusú épületének egyike.
A székesegyház mellett húzódó João Tavira utcát (Rua João Tavira) változatos, fekete-fehér aszfaltmozaikokkal burkolva sétálóutcává alakították.

### Igreja do Socorro
Az óváros plébániatemploma a Pártfogás temploma, amit a közeli Fortaleza de São Tiago erődről időnként Igreja do São Tiagonak is neveznek. Eredetije az a kápolna volt, amit a 16. század eleji pestisjárvány után emeltek a hálás túlélők. 1748-ban lerombolta egy földrengés; ezután barokk stílusban építették újjá; gazdagon díszített homlokzata e stílus leglátványosabb képviselője egész Madeirán. Belsejét pasztellszínekkel festették ki; főoltárát és a mellékoltárokat egyaránt gazdagon aranyozták. Famennyezetét barokk szentképek díszítik.
A templom előkertjében áll Bosco Szent János egyik tanítványa, Padre Laurindo emlékműve – az atyáról a város Santa Maria Maior negyedében utcát is elneveztek.

### Capela do Corpo Santo
A Mindenszentek kápolnája is a belvárosban, a Cabo do Calhau téren áll; kis, sötétszürke harangtornyát helybéli bazalt terméskőből rakták. Eredetijét a 15. század végén emelték az akkori falu szélén, a tengerhez közel, és szent Péter González Telmónak, a tengerészek és halászok védőszentjének szentelték. Ebből az első kápolnából csak a bejárati ajtó gótikus kőkerete meredt meg. A kápolna fontos szerepet játszott a helybéliek életében: egyházi funkciója mellett egyszerre volt kórház, szanatórium és humanitárius segélyszervezet, ahol rendszeresen gyűjtöttek pénzt az özvegyeknek.
A 16. század közepén–végén jelentősen átalakították az épületet: átépítették a főoltárt, a falakba pedig ablakokat vágtak. Ezek egyikének keretén az 1594 évszám olvasható. A ma is látható festmények közül néhány valószínűleg ebben az időszakban készült; ebben az esetben ezek a kor ismert művésze, Fernão Gomes munkái (a főoltár képeit valószínűleg egy másik művészcsoport festette). A zenélő angyalt és a védőszent életének epizódjait a falakon és a mennyezeten ábrázoló képeken feltüntetett, valamivel későbbi évszámok (1614, illetve 1616) arra utalnak, hogy a dekorációt többször is felújították.
A fából faragott, aranyozott oltárok, a képek és szobrok a sziget legkiválóbb műalkotásai közé tartoznak, és az egykori hitközség gazdagságát hirdetik. A sziget a gótika és a Mánuel stílus egyik legjobban megőrzött emléke Madeirán.
Megtekinthető munkanapokon 9:30–12:30 és 14:00–18:00 között.

## Szent Katalin park (Parque de Santa Catarina)
A halászkikötő fölött található; lépcsőzetesen ereszkedik a város központja felé. A parkban turista információs irodát és kávéházat is találunk. A kávéház fölötti teraszon állították ki az egykor Montéba vivő fogaskerekű vasút megmaradt mozdonyát.
A gyepszőnyeget megszakító medencéket szökőkutak díszítik.

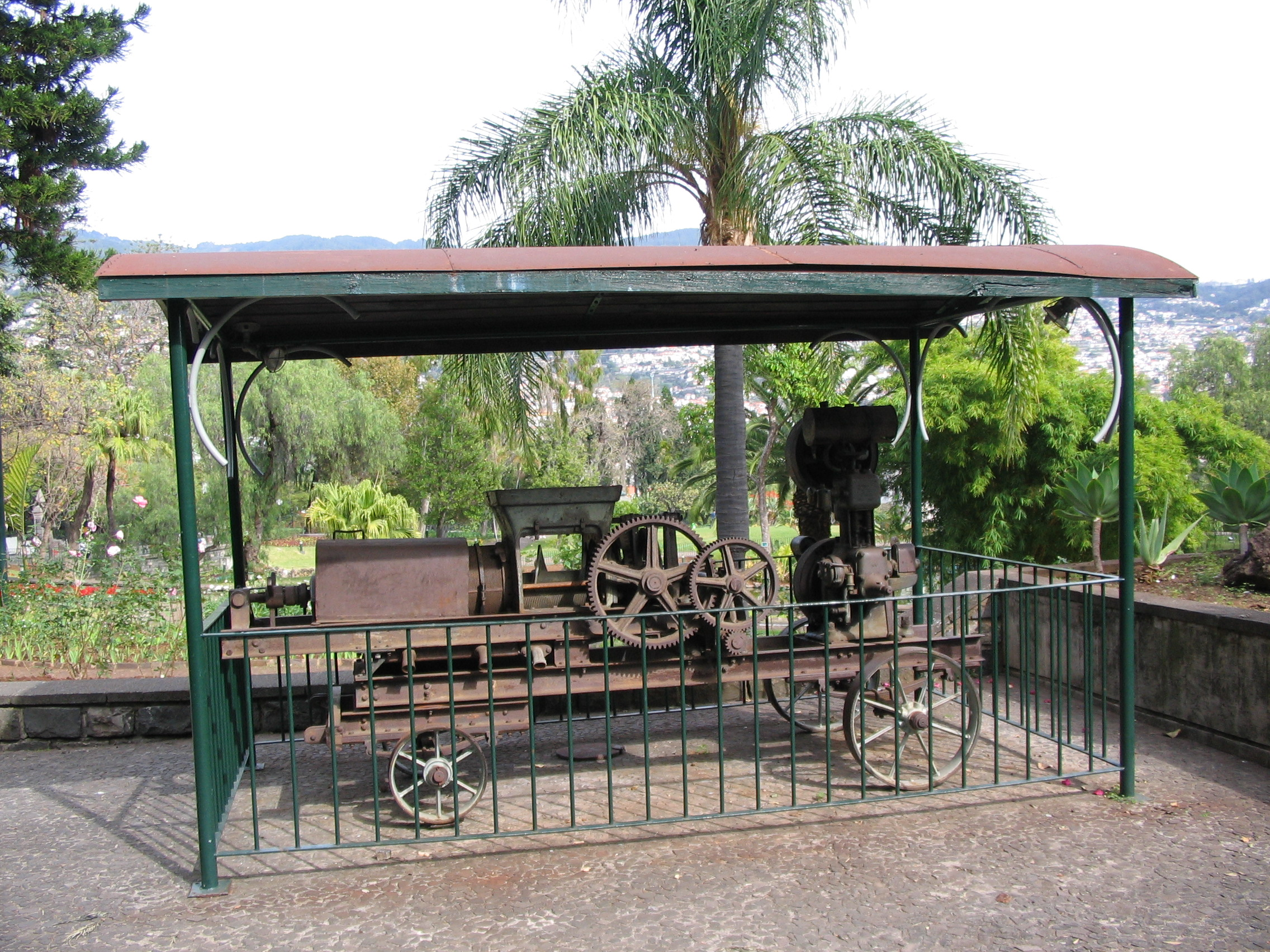
Az egykori fogaskerekű vasút mozdonya
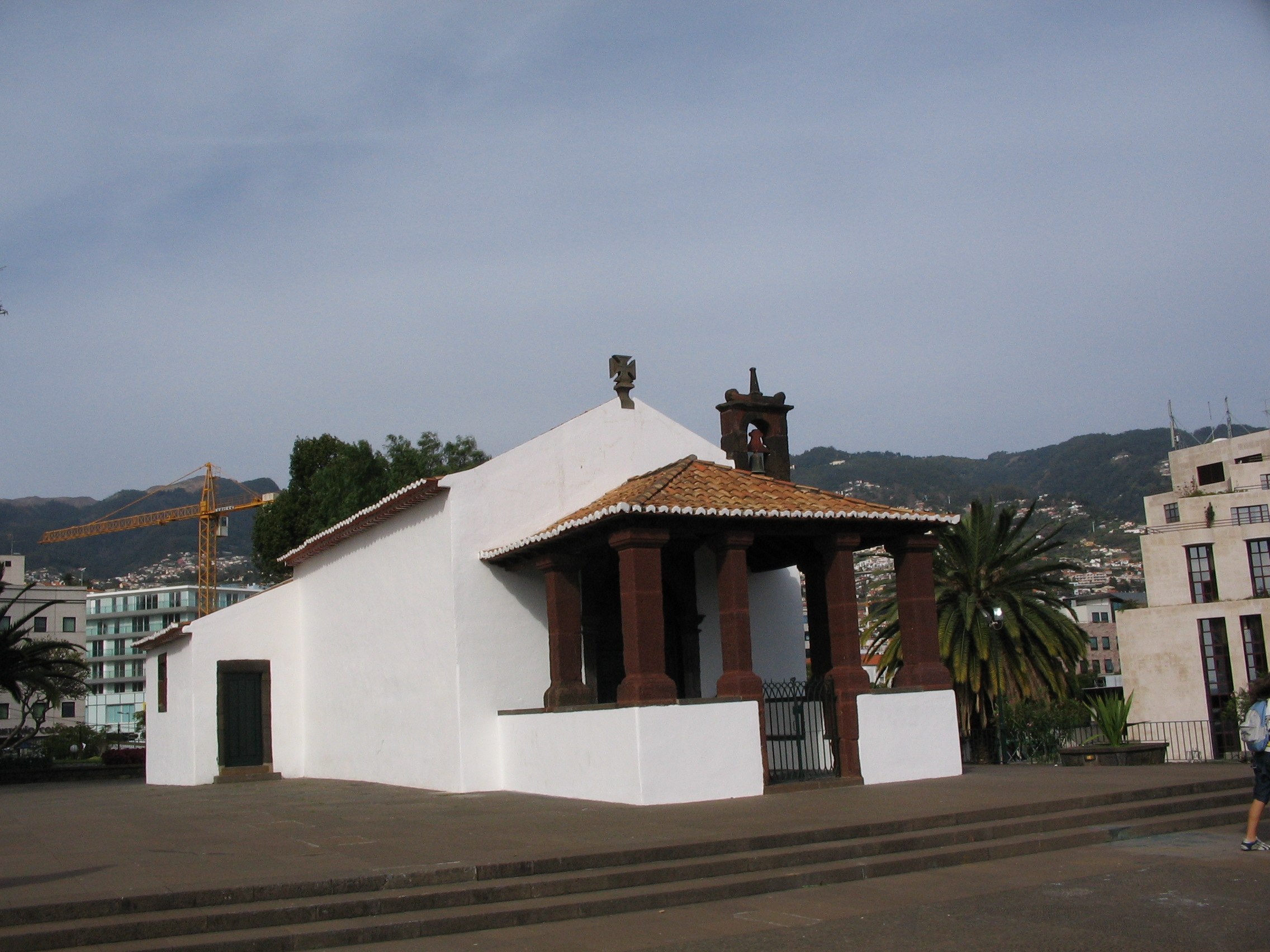
A Szent Katalin-kápolna
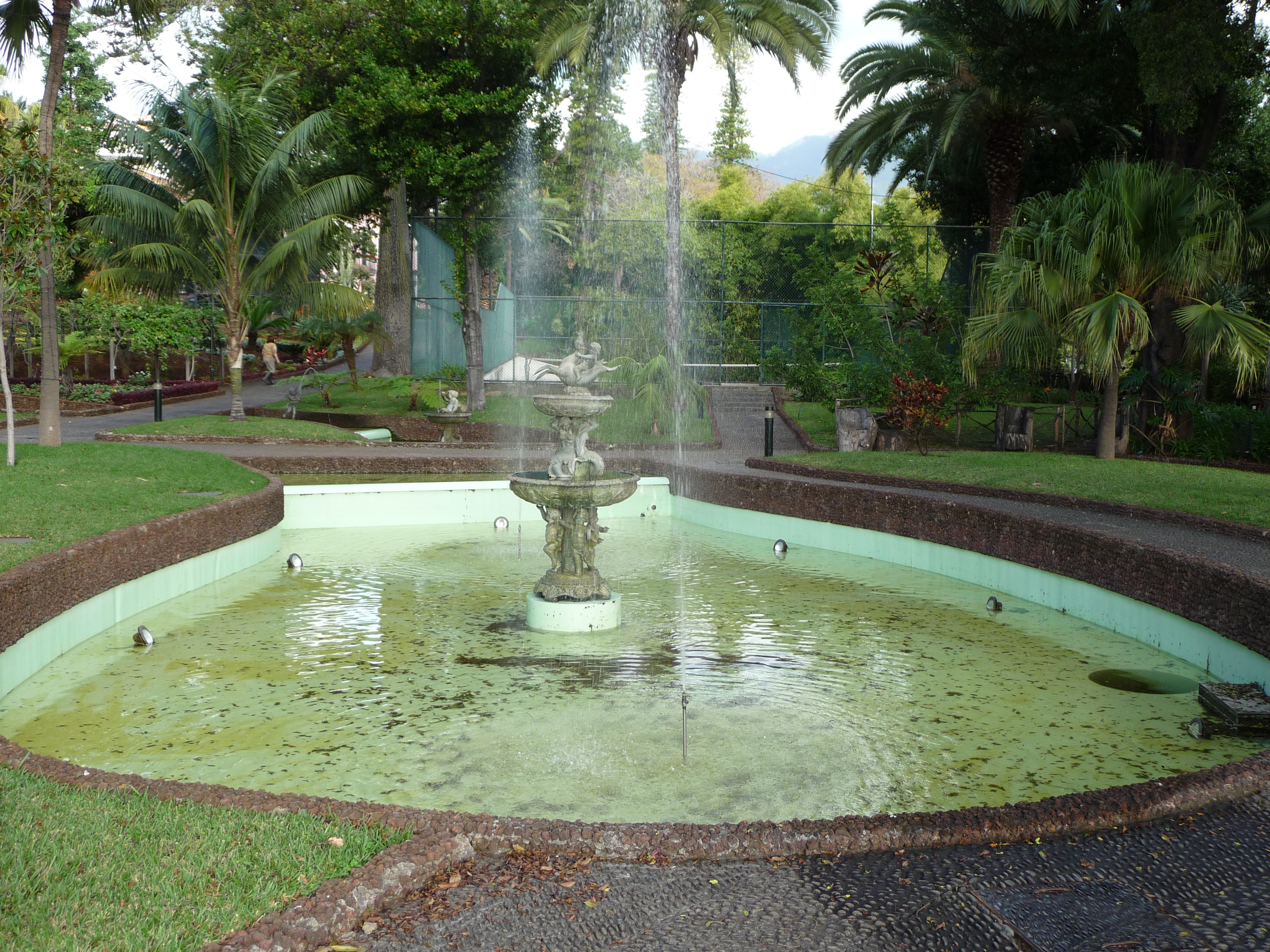
Szökőkút a Szent Katalin parkban
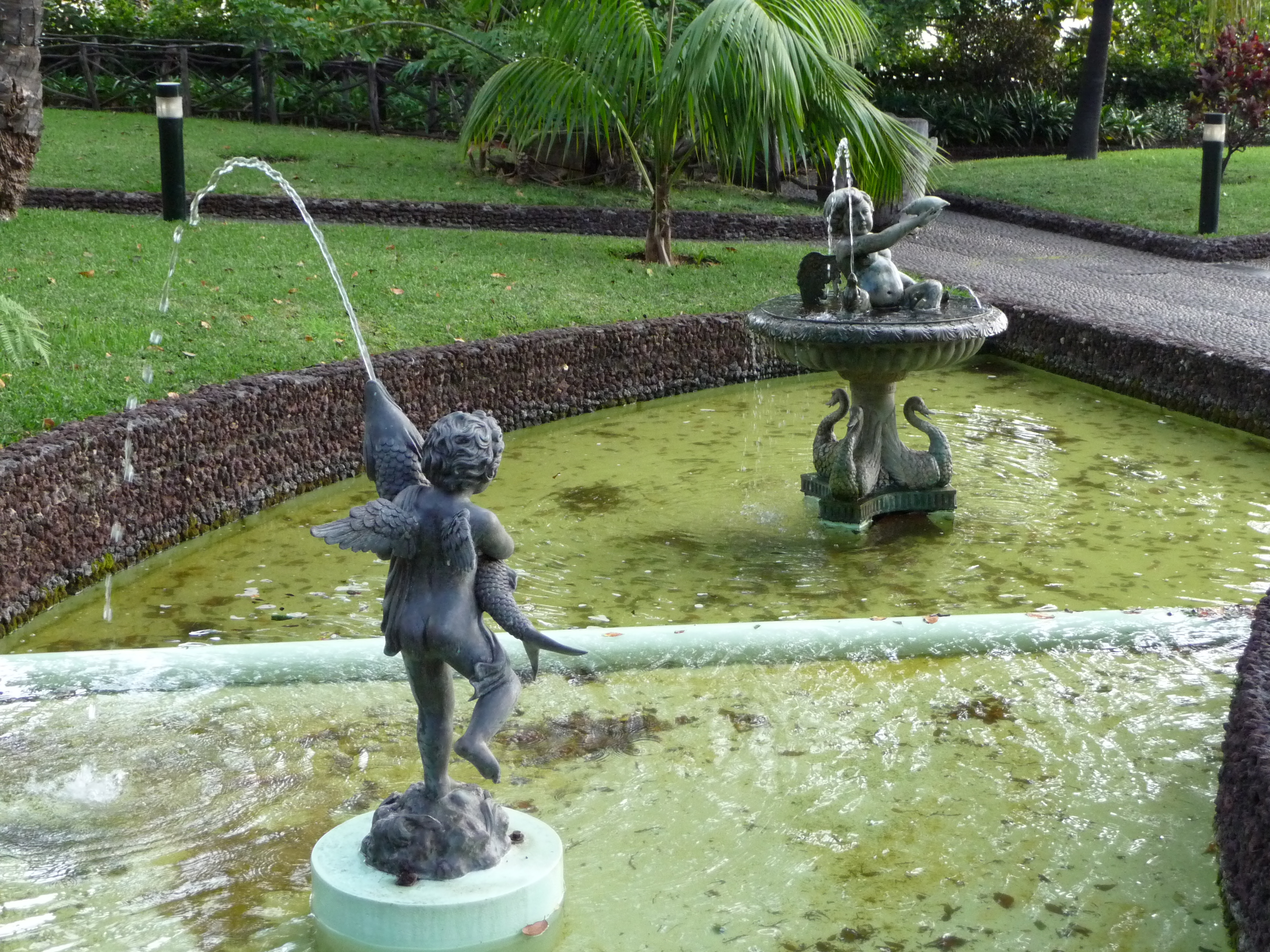
Szökőkút a Szent Katalin parkban
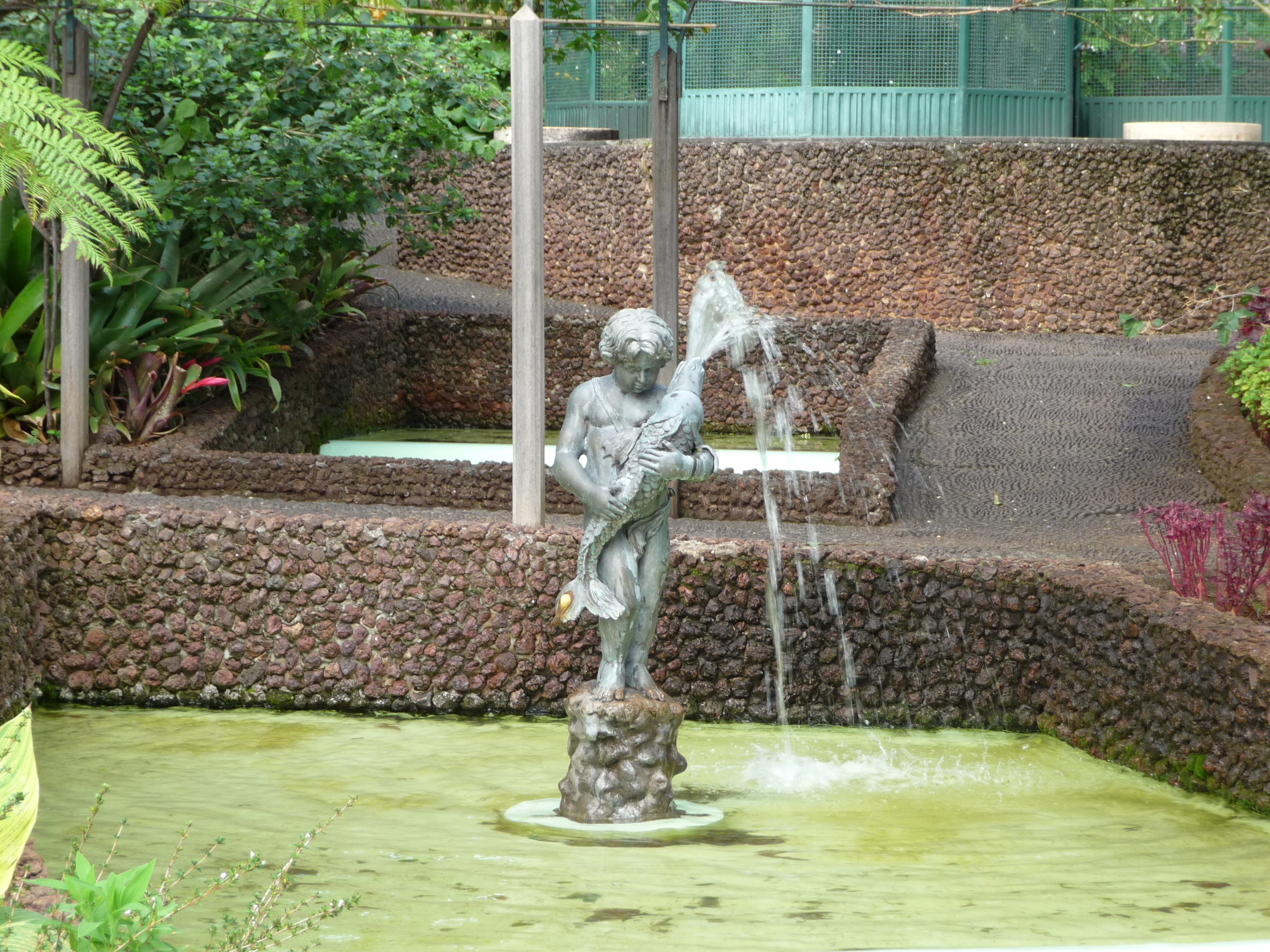
Szökőkút a Szent Katalin parkban

Az egzotikus fák, madárröptetők és virágágyások közül három, jelentősebb épület emelkedik ki:

### Szent Katalin kápolna (Capela de Santa Catarina)
Elődjét Constança de Almeida, João Gonçalves Zarco felesége építtette. Az eredeti, 1500 körül emelt épületből csak a szenteltvíztartó medence maradt meg a Mánuel stílusra jellemző, faragott virágmotívumokkal. A jelenlegi, fehér falú barokk épülethez hosszú lépcsősoron juthatunk föl.

### Kaszinó

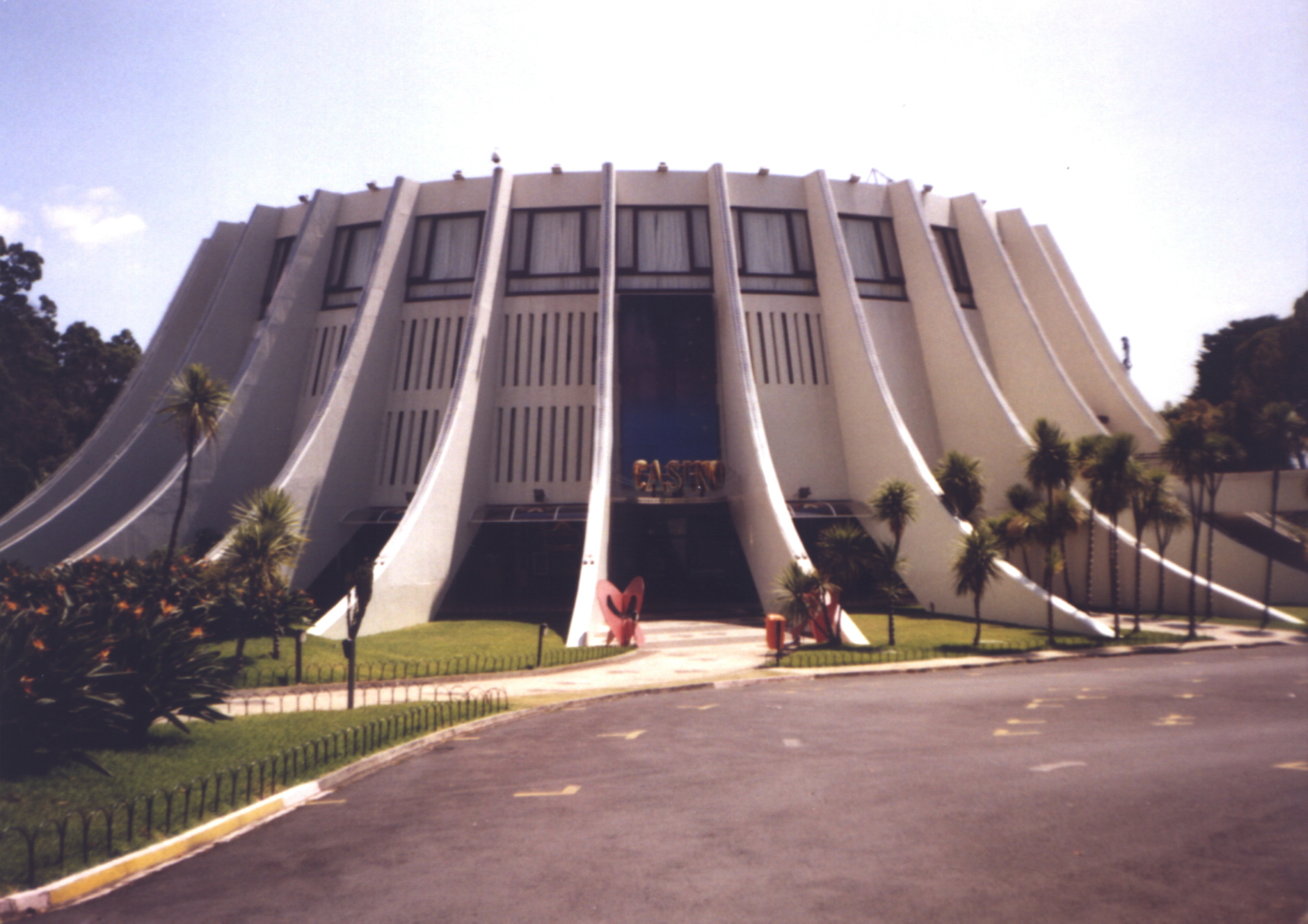
A kaszinó

A töviskoszorút formázó betonépületet Oscar Niemeyer tervezte, és mára Funchal egyfajta építészeti jelképévé vált.

### Quinta Vigia
A rózsaszín falú épületben önkormányzati hivatalok működnek, ezért a verandát díszítő, nagyon látványos csempeképek csak munkaidőn kívül tekinthetők meg. Az épülethez kis kápolna és kerti teázó is tartozik. A névazonosság dacára ez a Quinta Vigia nem azonos azzal a villával, amelyben lakva Erzsébet királyné 1860 telén kezdődő tüdőbaját kúráltatta – azt már elbontották. Az idő tájt ezt az épületet még Quinta das Angústiasnak hívták. Egyedül ez maradt meg az egykor a kikötőre néző öt quinta közül: a többit a kaszinó építéséhez elbontották.

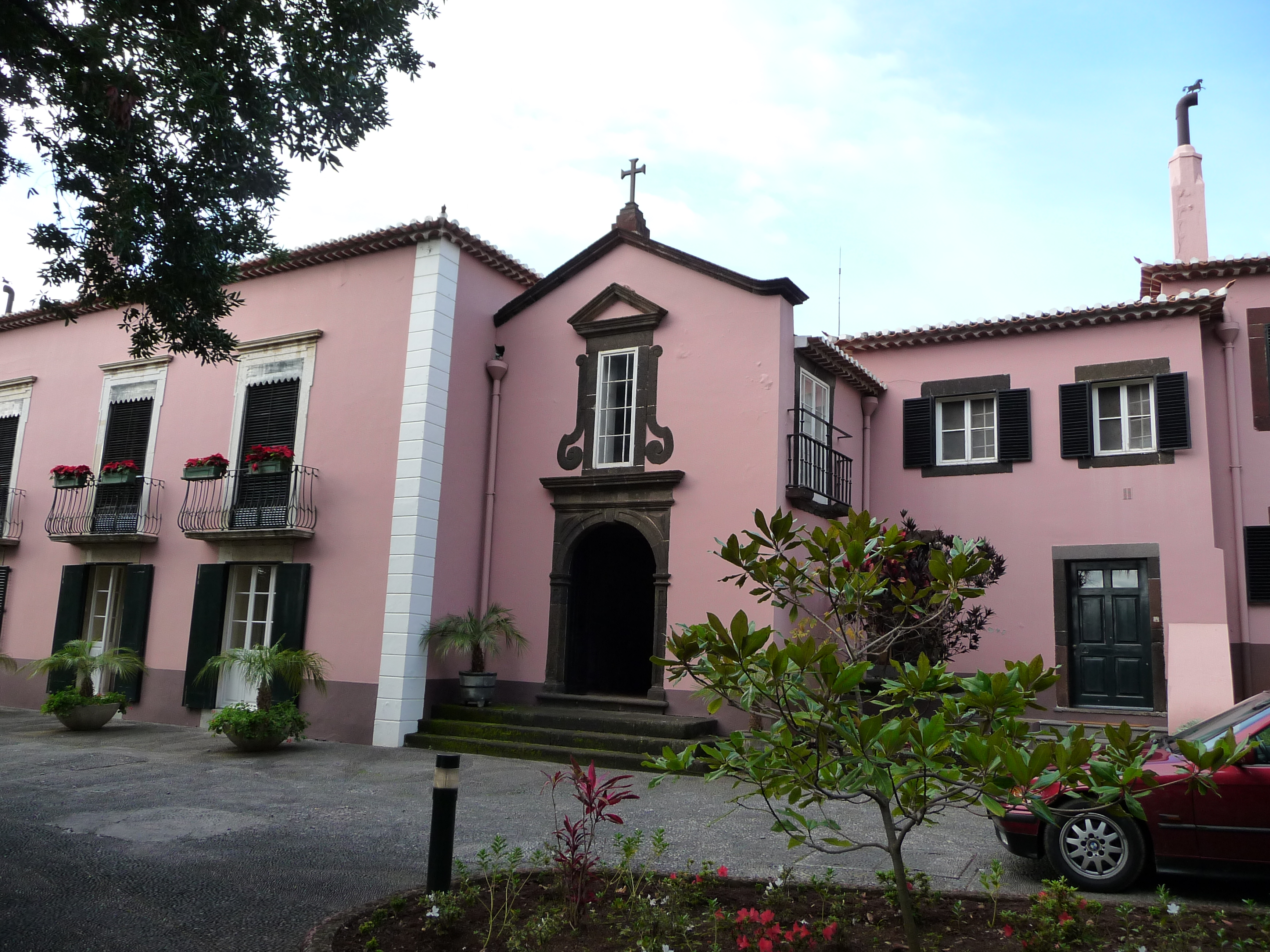
A Quinta Vigia kápolnája
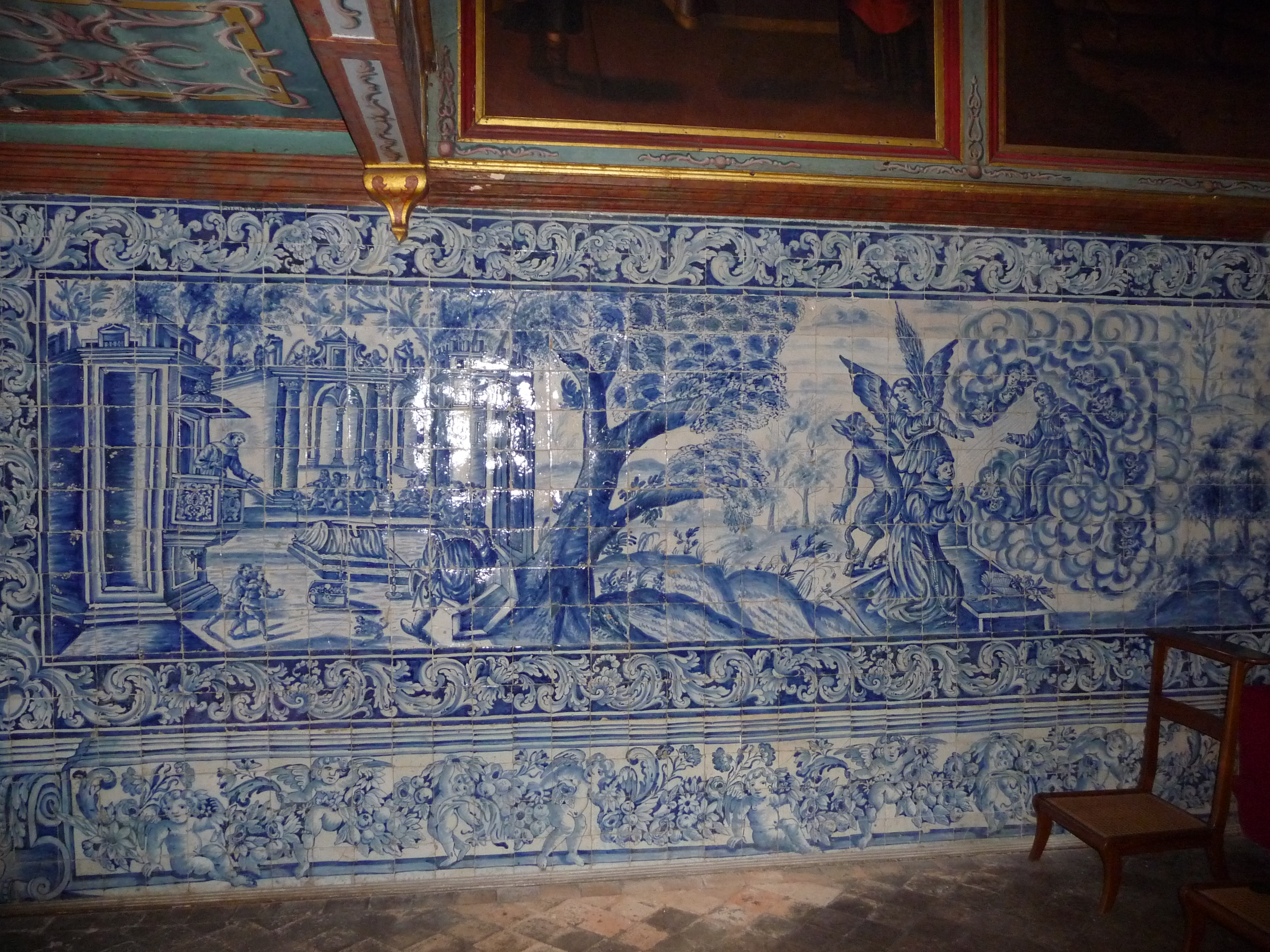
Azulejo a Quinta Vigia kápolnájában
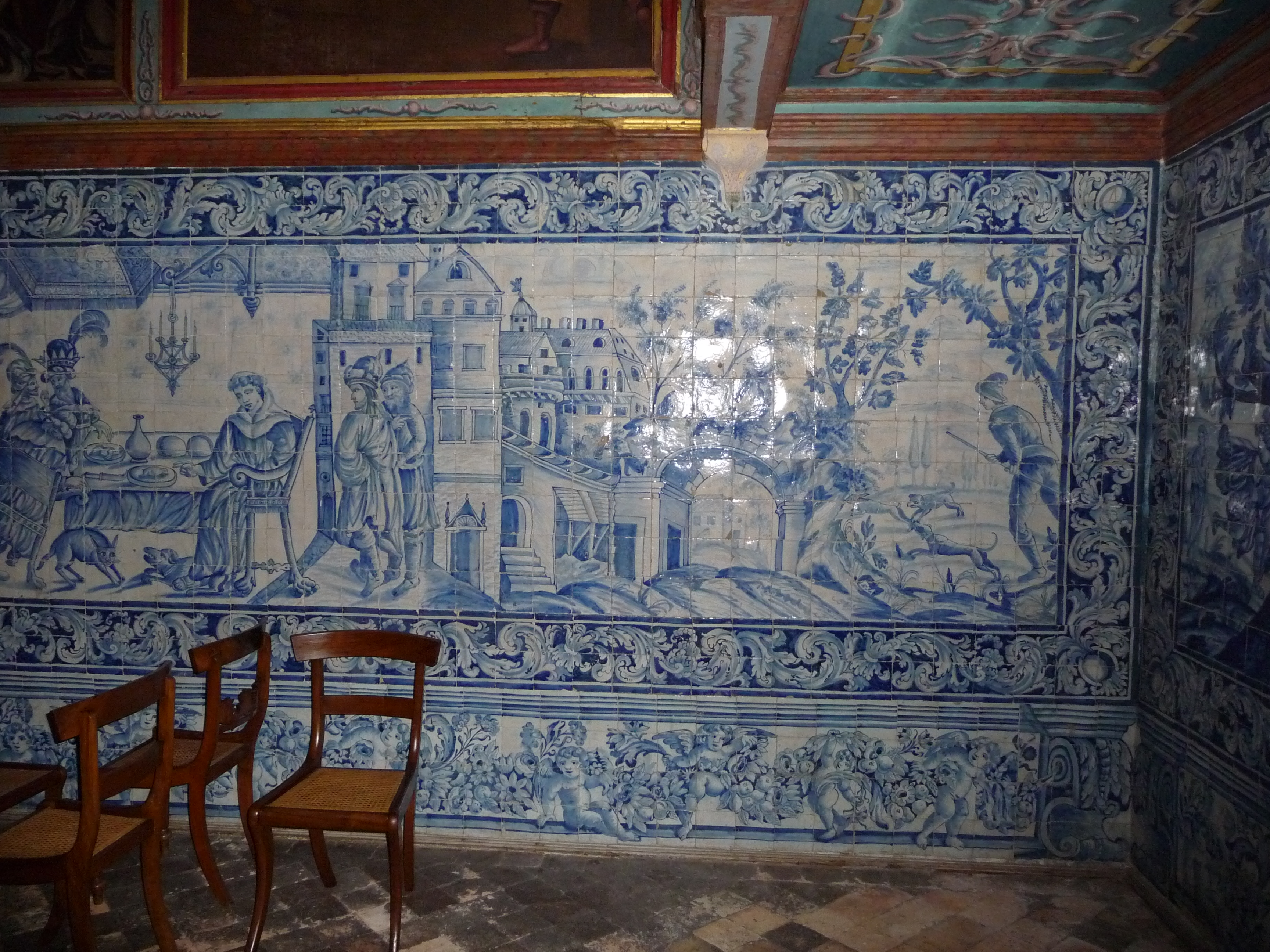
Azulejo a Quinta Vigia kápolnájában
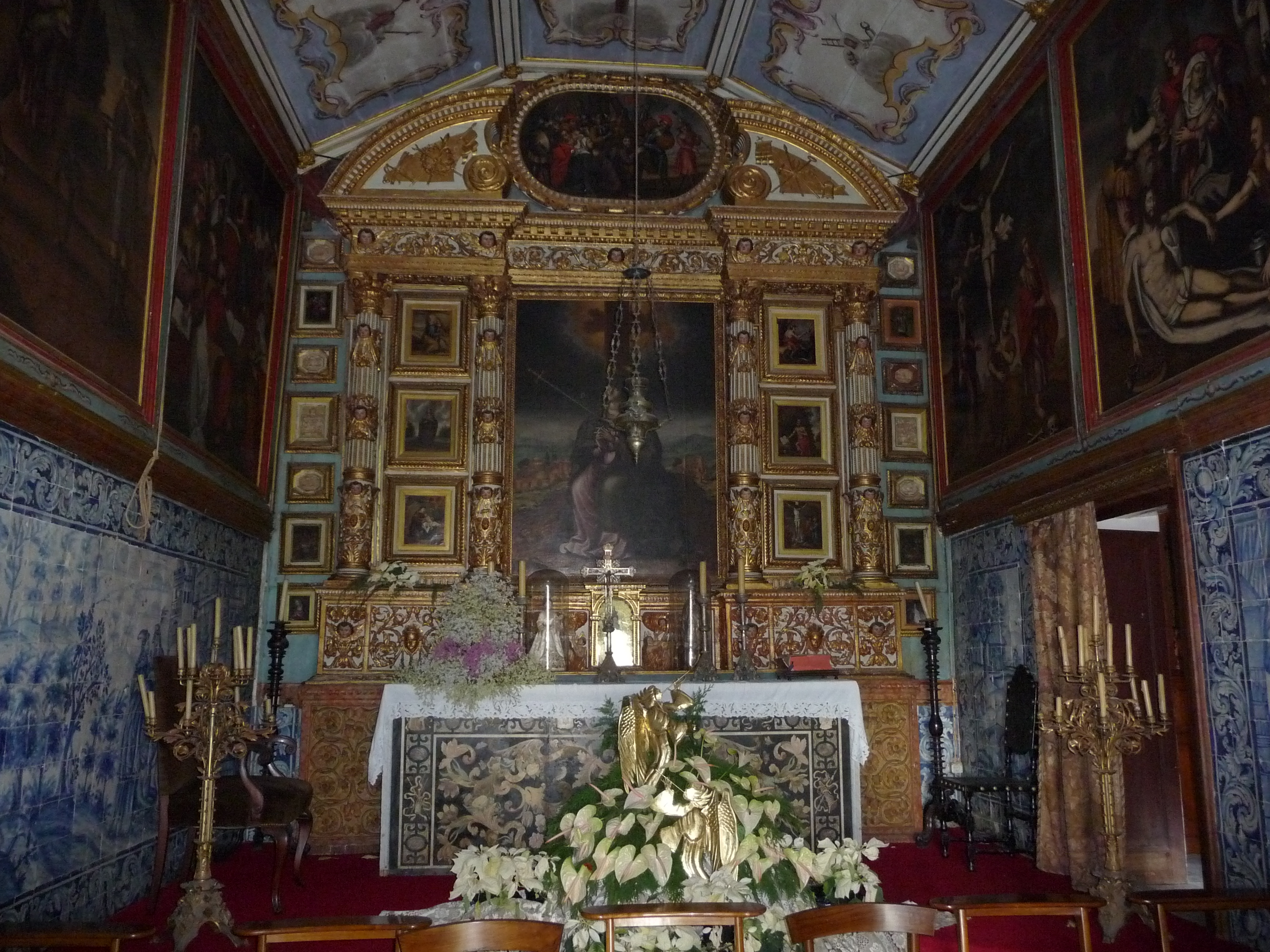
A Quinta Vigia kápolnájának oltára

### A Szent Katalin park szobrai

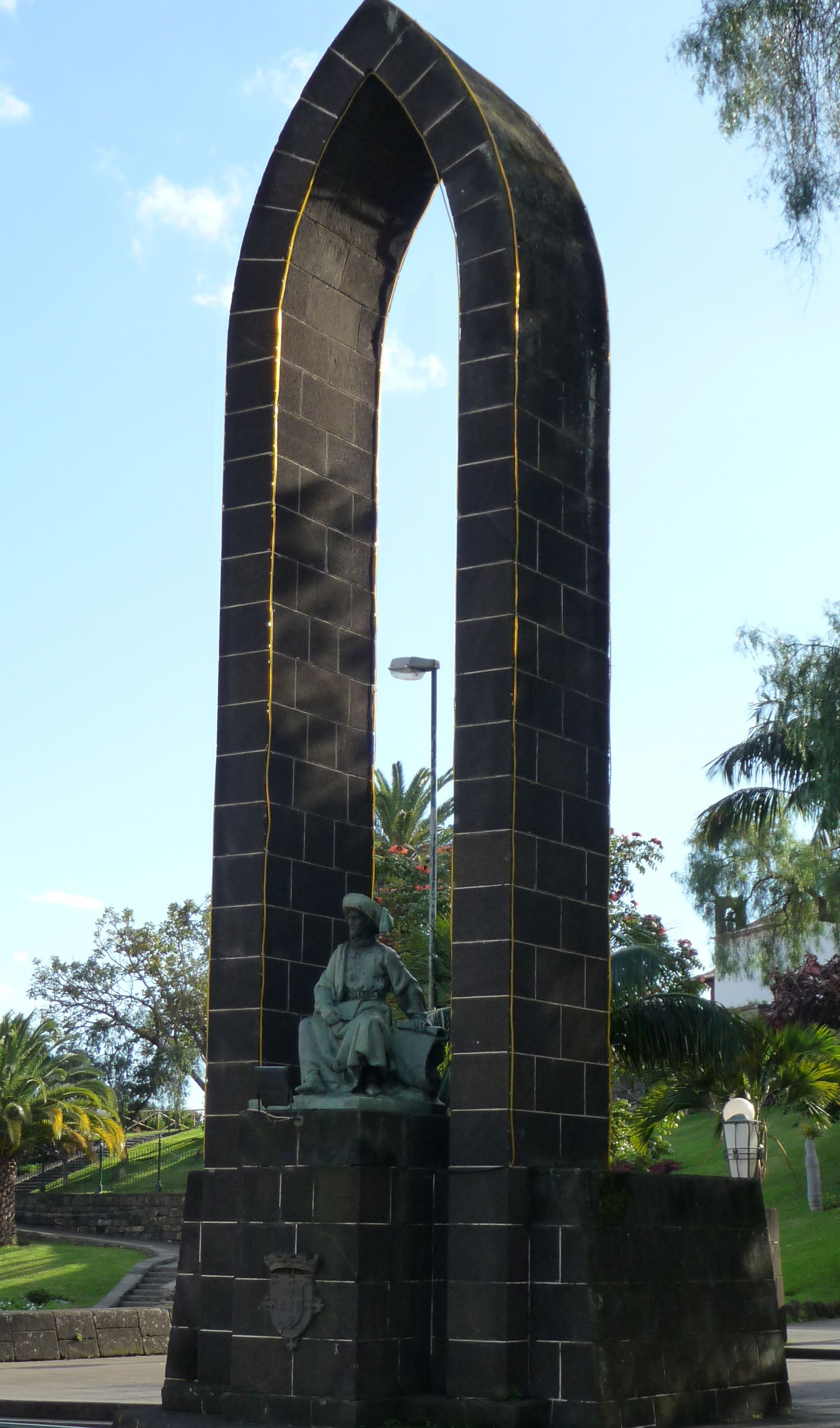
Tengerész Henrik

- A kápolnától nem messze, a kikötő felé fordul Kolumbusz Kristóf bronzszobra.
- Egy nagyobb füves térség közepén áll Francisco Franco: Magvető című szobra.
- A kaszinó előtt áll Erzsébet császárné szobra, előtte kisebb szabadtéri tárlat mutatja be Sissi életét.

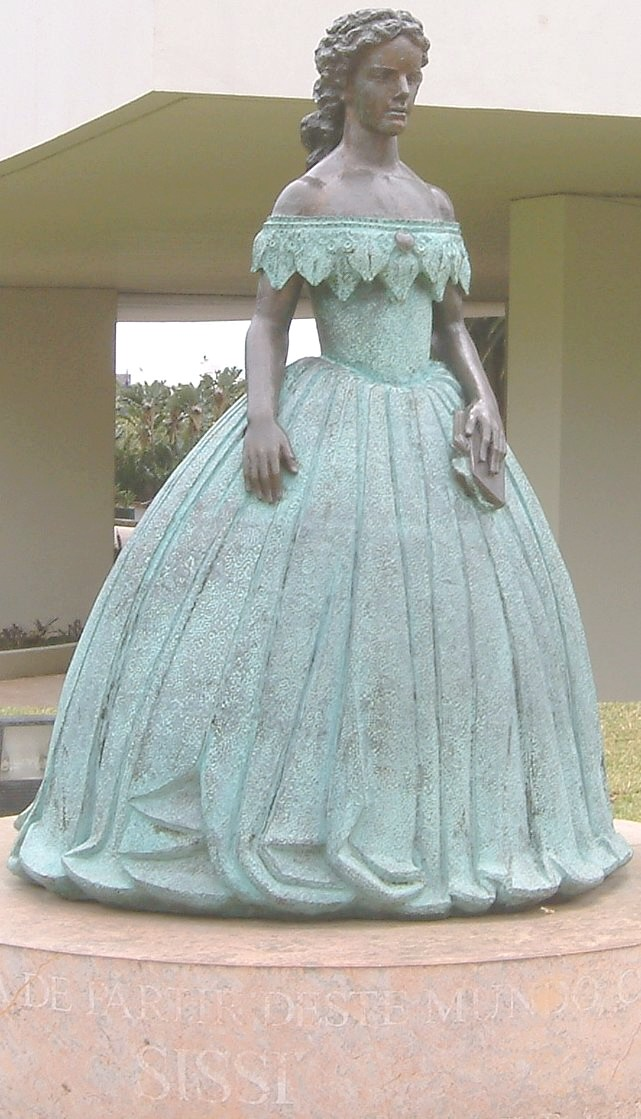
Erzsébet császárné és királyné („Sissi”)
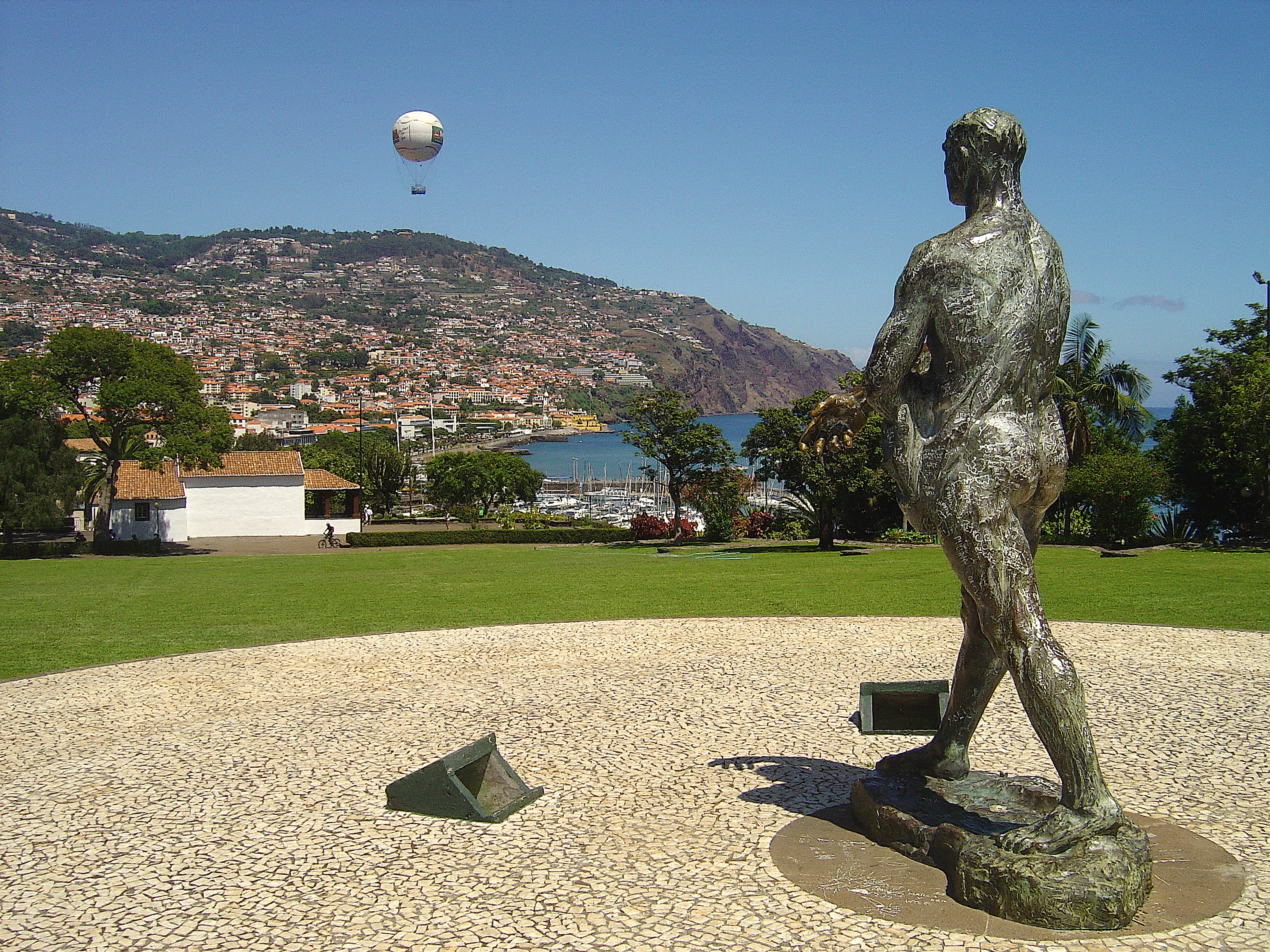
Francisco Franco: Magvető
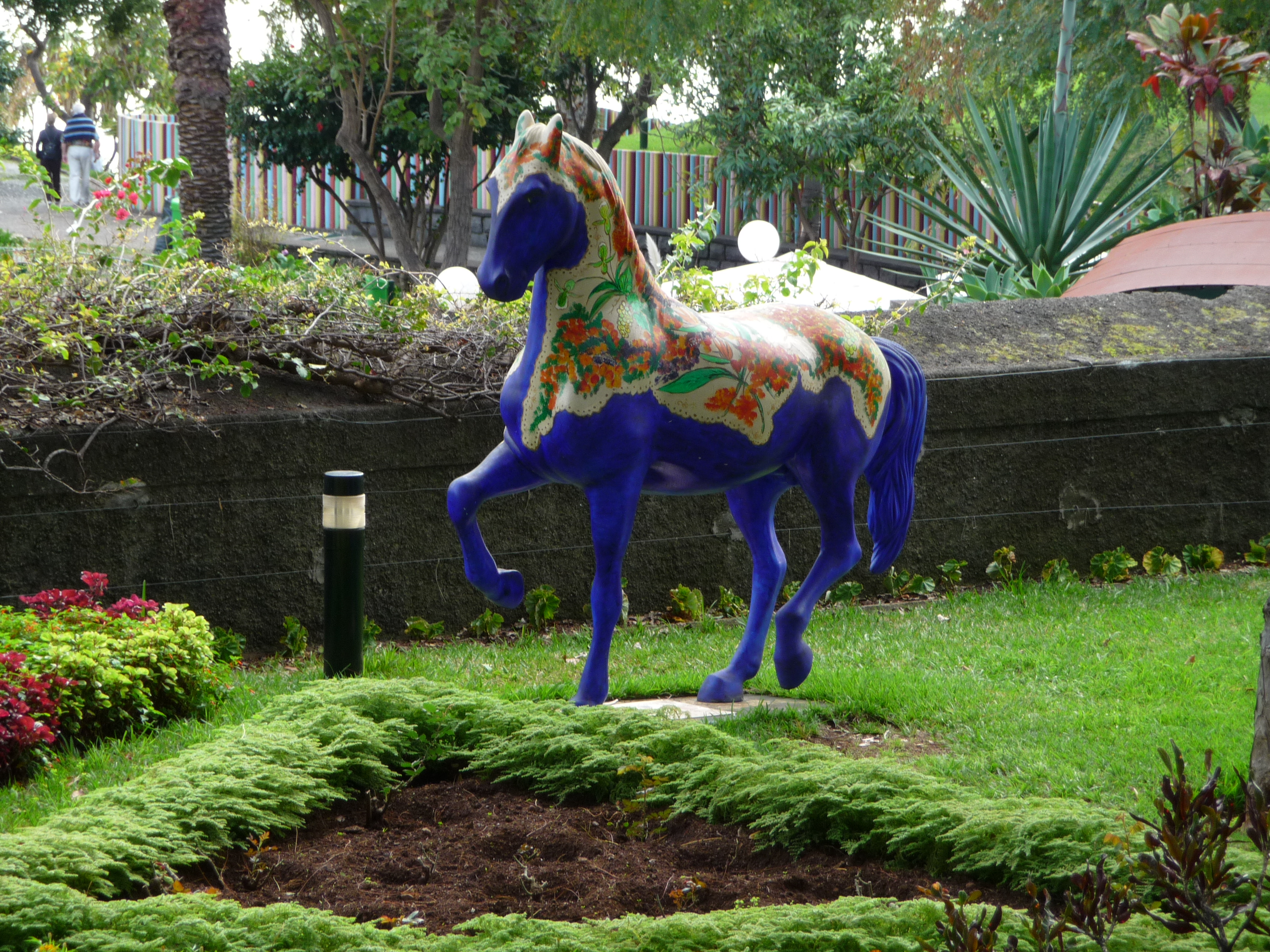
Kék ló
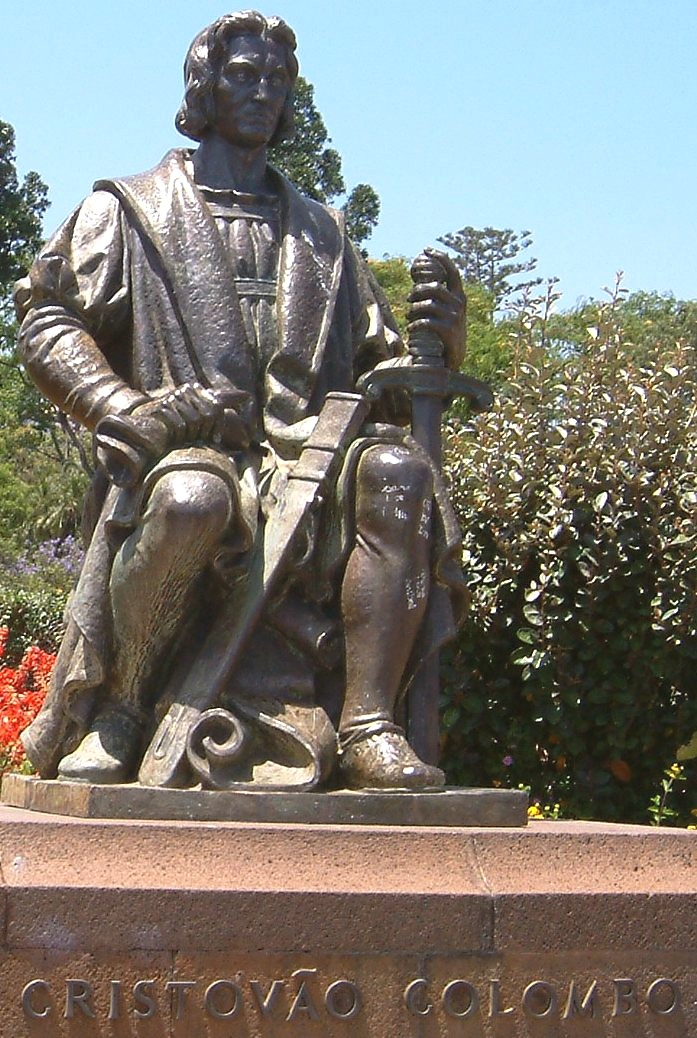
Kolumbusz Kristóf
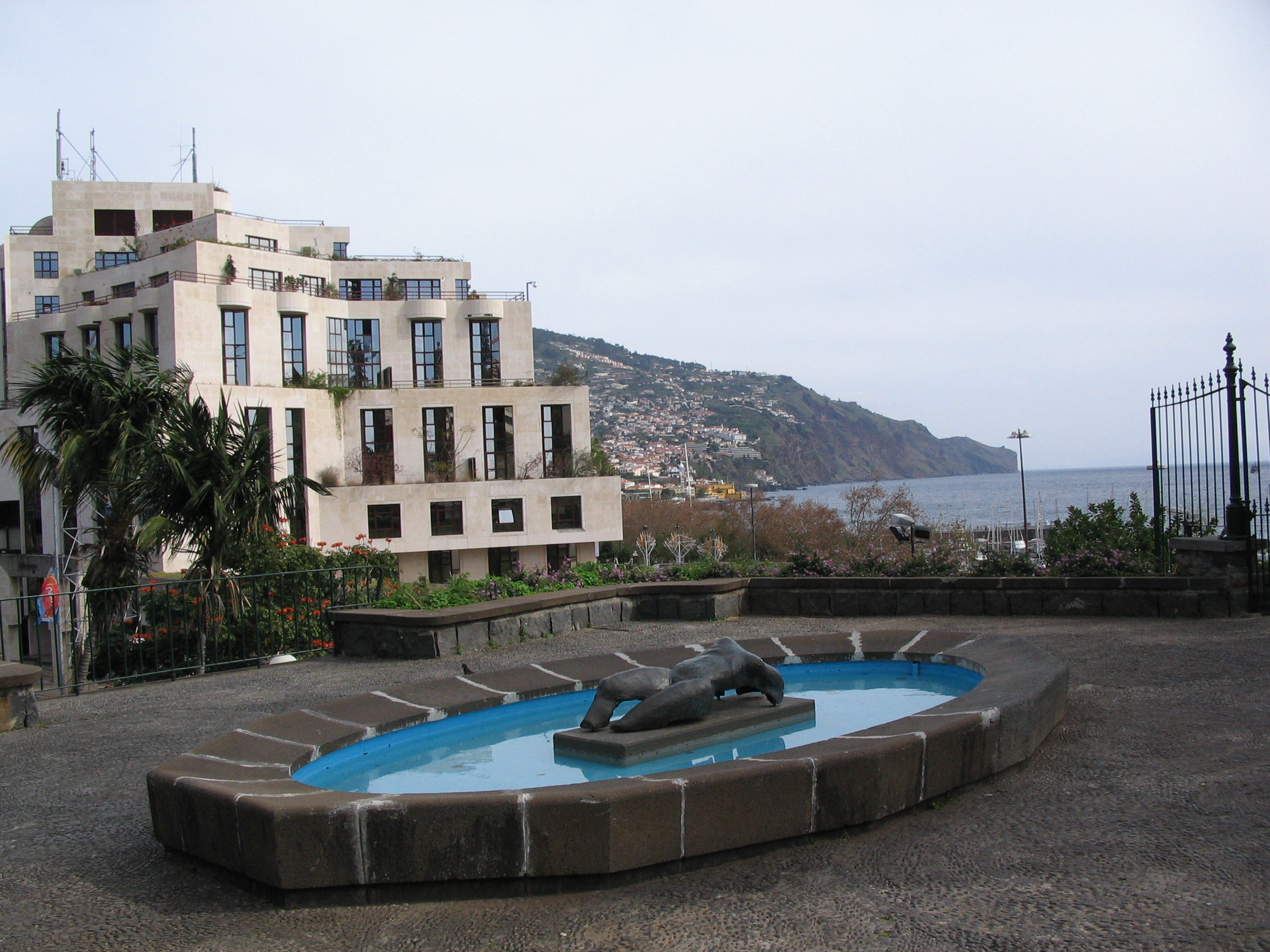
Modern műalkotás
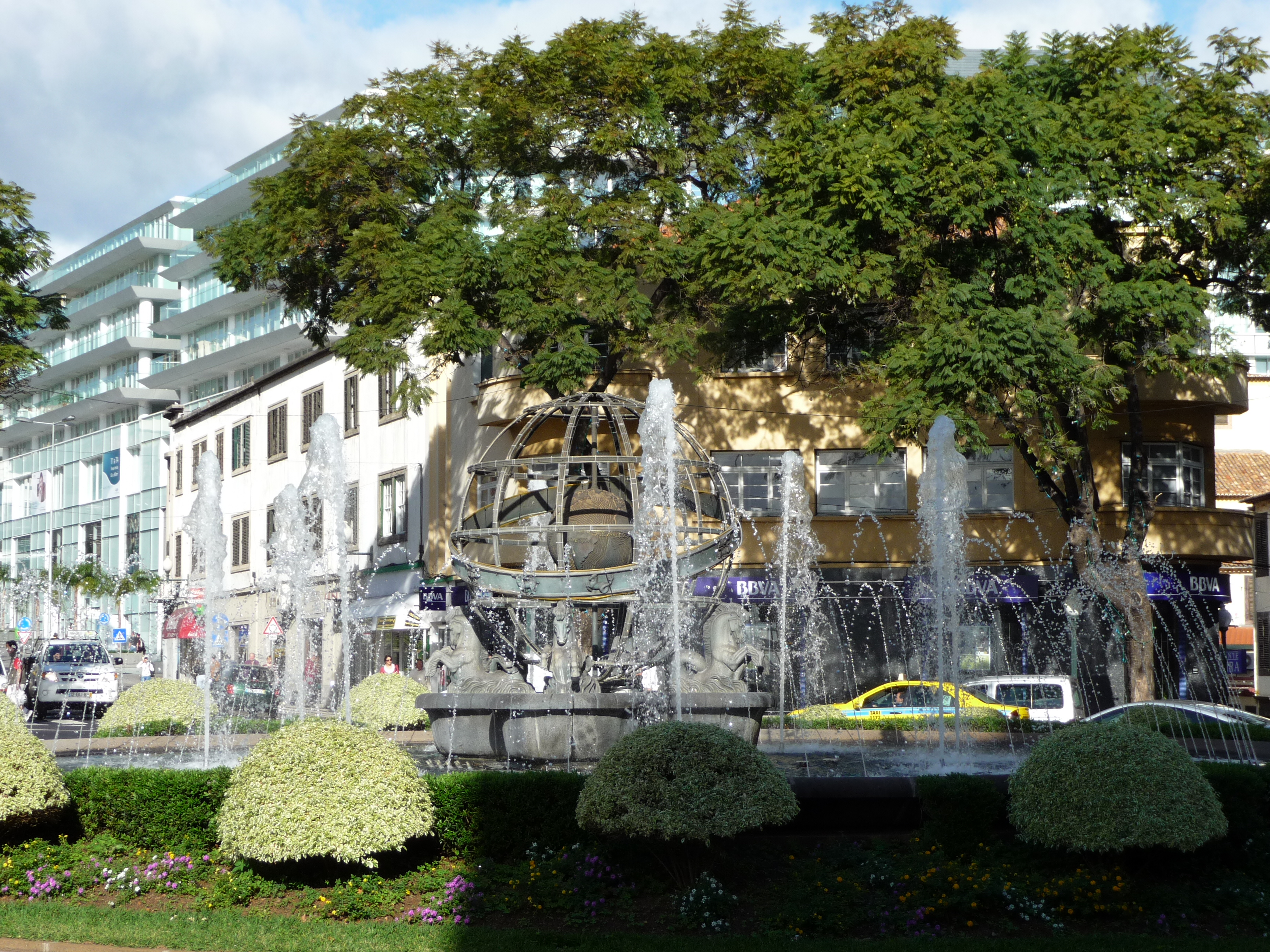
Szökőkút a Praça do Infante téren

A park belváros felé eső sarka a Tengerész Henrikről elnevezett Praça do Infante térrel határos. A kerek tér közepén szökőkút áll, és ennek vízsugarai egy földgolyót nyaldosnak körül. Az arab tudósok öltözékét viselő királyi herceg bronzszobrát a tér szélén helyezték el. A teret paliszander fák körítik.

## Városi kert

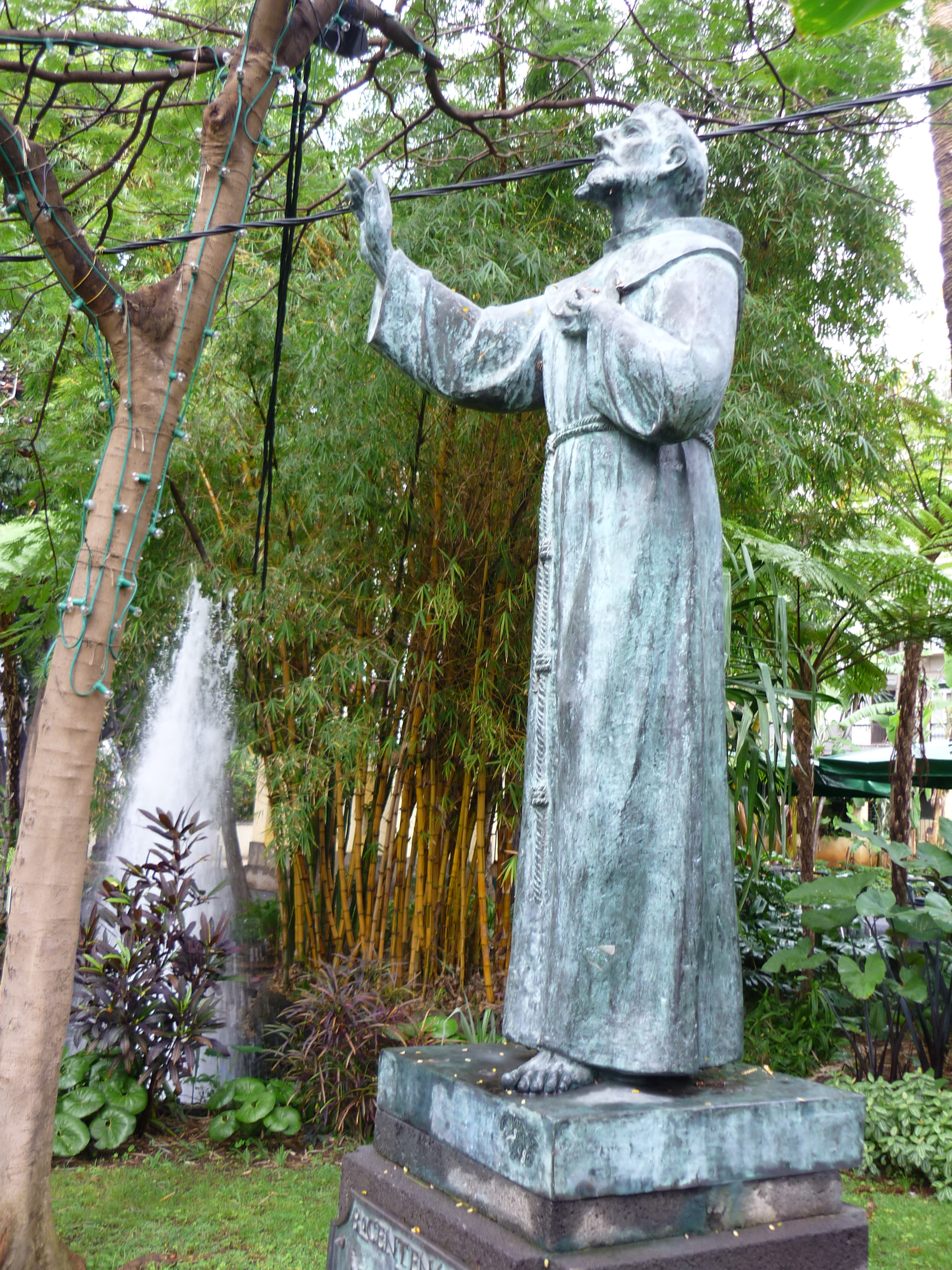
Assisi Szent Ferenc szobra

A Városi kert (Jardím Municipal) egykor egy ferences kolostor kertje volt; az épületek maradványait a 20. század végén elbontották. A kertben különféle trópusi fákat:
- páfránypálma (Cycas revoluta);
- korallfa (Erythrina sp.);
- mexikói csavarfa;
- araukáriafenyő (Araucaria sp.);
- pamutfa (Eriodendron pentandra)

ültettek.
A fák között több jeles személyiség szobrát állították fel, többnyire azok valamilyen évfordulóján:
- Assisi Szent Ferencét születésének 800. évfordulójára (1982-ben),
- Simón Bolívarét születésének 200. évfordulójára (1983-ban),
- João dos Reis Gomesét,
- João Fernandes Vieiráét.

### Madeira Wine Company
A park mellett áll a sziget egyik legismertebb borkereskedő cégének épülete bormúzeummal, kóstolóval és bolttal.

### Kereskedelmi Kamara
A Városi kerttel szemközt a kereskedelmi kamara épületét is ápolt kert veszi körül. Az épület korábban Café Ritz néven szórakozóhely volt; ebből az időből származnak a falakat díszítő csempeképek:
- gazdag turistákat gyékénykosárban cipelnek föl a hegyekbe,
- a Funchalból Montéba közlekedő fogaskerekű vasút,
- a kikötőben horgonyzó hajók,
- kosárfonók,
- hímzőnők,
- ökrösszán Funchalban.

## Városház tér

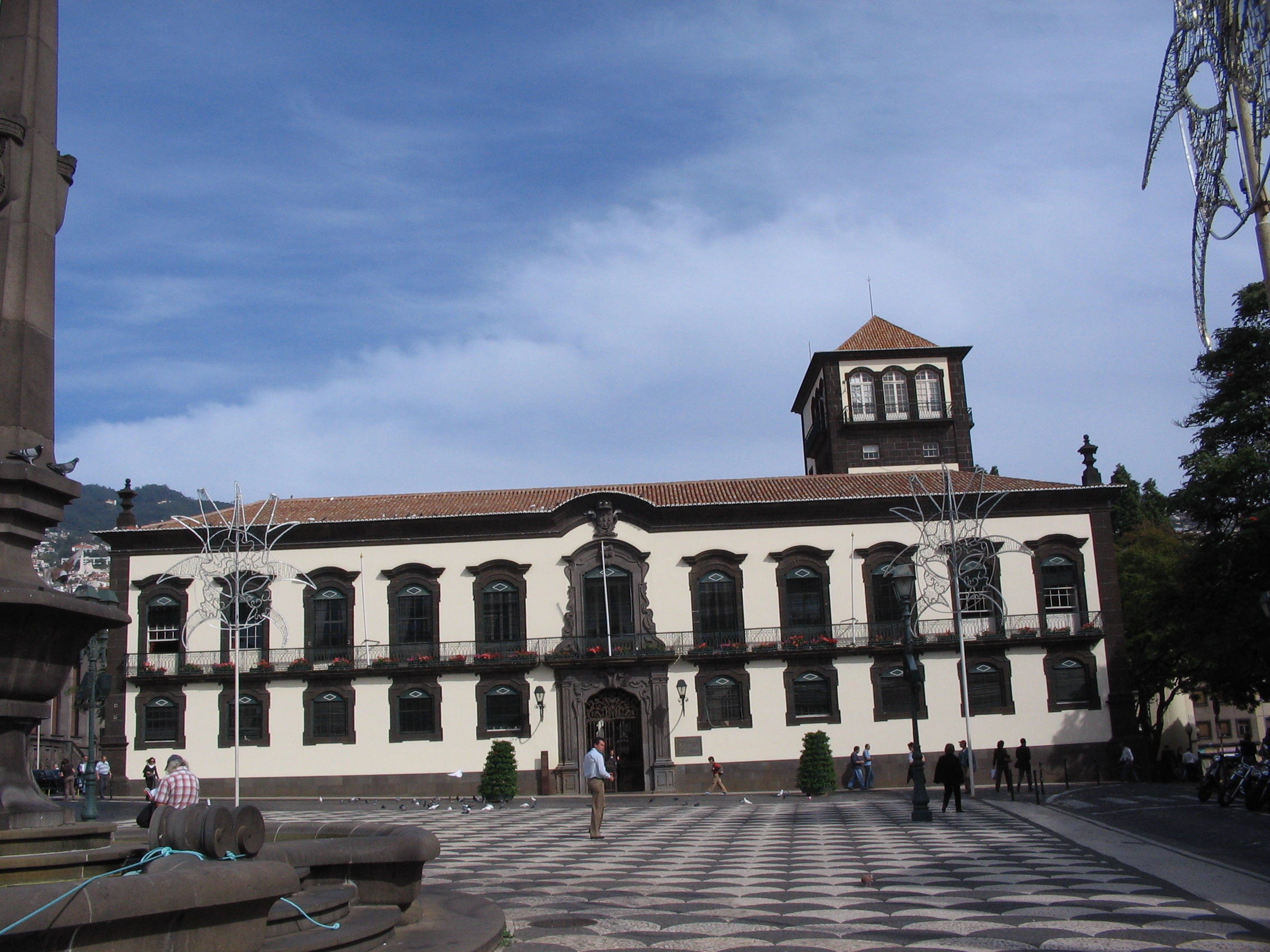
A Városháza

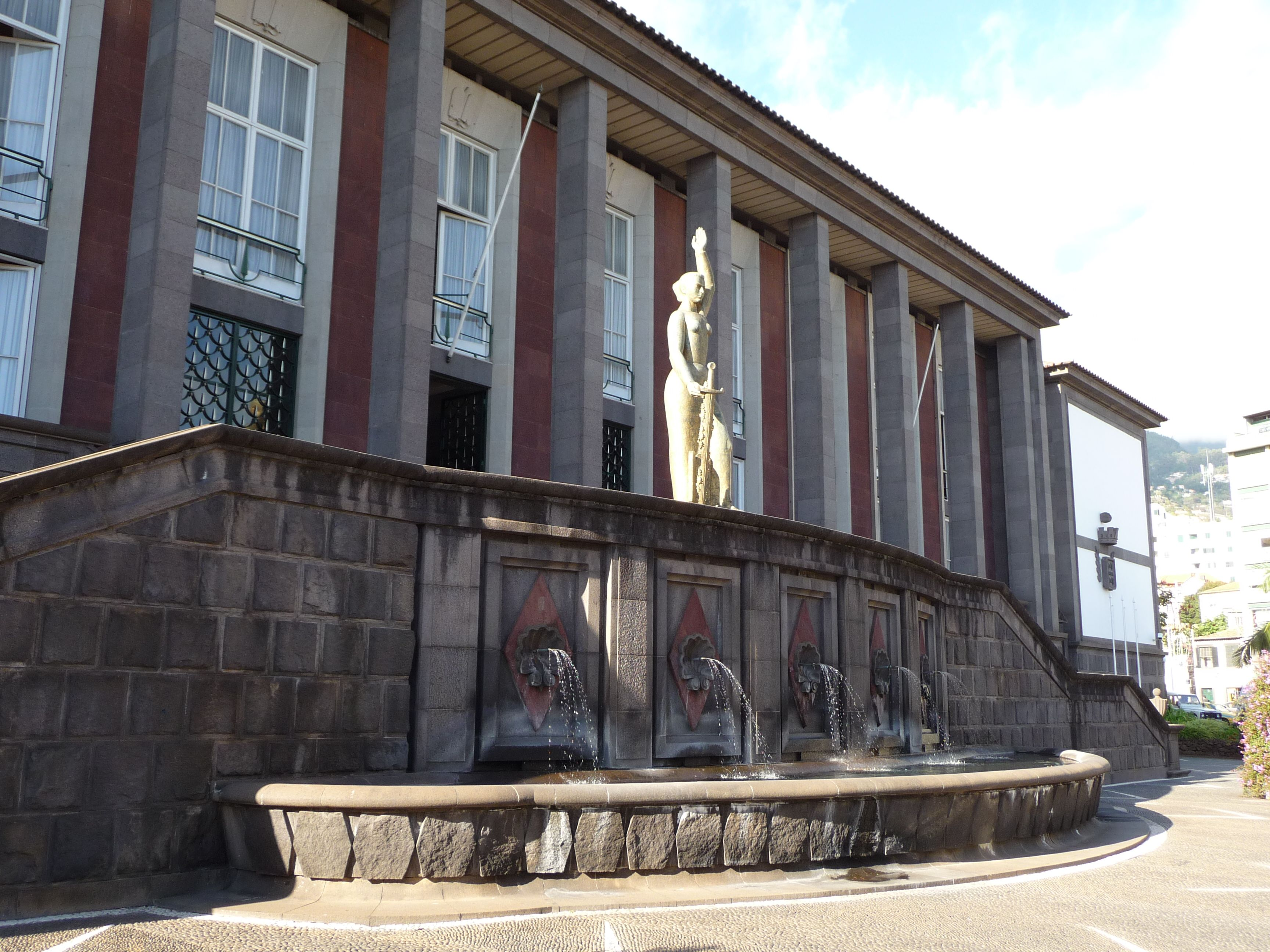
Az Igazságügyi Palota (bíróság) Justicia szobrával

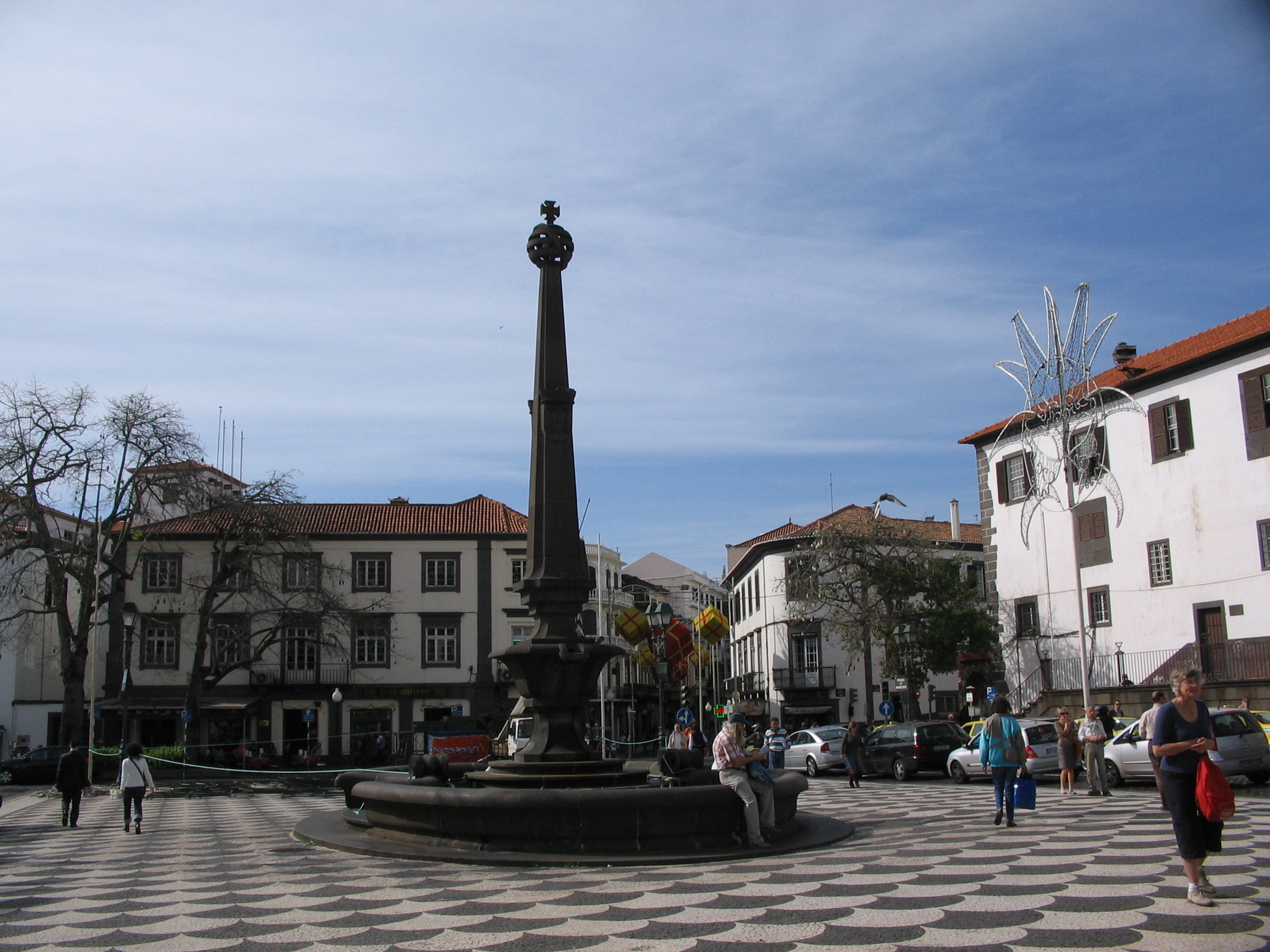
A Városház tér a díszkúttal

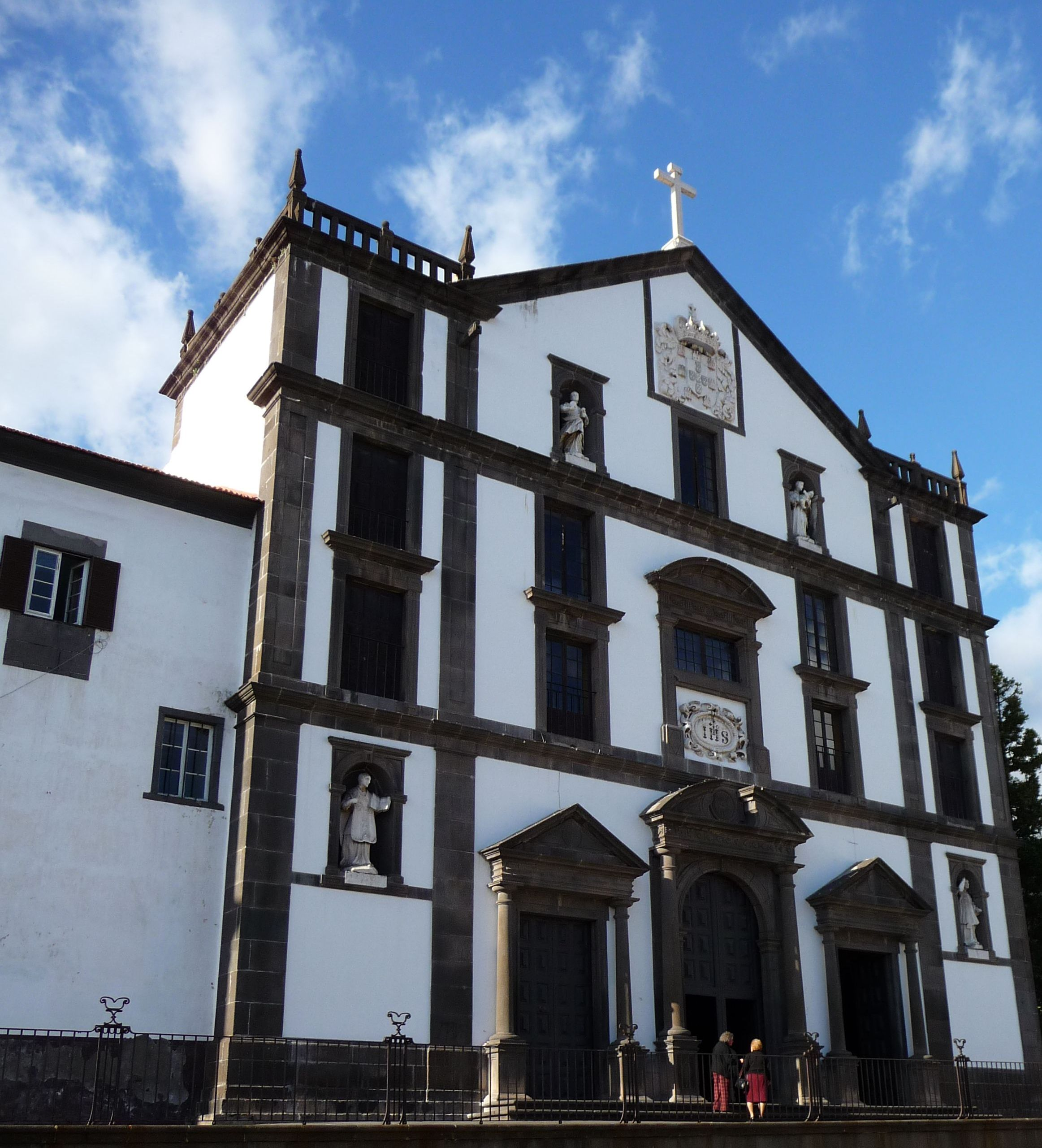
Az egykori kollégiumi templom (Igréja do Colégio)

A fekete-fehér macskakővel kirakott, a városházáról Praça do Municípiónak nevezett tér körül Funchal három fontos történelmi épülete:
- a városháza,
- az egyetem és
- a püspöki palota

áll, a tér közepén pedig egy bazaltból faragott, nonfiguratív díszkút.

### Városháza
A tér hosszú oldalát elfoglaló, fellobogózott városháza épülete egykor João José Carvalhal gróf, a sziget leggazdagabb emberének rezidenciája volt. Ő a 18. század végén emeltette a palotát, amit családja 1883-ban adott el a városnak.
A barokk palotának főleg a belső udvara szép; ezt látványos csempeképek díszítik. Az udvar közepén áll a piac nagy csempeképén megörökített kút Lédával és a hattyúval. Az épület bejárata fölött a város kőbe vésett címere látható. Az erőteljes megjelenésű, széles ablakokkal áttört torony volt egykor a gróf embereinek megfigyelő posztja: innen kémlelték a tengert, hogy a versenytársaknál hamarabb vehessék észre, miféle hajó közeleg éppen a partok felé.
Hivatali időben látogatható; ilyenkor a belső udvart is megtekinthetjük.
Az épület keleti oldalán húzódó út túlsó felén látható a húszas évek Bauhaus stílusában épült igazságügyi palota (bíróság). Ettől nyugatra, a közvetlenül a főtérre nyíló jezsuita kollégium mögött egy boltozatos, nagy pincehelyiségben a vásárlás megalapozására ingyen borkóstolót is adnak.

### Egyetem
Madeira egyeteme a tér nyugati oldalán álló egykori jezsuita kollégium épületében és a vele egybeépült kollégiumi templomban  (Igréja do Colégio) működik. A kollégium a gazdag családok fiúgyermekeinek felsőbb iskolája volt – a funchali egyetemet az 1975-ös „szegfűk forradalma” után alapították újjá és költöztették ide.
A jezsuiták az 1566-os nagy kalóztámadás után érkeztek Madeirára megakadályozandó azt, hogy a hugenotta kalózok református hitre térítsék a helybélieket. Nem sokkal letelepedésük után bekapcsolódtak a borkereskedelembe, és egyre nagyobb részt hasítottak ki maguknak ebből az üzletágból.
A templom alapkövét 1624-ben tették le; az építkezést 1647-ben fejezték be. A barokk stílusú kollégiumi templomot János evangélistáról nevezték el.
Az épület homlokzatát néhány jezsuita szent márványszobra díszíti – balra lent látható Loyolai Ignác, a rend alapítója. A jezsuita templomokra jellemző módon tágas és magas, egyhajós épület oldalfalai mentén kápolnák sorakoznak, és kórus karzata a kápolnák fölött, a falban vezető átjáróban közelíthető meg. Ez a stílus a 16. század vége felé honosodott meg Portugáliában, és a jezsuita misszionáriusok onnan kiindulva terjesztették el a világ legkülönbözőbb sarkaiban. Ez az építészet történetének egyik legnagyobb területen elterjedt stílusa.
A templom belsejének legfőbb érdekességei a fából faragott, aranyfüstttel gazdagon díszített oltárképek:
- 1647-ből,
- 1648-ból,
- 1654-ből és
- 1660-ból;

ezek a 17. századi madeirai fafaragó művészetének legszebb alkotásai közé tartoznak. Különösen szép a „Tizenegyezer szűz” kápolnájának oltárja.
A falakat borító mázas csempéket Lisszabon legjobb műhelyeiben gyártották.

### Püspöki palota
A 18. században épült püspöki palota árkádos épülete az egykori jezsuita kollégiummal szemközt áll két hatalmas leanderbokor között. bejárata nem a térről, hanem a Püspök utcából (Rua do Bispo) nyílik. A palotában rendezték be az Egyházművészeti Múzeumot.

## Belváros

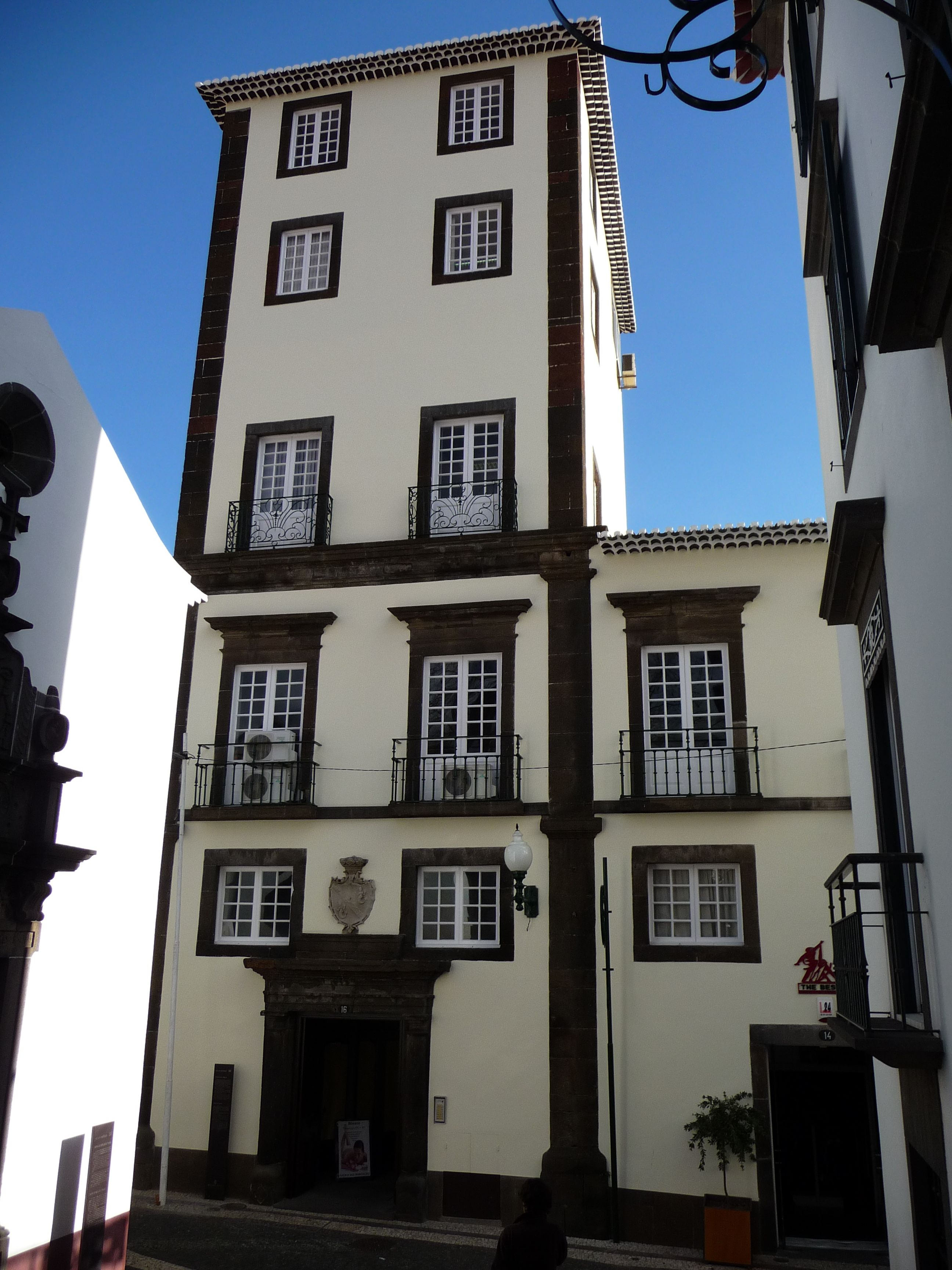
Az Ornelas palota

### Ornelas palota[1]
A palota a polgári barokk építészet jellegzetes példája, a Funchal arculatát meghatározó épületek egyike. Manieristakapuját a család címere díszíti; ez a megoldás rendkívül jellemző a 17–18. századi quintákra.
Az Ornelasok a sziget egyik legfontosabb családja voltak. Az épület tornyocskája merőben funkcionális: onnan figyelték, hogy  közeledik-e kereskedőhajó a sziget partjaihoz. A palotát valószínűleg az az Aires de Ornelas de Vasconcelos építette, akit az 1668-as zendülés után választottak meg a sziget kormányzójának.
Valószínűleg ebben a házban született 1837-ben névrokona, Aires de Ornelas de Vasconcelos funchali püspök, majd goai érsek, a Kelet hercegprímása, miként 1866-ban egy harmadik Aires de Ornelas de Vasconcelos is, aki Caniço 15. bárójából lett Portugália tengerészetének és tengeren túli tartományainak minisztere, vezérkari főnök.

## Kikötő, part

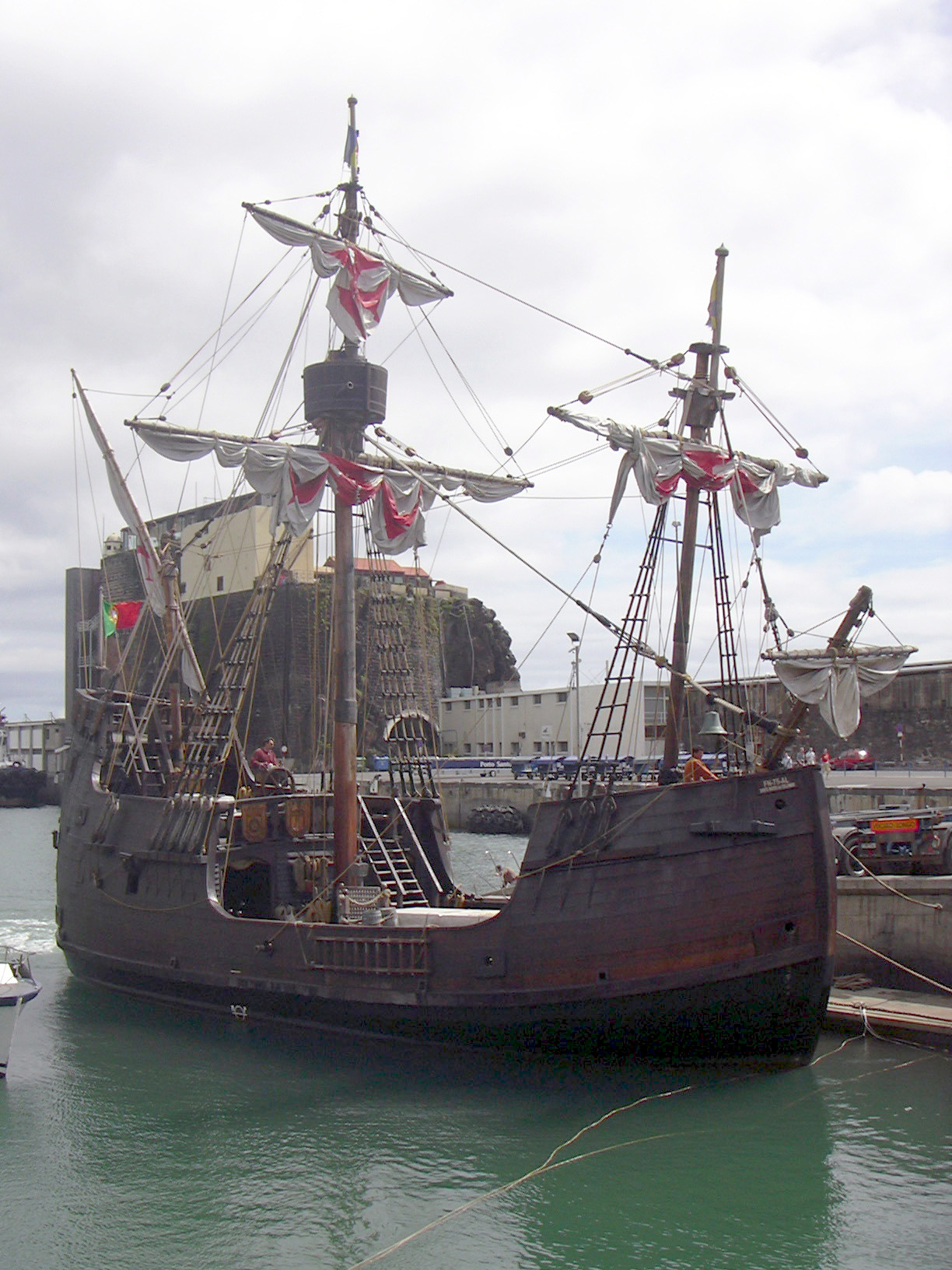
A Santa Maria másolata Funchal kikötőjében

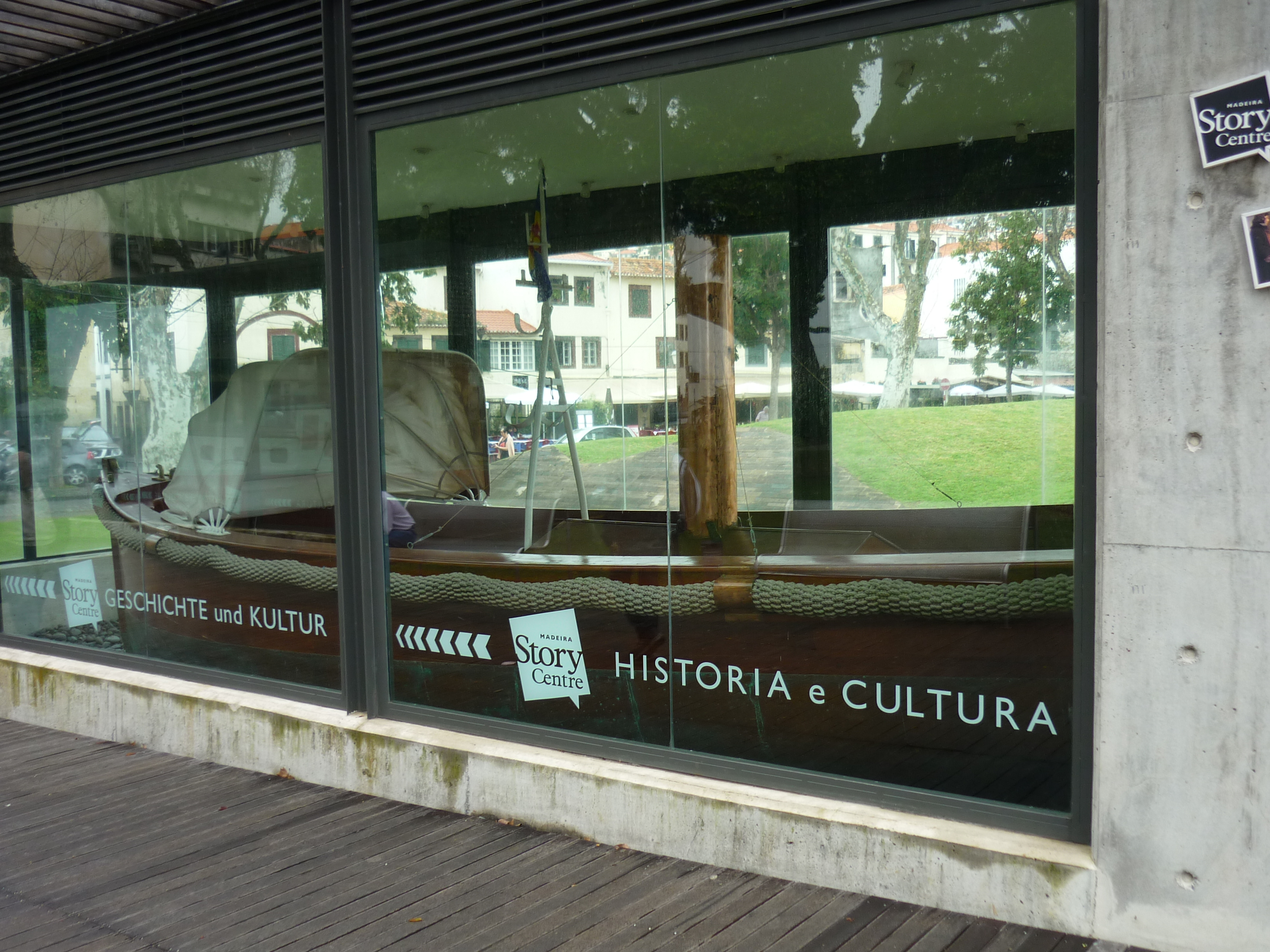
A Moszkitó

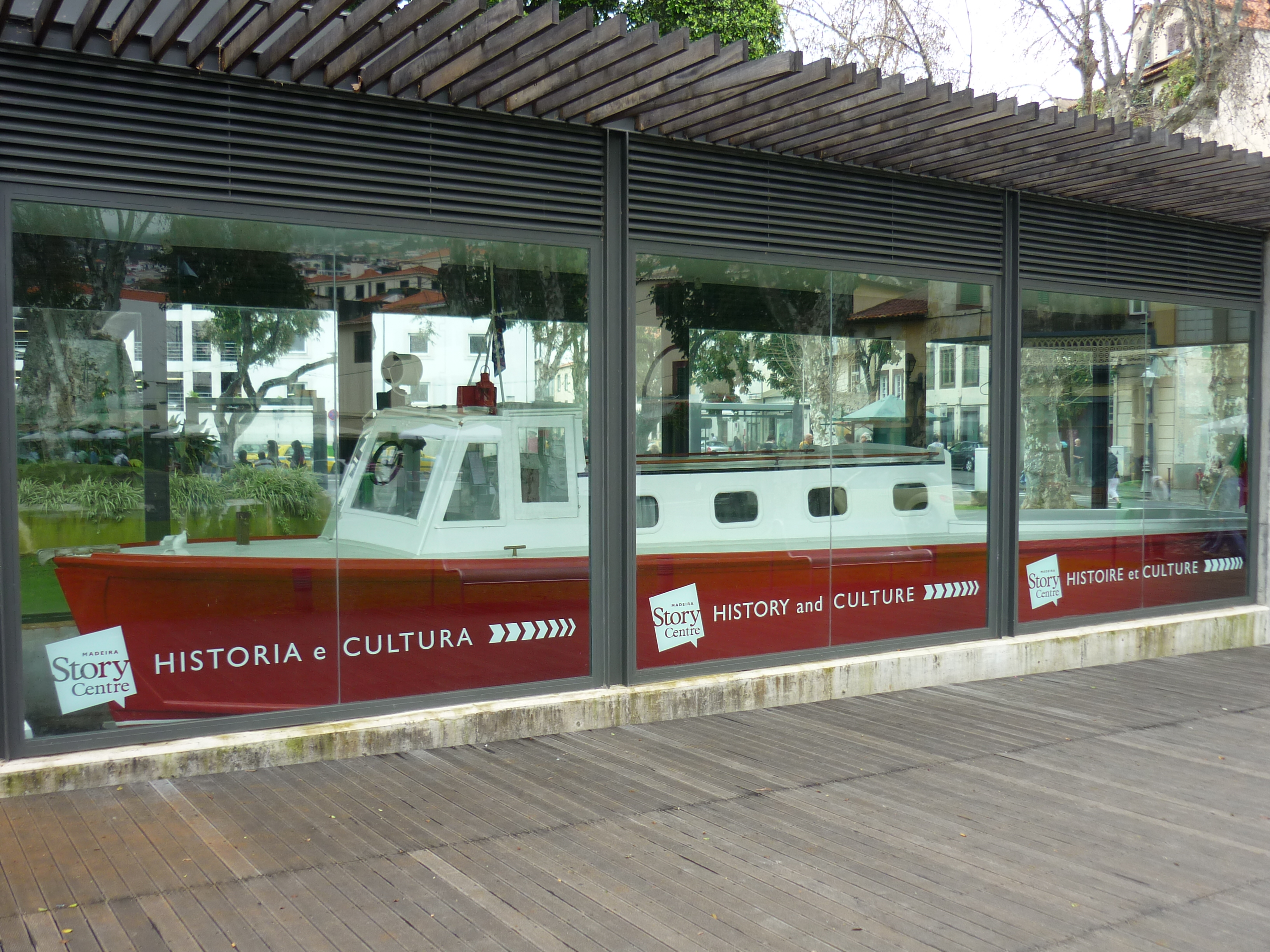
A Sas

A kikötőből indulnak a hajók Porto Santo homokfövenyes szigetére. Naponta kétszer innen fut ki egy kirándulóhajó, Kolumbusz Kristóf vezérhajójának, a Santa Mariának élethű mása (Kolombusz még amerikai útjai előtt többször járt Madeirán, és Porto Santo kormányzójának lányát vette feleségül). A kikötő másik, már a belváros alatt található végén, a jachtkikötő mólója melletti téren kis bódékban befizethetünk be tengeri horgászatra, vitorlástúrára, fürdéssel és felszíni búvárkodással egybekötött üvegfenekű hajókázásra. Itt horganyozik a Beatles együttes egykori méretes jachtja is, amit sajátos étteremmé alakítottak át. A partról szabályos időközökben hatalmas hőlégballont eregetnek fel; ennek kosarából kiválóan beláthatjuk a várost és környékét.
A partról indul a kabinos felvonó Montéba. Az alsó állomás mellett két üvegkalitkában egy-egy kisebb hajót állítottak ki:
- A Moszkitót (Mosquito) Angliában építették 1900-ban, és a Blandy család 1977-ig használta a teheráru partra szállítására. Eredetileg gőzhajtású volt, de az 1940-es években dízelüzeművé építették át. Az EXPO'98 kiállítás előtt felújították. 2005-ben még egyszer restaurálták, és azóta áll az üvegkalickában. 10,4 m hosszú, 2,82 m széles.
- A Sas (Aquila) 12 m hosszú, 2,6 m széles; legnagyobb sebessége 20 csomó volt.

### Régi vámház
A régi vámház (Alfãndega Velha) eredetijét 1500 körül emelték Mánuel stílusban; ebből mára jóformán csak a kapu fölött elhelyezett portugál címer és a kapu cikornyás kődíszei maradtak fenn, mert az 1748-as nagy földrengés ezt az épületet is lerombolta – a földrengés után ezt is barokk stílusban építették újjá. Ma a madeirai regionális parlament ülésezik itt, ezért nem látogatható.

### Autonómia tér

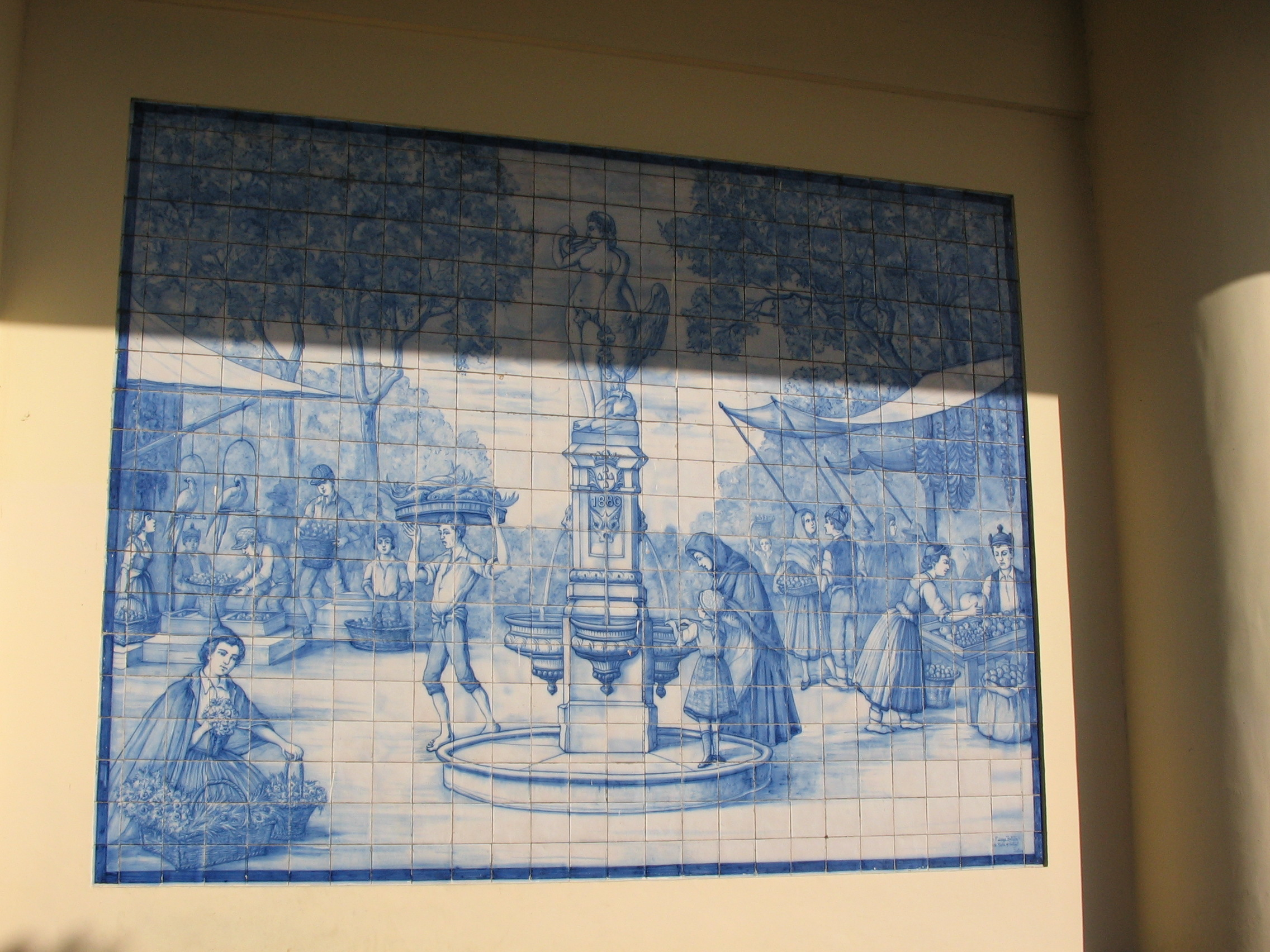
A Dolgozók Piacának csempeképe a díszkúttal

A Ribeira de Santa Luzia és a Ribeira e João Gomez torkolata közötti téren állították fel Madeira autonómiájának emlékművét. A tér szárazföldi végében álló Monumento a Autonomia a sziget egykori szégyenoszlopának másolata: a szégyenoszlophoz láncolták egykor a nyilvános megszégyenítésre ítélt bűnösöket, hogy a csőcselék szidalmazhassa és megdobálhassa őket.

### Dolgozók Piaca
A piacot (Mercado dos Lavrodores) 1941-ben építették, art déco stílusban. Főleg a bejárati részen láthatunk szép nagy csempeképeket. A homlokzat képén funchali virág- gyümölcs- és halkereskedők kínálják áruikat egy kút körül – ez a kút (Lédával és a hattyúval) ma is áll funchali városháza belső udvarán. A piacon külön szinteken árulják a halat, a gyümölcsöt és virágot. A gyümölcsválaszték páratlan, még banán és ananász is kapható. Akad néhány bőráru-, illetve kosárbolt is. A szagáról is jól felismerhető halpiacot reggel érdemes felkeresni – ennek süllyesztett belső udvarára néhány lépcsőn mehetünk le a földszintről.

## Funchal szobrai, domborművei (képgaléria)

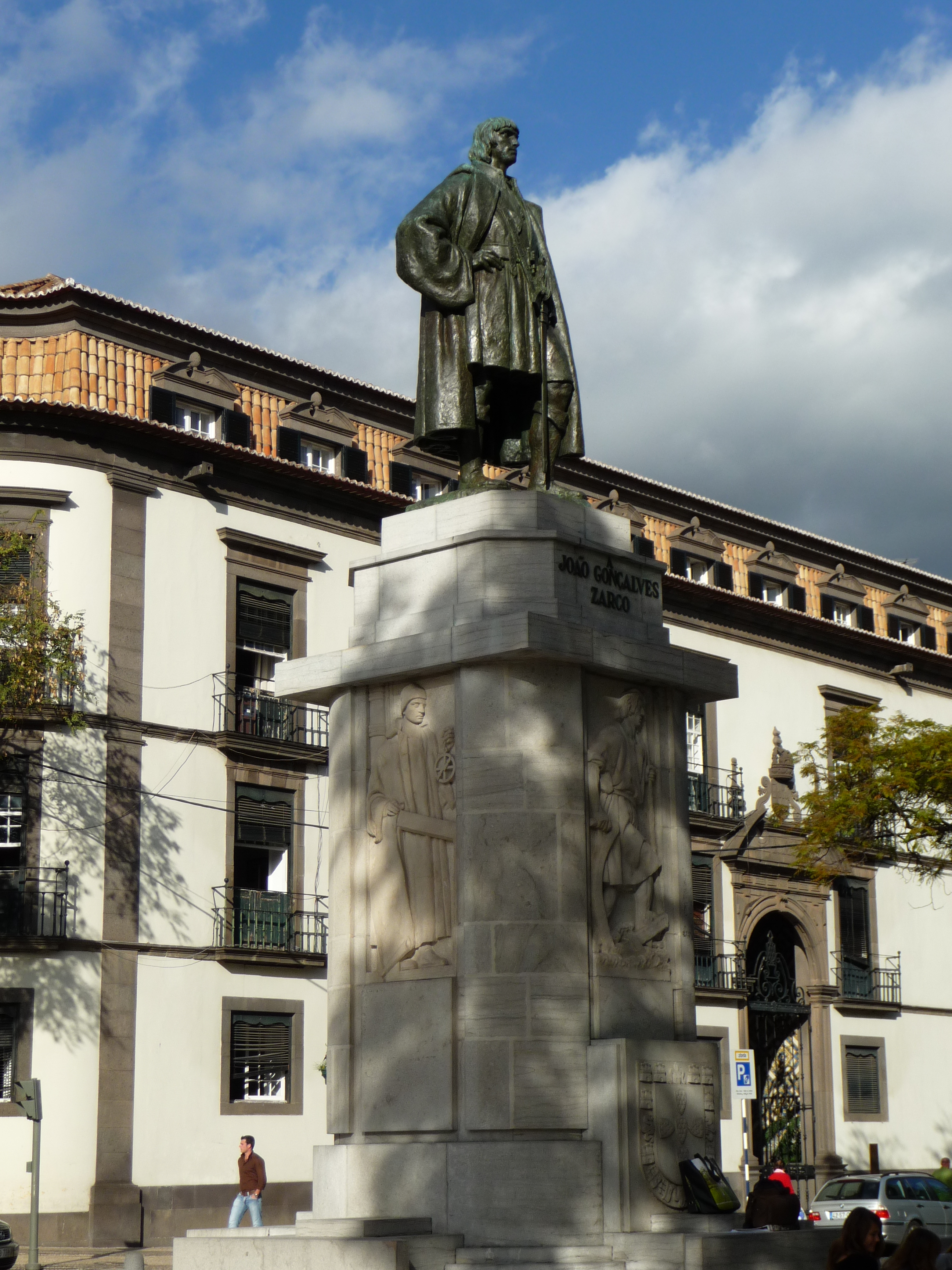
Francisco Franco: João Gonçalves Zarco emlékműve a Szent Lőrinc-erőd bejárata előtt
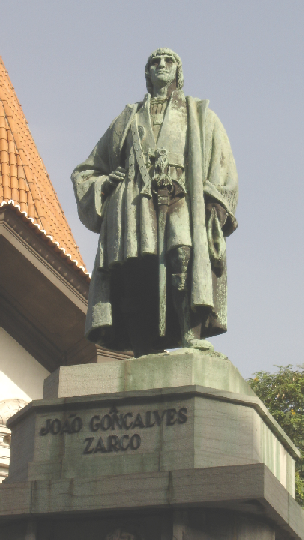
João Gonçalves Zarco szobra
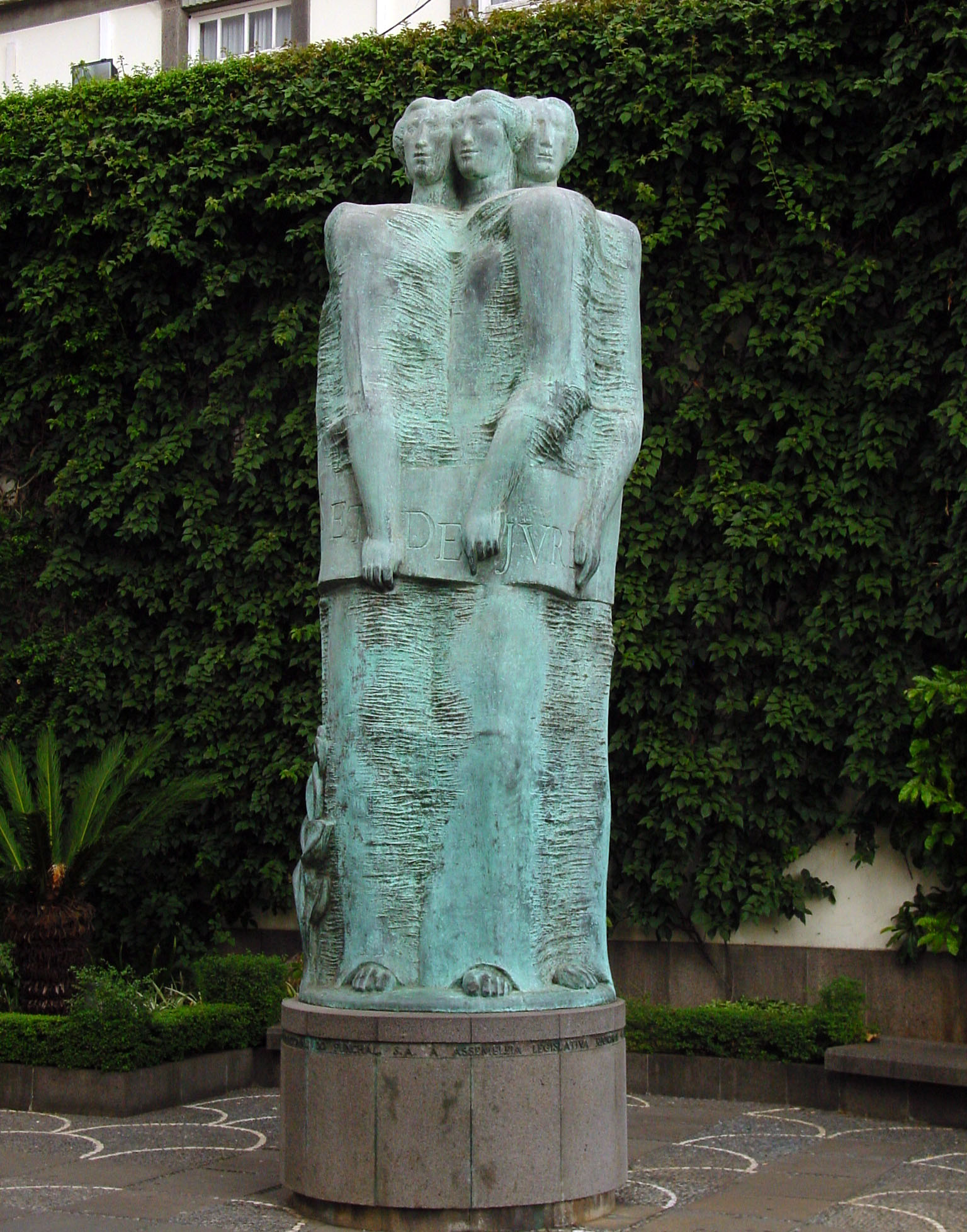
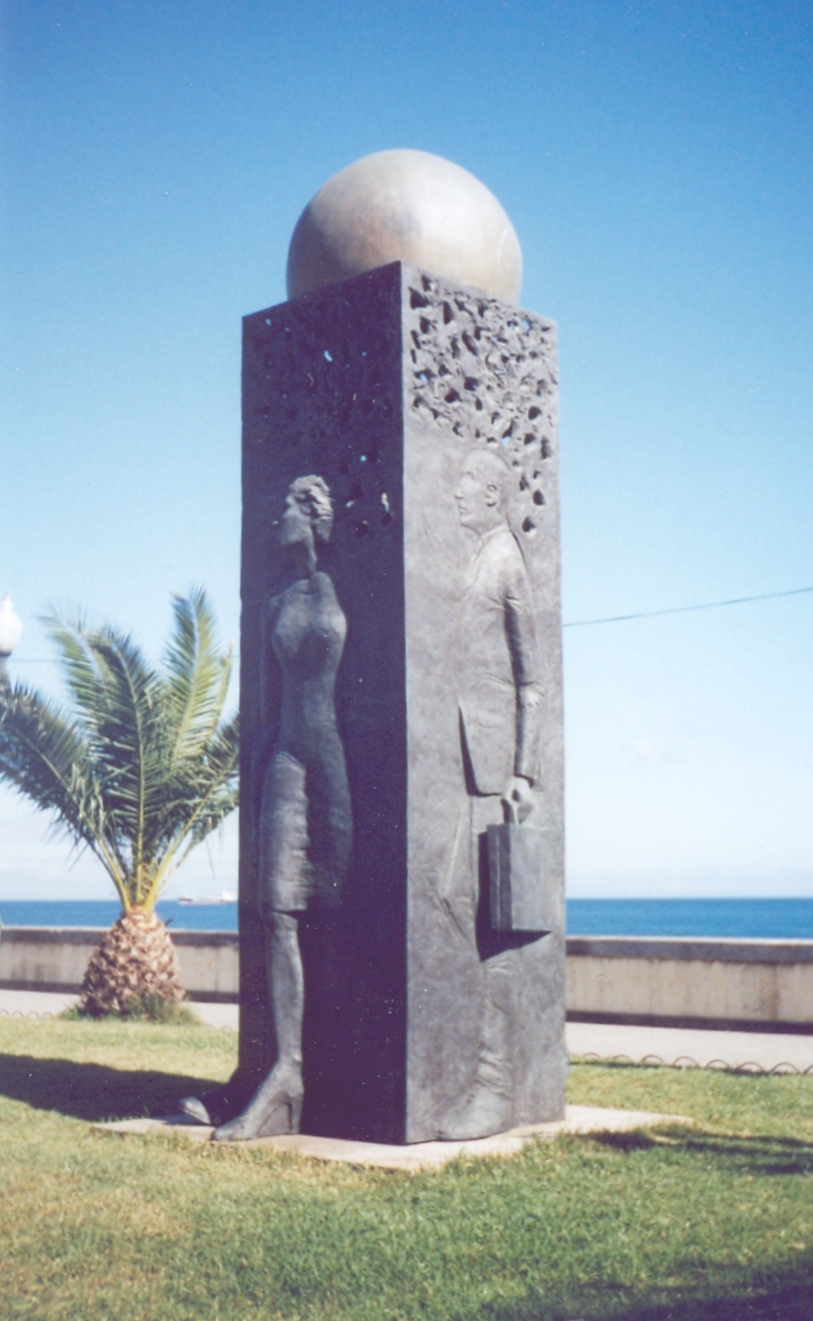
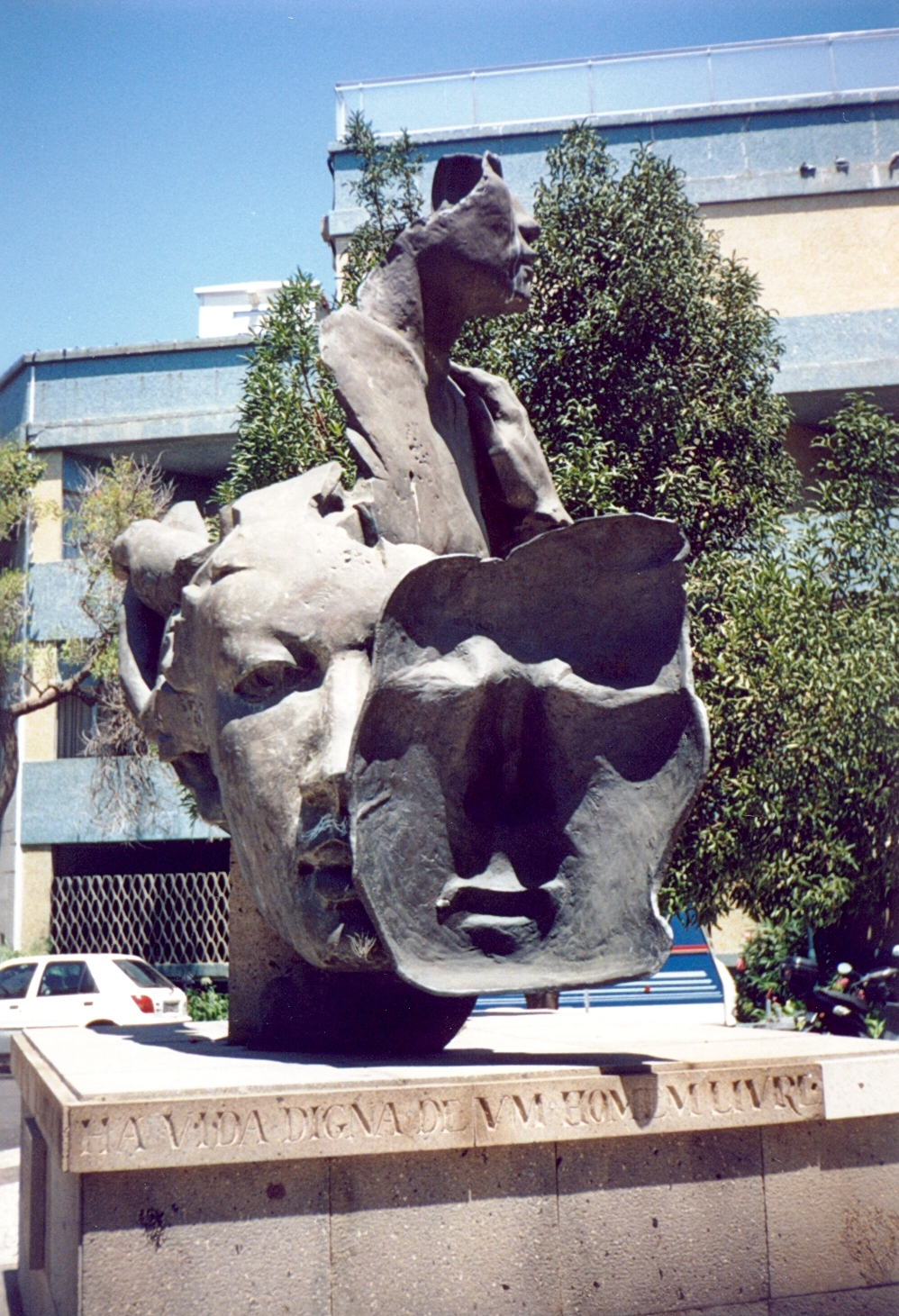
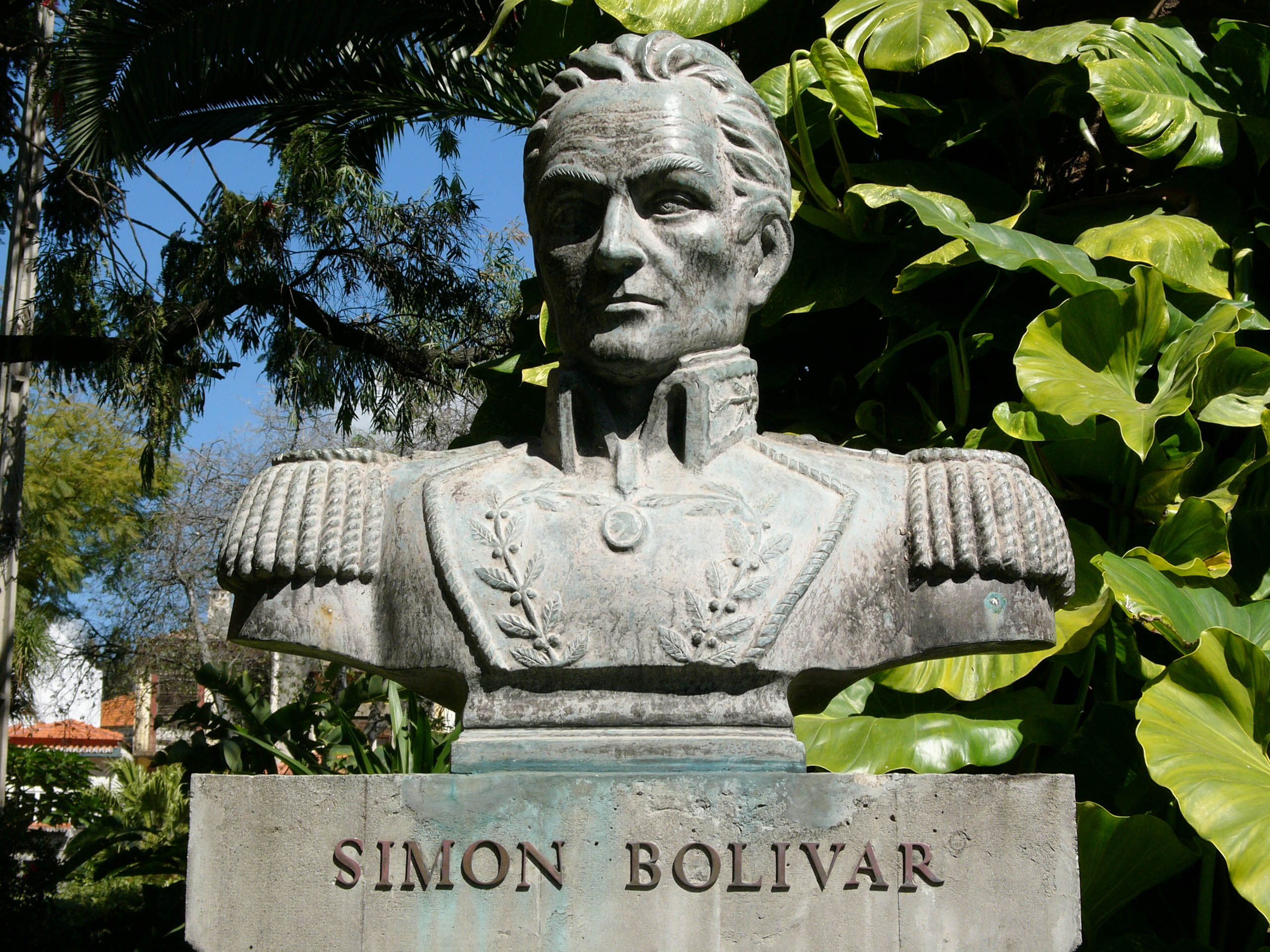
Simón Bolívar mellszobra (a Városi kertben)
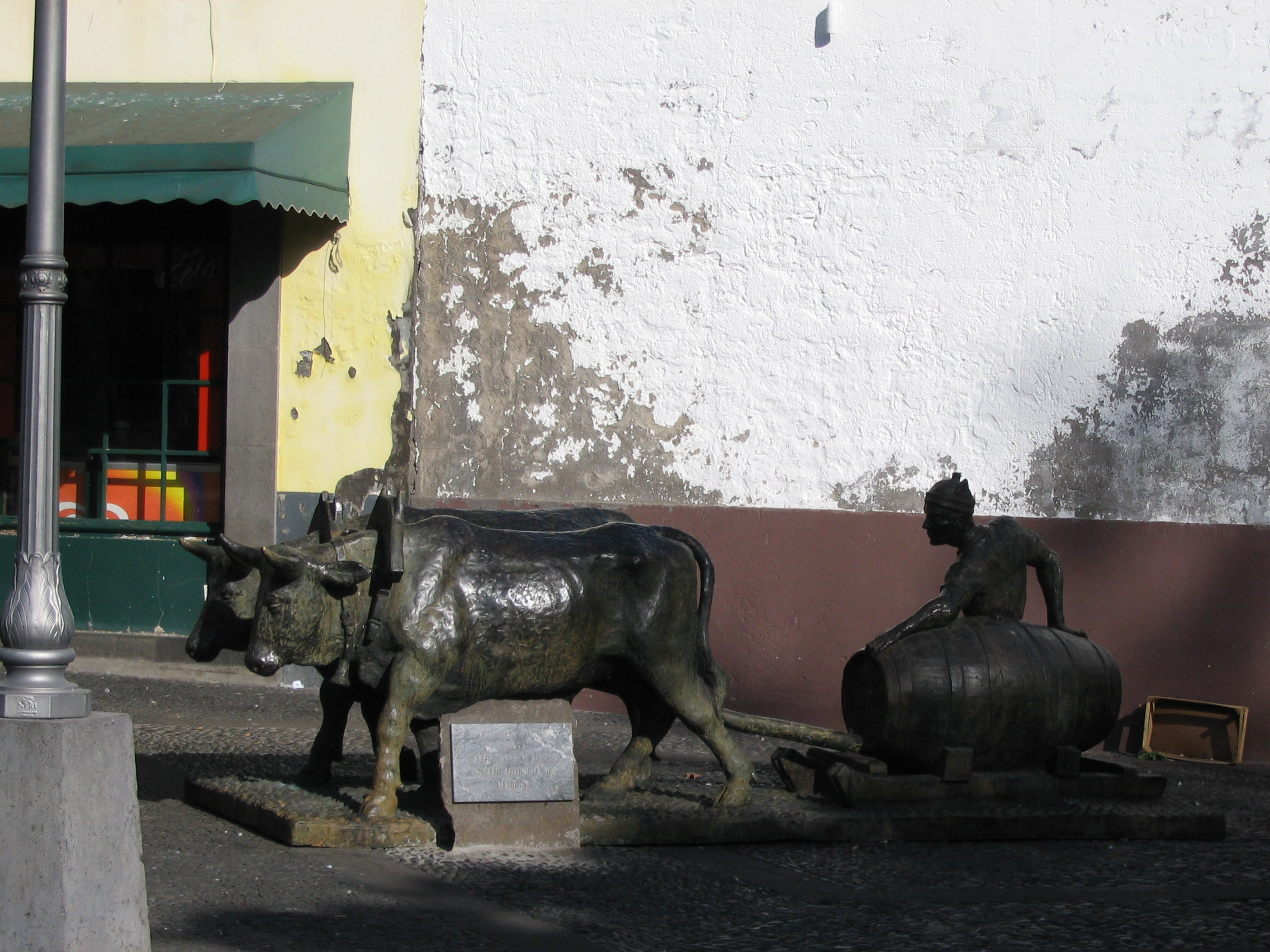
A borszállító munkás szobra a Dolgozók Piaca előtt
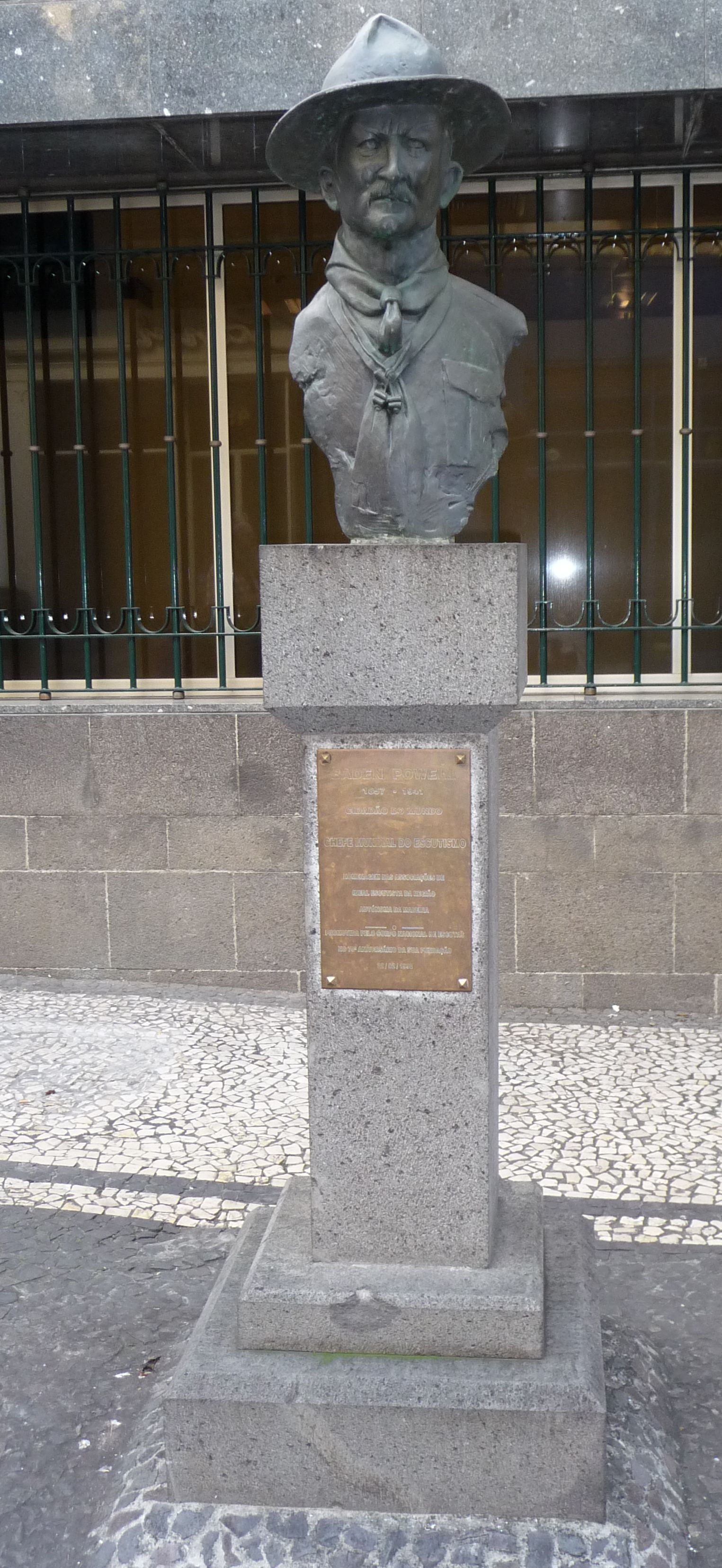
Robert Baden-Powell, a cserkészet megalapítója
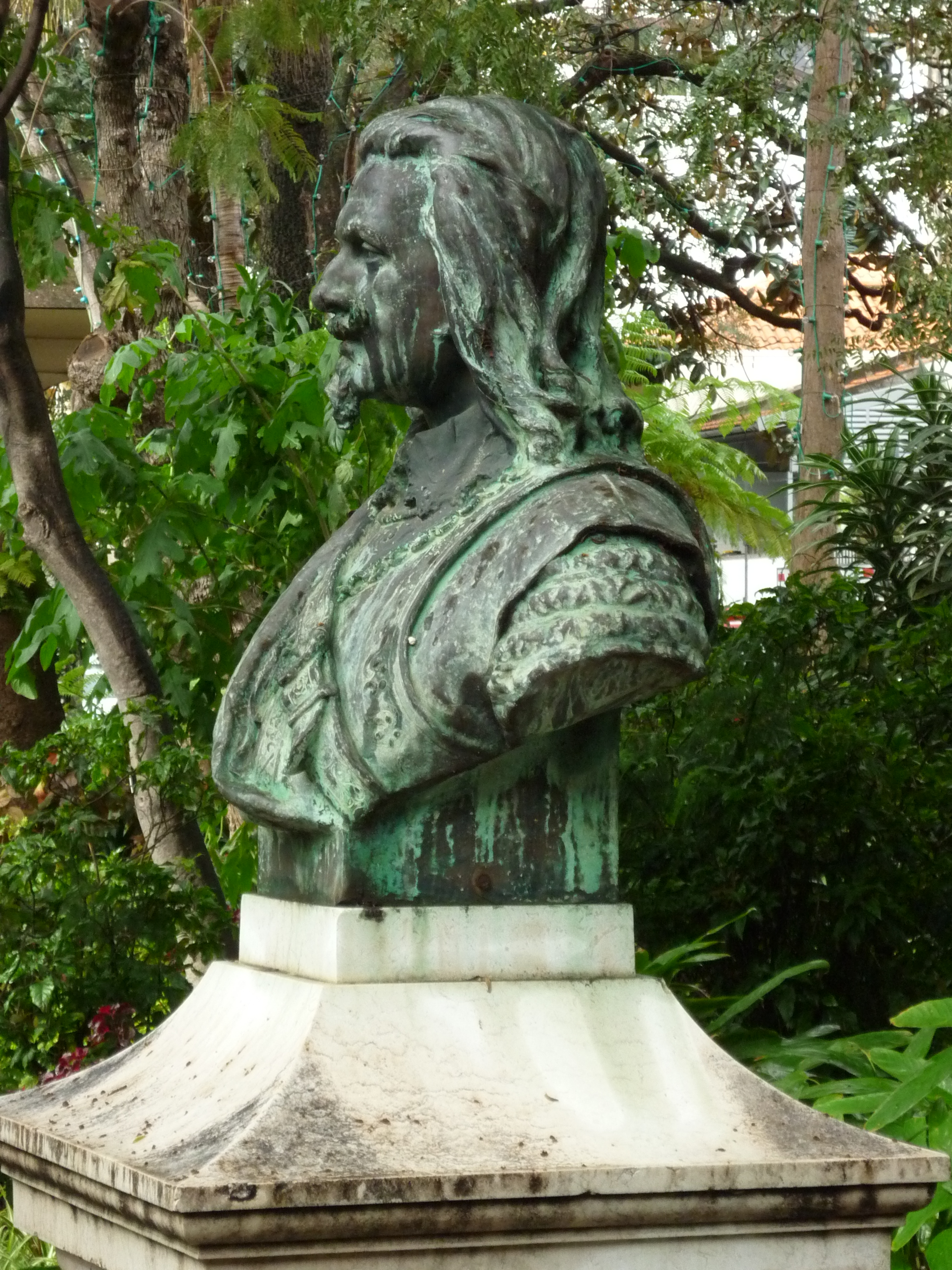
João Fernandes Vieira mellszobra a Városi kertben
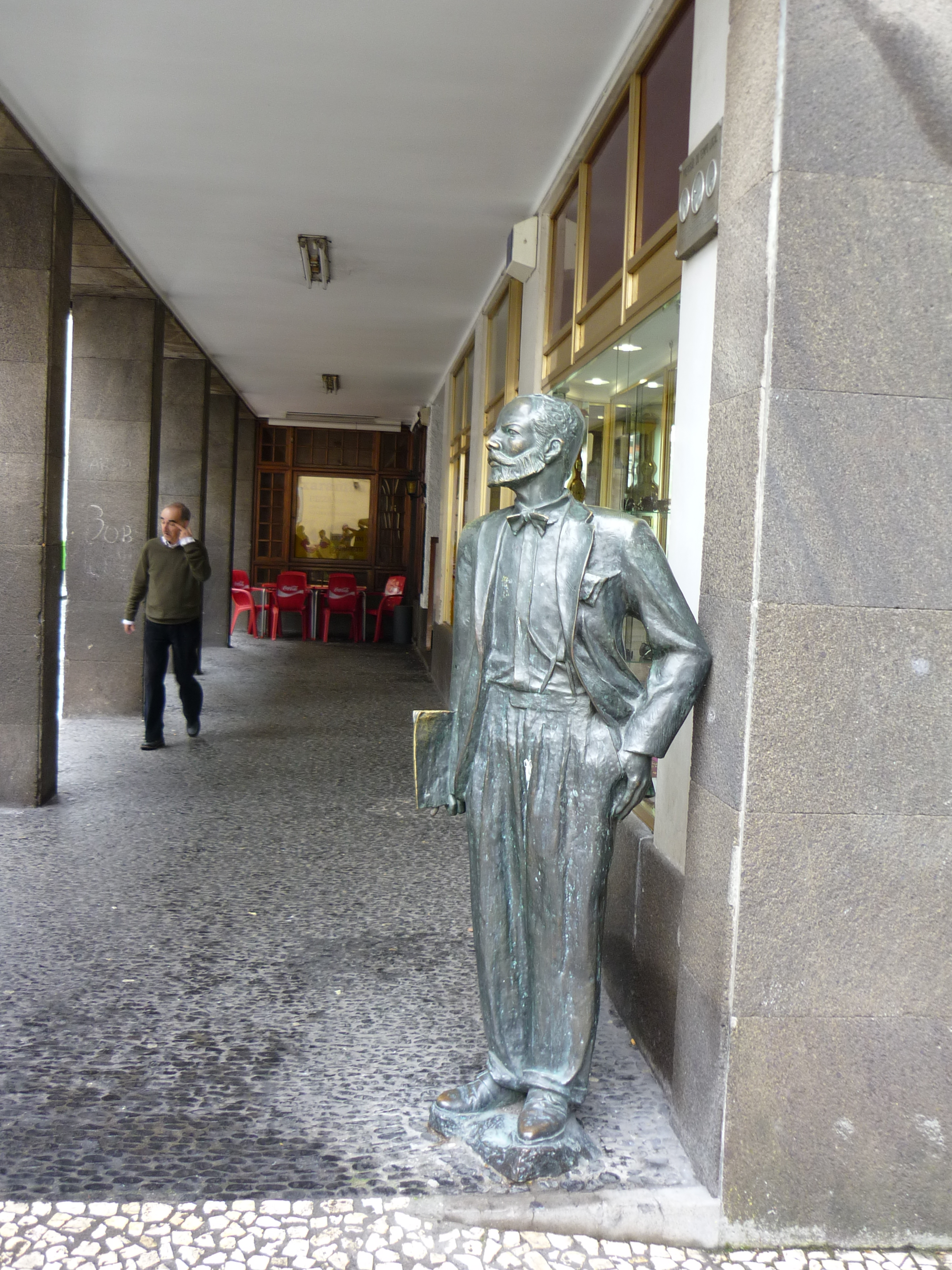
A Rua da Carreirán
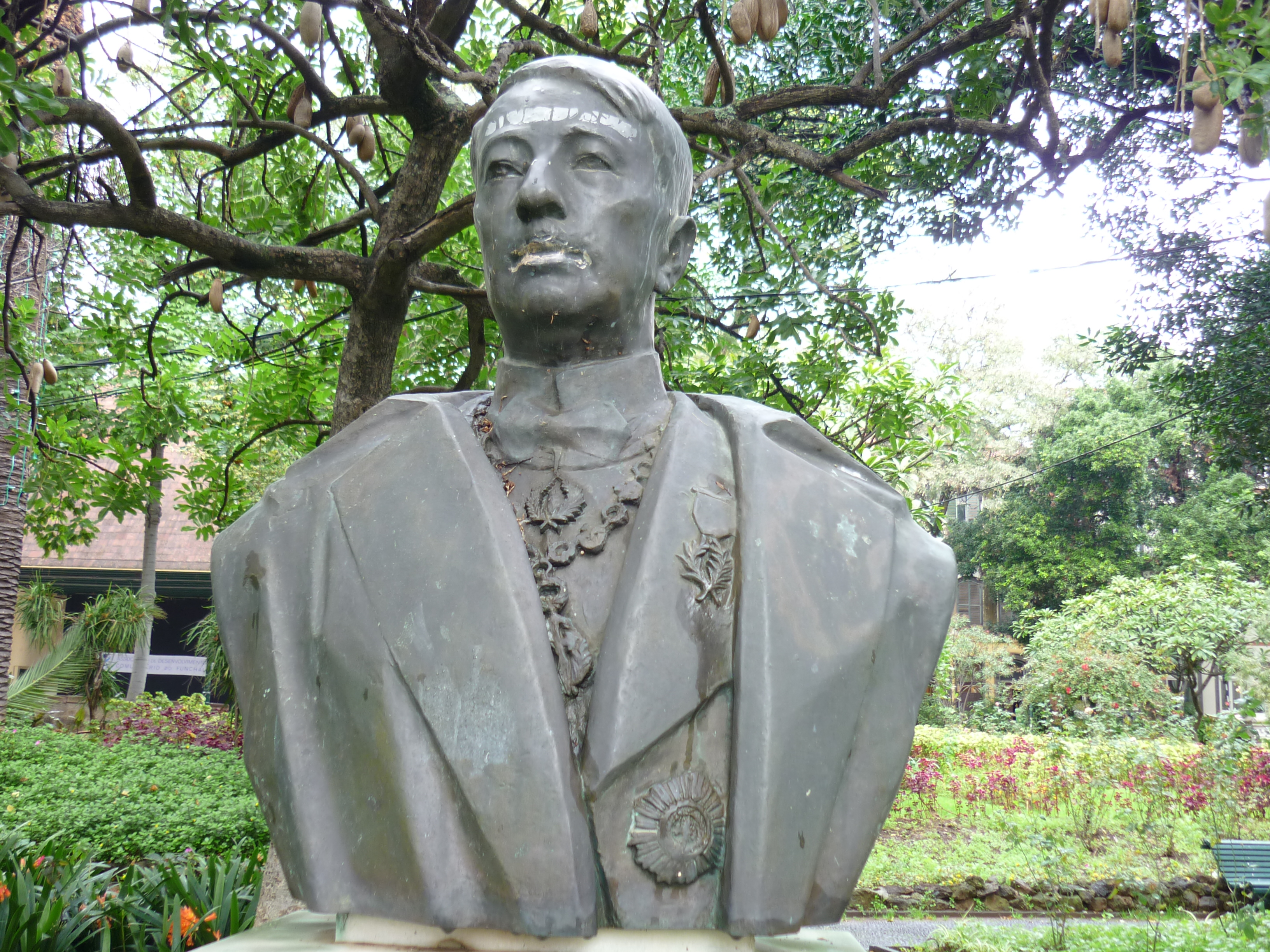
João dos Reis Gomes (1869-1950) mellszobra a Városi kertben
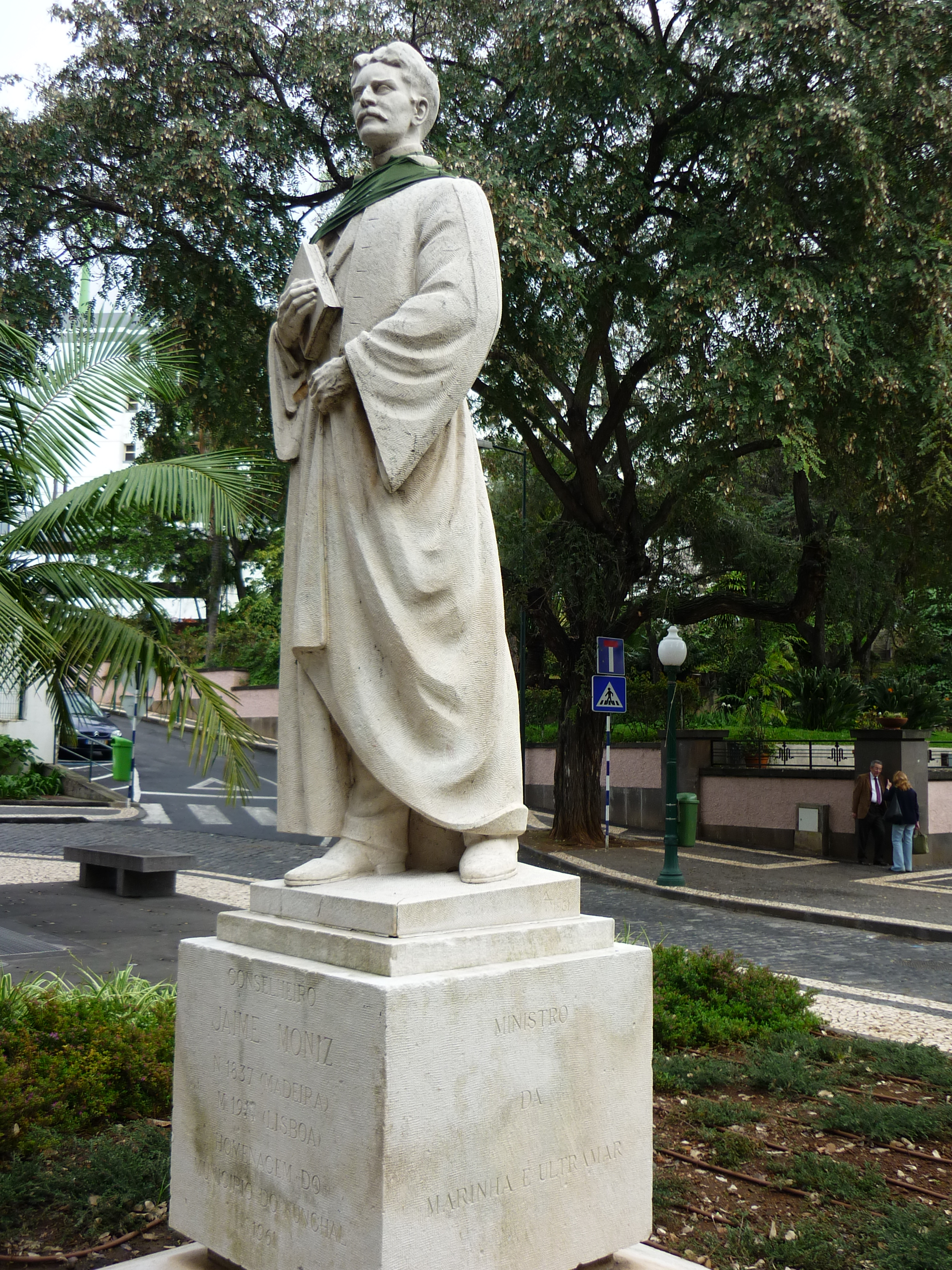
Jaime Moniz (Madeira, 1837 – Lisszabon, 1917), az 1894–1896-os portugál közoktatási reform kidolgozója, tengerészeti és gyarmatügyi miniszter (a róla elnevezett középiskola előtt, 1961)
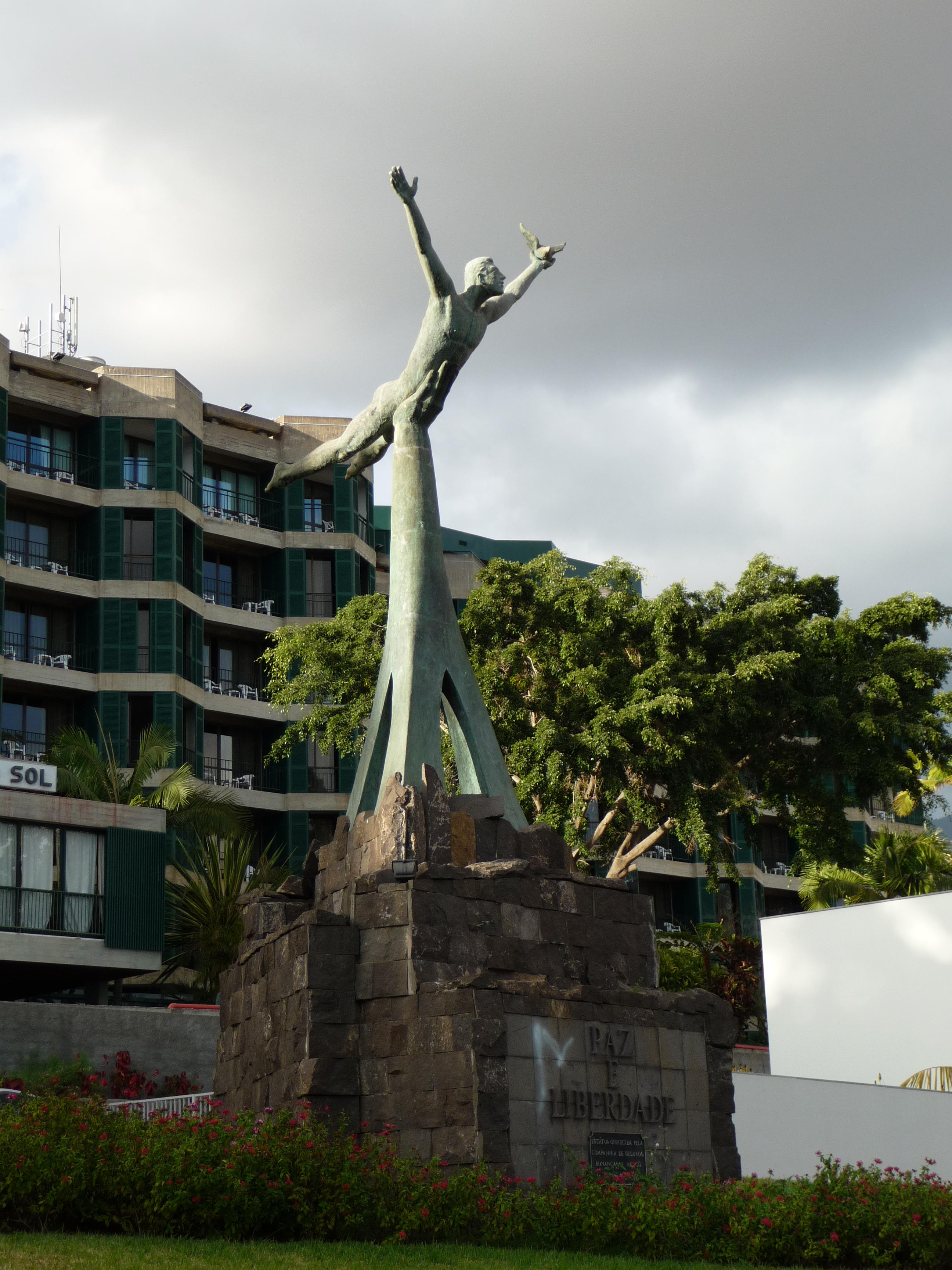
Béke és szabadság (a Quinta do Sol szálloda előtt)
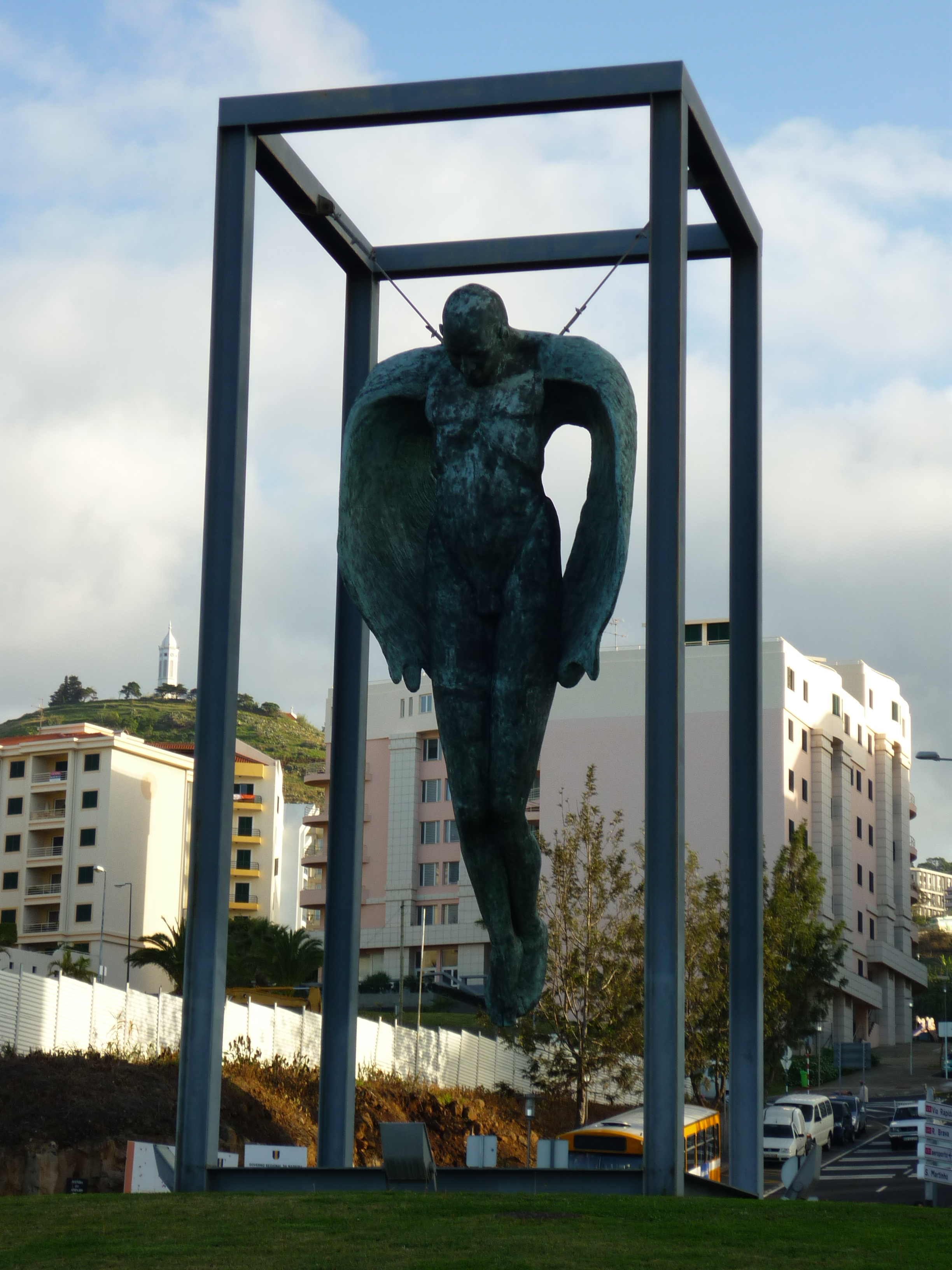
Ikarosz (az Estrada Monumental sarkán)
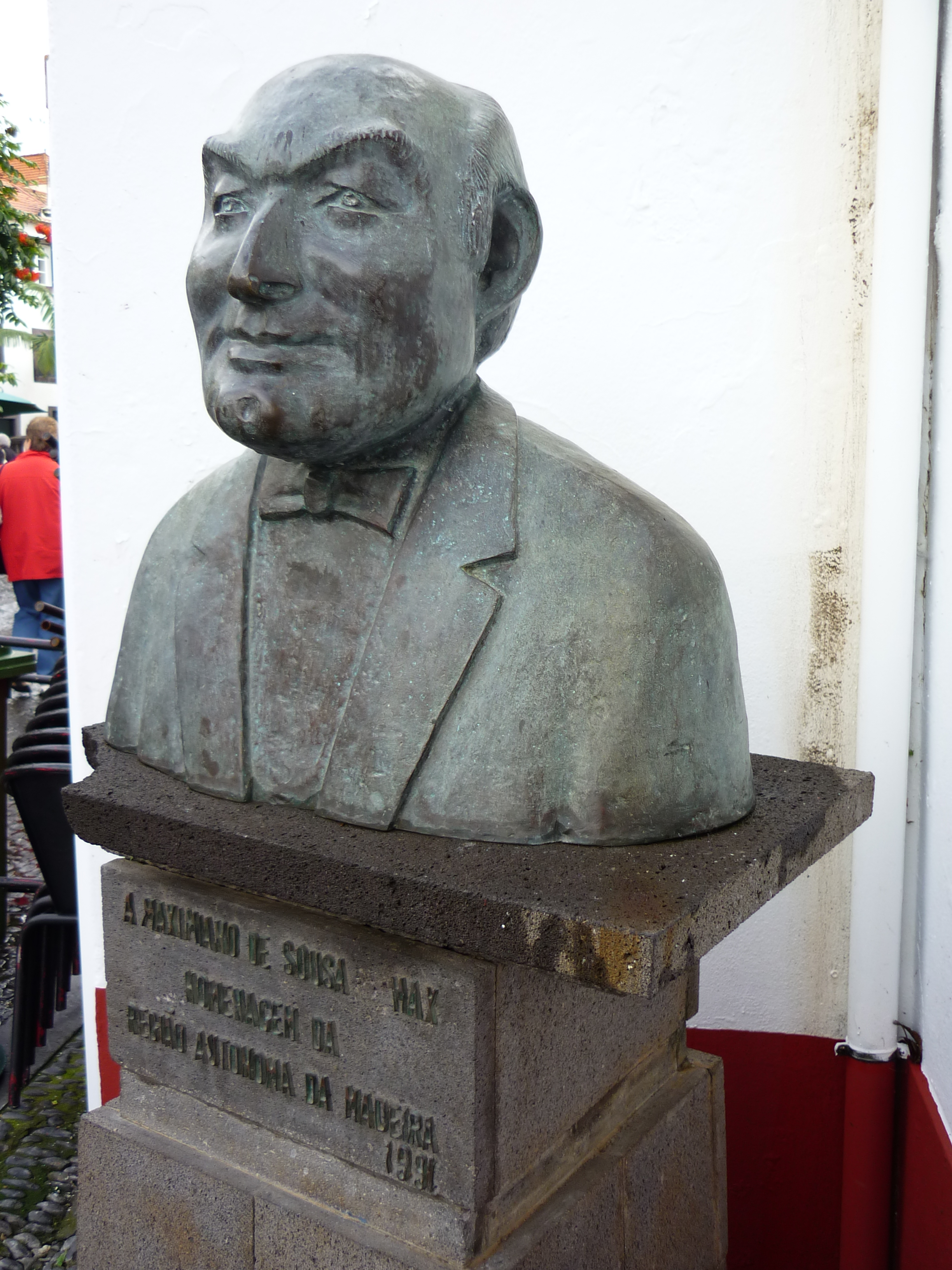
Maximiano de Sousa fadoénekes (1918–1980) mellszobra (1991)
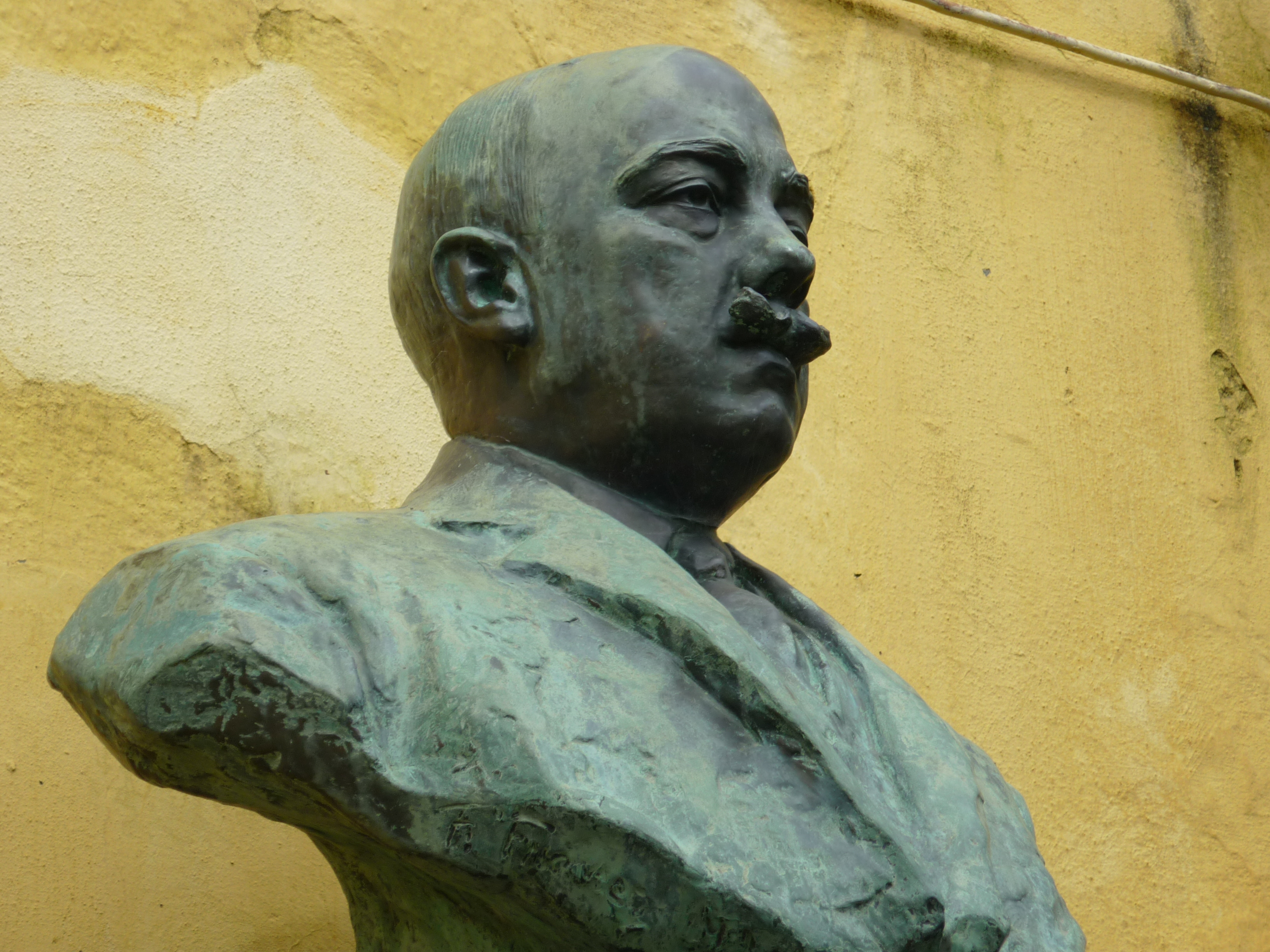
Henrique Vieira de Castro bankár szobra a „Museu Henrique e Francisco Franco” mellett
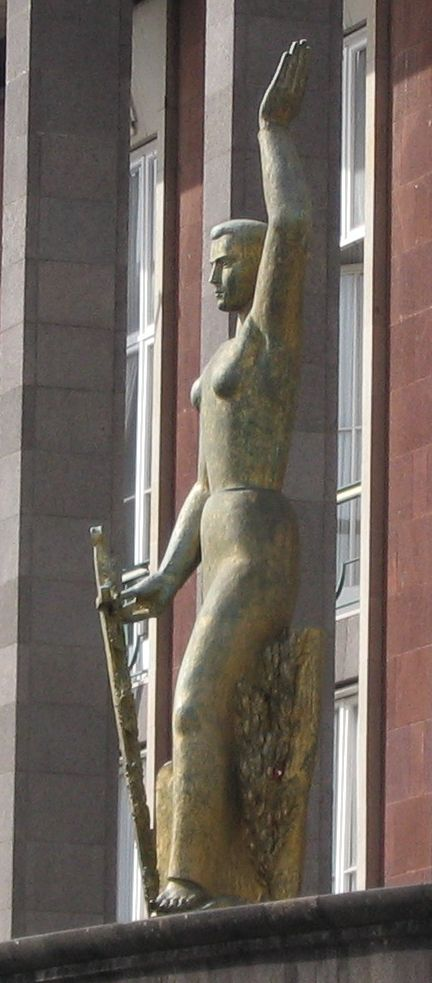
Justicia az Igazságügyi Palota előtt